# Personnages de Plus belle la vie et de Plus belle la vie, encore plus belle
 (juillet 2015).
Si vous disposez d'ouvrages ou d'articles de référence ou si vous connaissez des sites web de qualité traitant du thème abordé ici, merci de compléter l'article en donnant les références utiles à sa vérifiabilité et en les liant à la section « Notes et références ».
Le feuilleton télévisé Plus belle la vie met en scène le quotidien des habitants du Mistral, un quartier imaginaire de Marseille, où se croisent des familles comme les Marci, les Torres et les Frémont. La population du quartier évolue au fil des saisons, en fonction de l'arrivée de nouveaux personnages et des départs de personnages plus anciens. En outre, plusieurs personnages qui ne vivent pas au Mistral mais qui font partie de l'entourage de ses habitants (famille, collègues, anciens habitants du quartier, etc.) apparaissent souvent à l'écran et jouent un rôle central dans de nombreuses intrigues.
Une partie des protagonistes de Plus belle la vie réapparaissent dans sa suite, Plus belle la vie, encore plus belle. Ce dernier feuilleton suit le quotidien d'anciens habitants du Mistral, contraints de quitter le quartier après l'effondrement de plusieurs de ses bâtiments.

## Personnages dePlus belle la vie
Le tableau ci-dessous (qui n'est pas exhaustif) répertorie l'ensemble des personnages principaux de Plus belle la vie, ainsi qu'une partie des personnages invités apparaissant le plus souvent dans ce feuilleton.
| Personnage           | Présence à l'écran               | Présence à l'écran            | Interprète                                                                                               |
| Personnage           | En tant que personnage principal | En tant qu'invité             | Interprète                                                                                               |
| -------------------- | -------------------------------- | ----------------------------- | --- |
| Mirta Torres         | Saisons 1 — 18                   |                               | Sylvie Flepp                                                                                             |
| Blanche Marci        | Saisons 1 — 18                   |                               | Cécilia Hornus                                                                                           |
| Vincent Chaumette    | Saisons 1 — 18                   |                               | Serge Dupire                                                                                             |
| Céline Frémont       | Saisons 1 — 18                   |                               | Rebecca Hampton                                                                                          |
| Roland Marci         | Saisons 1 — 18                   | Saison 18                     | Michel Cordes                                                                                            |
| Luna Torres          | Saisons 1 — 18                   | Saison 1                      | Anne Décis                                                                                               |
| Thomas Marci         | Saisons 1 — 18                   | Saison 1                      | Laurent Kérusoré                                                                                         |
| Mélanie Rinato       | Saisons 1 — 14                   |                               | Laëtitia Milot                                                                                           |
| Johanna Marci        | Saisons 1 — 10 et 14             | Saisons 15 et 18              | Dounia Coesens                                                                                           |
| Ninon Chaumette      | Saisons 1 — 10                   | Saisons 16 et 18              | Aurélie Vaneck                                                                                           |
| Rudy Torres          | Saisons 1 — 10                   | Saison 18                     | Ambroise Michel                                                                                          |
| Léo Castelli         | Saisons 1 — 8                    | Saisons 8, 9 et 12 — 18       | Pierre Martot                                                                                            |
| Charlotte Le Bihac   | Saisons 1 — 5                    |                               | Hélène Médigue                                                                                           |
| Rachel Lévy          | Saisons 1 — 5                    |                               | Colette Renard                                                                                           |
| Juliette Frémont     | Saisons 1 — 4                    | Saisons 1 et 8                | Juliette Chêne                                                                                           |
| Malik Nassri         | Saisons 1 — 4                    |                               | Sofiane Belmouden                                                                                        |
| François Marci       | Saisons 1 — 2                    | Saisons 8 et 17 — 18          | Thierry Ragueneau                                                                                        |
| Lucas Marci          | Saisons 1 — 2                    | Saison 18                     | Geoffrey Sauveaux                                                                                        |
| Charles-Henri Picmal | Saison 1                         | Saisons 2 et 7                | Richard Guedj                                                                                            |
| Aicha Djellal        | Saison 1                         |                               | Ibtissem Guerda                                                                                          |
| Antoine Frémont      | Saison 1                         |                               | Alexandre Pottier                                                                                        |
| Guillaume Leserman   | Saisons 3 et 7 — 13              | Saisons 1 — 2, 4 — 6 et 18    | Virgile Bayle                                                                                            |
| Nathan Leserman      | Saisons 7 — 8                    | Saisons 1 — 7 et 10 — 18      | Thibaud Vaneck                                                                                           |
| Charles Frémont      | Saisons 9 — 18                   | Saisons 1 — 9                 | Alexandre Fabre                                                                                          |
| Samia Nassri         |                                  | Saisons 1 — 18                | Fabienne Carat                                                                                           |
| Jean-François Leroux |                                  | Saisons 2 — 12                | Jean-François Malet                                                                                      |
| Estelle Cantorel     |                                  | Saisons 3 — 18                | Élodie Varlet                                                                                            |
| Franck Ruiz          |                                  | Saisons 3 — 6 et 11 — 18      | Jean-Charles Chagachbanian                                                                               |
| Jean-Paul Boher      |                                  | Saisons 4 — 18                | Stéphane Henon                                                                                           |
| Noé Ruiz             |                                  | Saisons 4 — 18                | Ange, Noah, Sacha et Téo Heredia puis Baptiste et Johan Krempff puis Eliot De Faria puis Florian Lesieur |
| Benoît Cassagne      |                                  | Saisons 4 — 14                | Ludovic Baude                                                                                            |
| Wanda Legendre       |                                  | Saisons 4 — 13                | Pascale Roberts                                                                                          |
| Sybille Cassagne     |                                  | Saisons 4 — 9 et 18           | Coline d'Inca                                                                                            |
| Raphaël Cassagne     |                                  | Saisons 4 — 8                 | Audric Chapus                                                                                            |
| Barbara Évenot       |                                  | Saisons 5 — 18                | Léa François                                                                                             |
| Abdel Fedala         |                                  | Saisons 5 — 18                | Marwan Berreni                                                                                           |
| Karim Fedala         |                                  | Saisons 5 — 18                | Rachid Hafassa                                                                                           |
| Djawad Sangha        |                                  | Saisons 5 — 14 et 18          | David Baiot                                                                                              |
| Sacha Malkavian      |                                  | Saisons 7 — 18                | Avy Marciano                                                                                             |
| Gabriel Riva         |                                  | Saisons 7 — 18                | Joakim Latzko                                                                                            |
| Jonas Malkavian      |                                  | Saisons 7 — 12                | Pierre-Louis Bellet (saison 7) Geoffrey Piet (saisons 7 — 12)                                            |
| Xavier Revel         |                                  | Saisons 7 — 10, 14 et 16 — 18 | Grégory Questel                                                                                          |
| Coralie Blain        |                                  | Saisons 8 — 18                | Sara Mortensen (saisons 8 — 15) Coralie Audret (saisons 15 — 18)                                         |
| Jeanne Carmin        |                                  | Saisons 8 — 18                | Stéphanie Pareja                                                                                         |
| Babeth Nebout        |                                  | Saisons 8 — 18                | Marie Réache                                                                                             |
| Patrick Nebout       |                                  | Saisons 8 — 18                | Franck Sémonin (saisons 8 — 9) Jérôme Bertin (saisons 9 — 18)                                            |
| Valentin Nebout      |                                  | Saisons 8 — 11 et 13          | Louis Duneton (saisons 8 — 11) Valentin Baldi (saison 13)                                                |
| Léa Leroux           |                                  | Saisons 8 — 9 et 12 — 18      | Charlotte Deysine (saisons 8 — 9) Marie Hennerez (saisons 12 — 18)                                       |
| Claude Rochat        |                                  | Saisons 9 — 18                | Charles Schneider                                                                                        |
| Émilie Leroux        |                                  | Saisons 9 — 11 et 15 — 18     | Charlie Joirkin (saisons 9 — 11) Laurie Bordesoules (saisons 15 — 18)                                    |
| Baptiste Riva-Marci  |                                  | Saisons 10 — 18               | Bryan Trésor                                                                                             |
| Thérèse Riva-Marci   |                                  | Saisons 10 — 15               | Tia Diagne (saisons 10 — 11) Manon Bresch (saisons 11 — 15) Léa Kerel (saison 15)                        |
| Kévin Belesta        |                                  | Saisons 11 — 18               | Théo Bertrand                                                                                            |
| Lætitia Belesta      |                                  | Saisons 11 — 18               | Caroline Riou                                                                                            |
| César Cordonnier     |                                  | Saisons 11 — 18               | Grant Lawrens                                                                                            |
| Francesco Ibaldi     |                                  | Saisons 11 — 18               | Emanuele Giorgi                                                                                          |
| Emma Rimez           |                                  | Saisons 11 — 18               | Pauline Bression                                                                                         |
| Sabrina Gocelin      |                                  | Saisons 12 — 18               | Éléonore Sarrazin                                                                                        |
| Ariane Hersant       |                                  | Saisons 13 — 18               | Lola Marois                                                                                              |
| Éric Norman          |                                  | Saisons 13 — 18               | Régis Maynard                                                                                            |

## Personnages dePlus belle la vie, encore plus belle
Le tableau suivant répertorie les personnages principaux de Plus belle la vie, encore plus belle, ainsi que les personnages invités les plus notables de ce feuilleton.
Les personnages précédemment apparus dans Plus belle la vie sont indiqués en italiques. 
| Personnage          | Présence à l'écran               | Présence à l'écran | Interprète           |
| Personnage          | En tant que personnage principal | En tant qu'invité  | Interprète           |
| ------------------- | -------------------------------- | ------------------ | -------------------- |
| Mirta Torres        | Saison 1 — présent               |                    | Sylvie Flepp         |
| Blanche Marci       | Saison 1 — présent               |                    | Cécilia Hornus       |
| Luna Torres         | Saison 1 — présent               |                    | Anne Décis           |
| Thomas Marci        | Saison 1 — présent               |                    | Laurent Kérusoré     |
| Jean-Paul Boher     | Saison 1 — présent               |                    | Stéphane Henon       |
| Barbara Évenot      | Saison 1 — présent               |                    | Léa François         |
| Gabriel Riva        | Saison 1 — présent               |                    | Joakim Latzko        |
| Léa Nebout          | Saison 1 — présent               |                    | Marie Hennerez       |
| Babeth Nebout       | Saison 1 — présent               |                    | Marie Réache         |
| Patrick Nebout      | Saison 1 — présent               |                    | Jérôme Bertin        |
| Yolande Sandré      | Saison 1 — présent               |                    | Élisabeth Commelin   |
| Ariane Hersant      | Saison 1 — présent               |                    | Lola Marois          |
| Nisma Bailly        | Saison 1 — présent               |                    | Ella Philippe        |
| Jules Langlois      | Saison 1 — présent               |                    | Val Duclaux          |
| Aya Konaté          | Saison 1 — présent               |                    | Johanna Boyer        |
| Steve Brudet        | Saison 1 — présent               |                    | Florian Abboud       |
| Samuel Gayet        | Saison 1 — présent               |                    | Iñaki Lartigue       |
| Jennifer Maseron    | Saison 1 — présent               |                    | Diane Dassigny       |
| Morgane Tanguy      | Saison 1 — présent               |                    | Jade Pradin          |
| Kilian Corcel       | Saison 1                         | Saison 2           | Tim Rousseau         |
| Meïline Liao        | Saison 1                         |                    | Moon Dailly          |
| Vanessa Kepler      | Saison 2                         | Saison 1           | Agathe de La Boulaye |
| Ophélie Kepler      | Saison 2                         | Saison 1           | Morgane Frioux       |
| Ulysse Kepler       | Saison 2                         | Saison 1           | Jérémy Charvet       |
| Apolline Deboisier  | Saison 2                         | Saison 1           | Zoé Laïb             |
| Zoé Romane          | Saison 2                         | Saison 1           | Manon Chevallier     |
| Lucie Boher         |                                  | Saison 1 — présent | Agathe Dodemant      |
| Éric Norman         |                                  | Saison 1 — présent | Régis Maynard        |
| Djawad Sangha       |                                  | Saison 1 — présent | David Baiot          |
| Emma Rimez          |                                  | Saison 1 — 2       | Pauline Bression     |
| Baptiste Riva-Marci |                                  | Saison 1 — 2       | Bryan Trésor         |
| Estelle Cantorel    |                                  | Saison 1           | Élodie Varlet        |
| Sylvia Escola       |                                  | Saison 1           | Roxane Turmel        |
| Francesco Ibaldi    |                                  | Saison 1           | Emanuele Giorgi      |
| Betty Solano        |                                  | Saison 1           | Horya Benabet        |

## Présentation des personnages
La liste suivante (qui n'est pas exhaustive) présente les personnages de Plus belle la vie et de Plus belle la vie, encore plus belle.
- Haut – A
- B
- C
- D
- E
- F
- G
- H
- I
- J
- K
- L
- M
- N
- O
- P
- Q
- R
- S
- T
- U
- V
- W
- X
- Y
- Z

### A
- L'adjointe au maire
Personnage apparaissant dans Plus belle la vie (saisons 3 — 13).
Interprète : Corinne Frandino.
Amie de Blanche Marci, dont le nom est inconnu. Elle apparaît sporadiquement à l'écran, pour célébrer le mariage de différents personnages, comme Mélanie et Bruno, Luna et Vadim, Thomas et Gabriel, ou encore Blanche et Nicolas.
- Père Alexandre
Personnage apparaissant dans Plus belle la vie (saisons 10 — 13).
Interprète : François-Dominique Blin.
Curé remplaçant du père Matthieu à la paroisse de Mirta Torres.
- Marc Alibert
Personnage apparaissant dans Plus belle la vie (saisons 13 et 14).
Interprète : Éric Perez.
Frère et complice du tueur en série Nicolas Berger, alias « l’Enchanteur ». Enfants, Nicolas et Marc ont été placés dans deux familles d'accueil différentes après l'assassinat de leur mère (ce qui explique pourquoi ils ne portent pas le même nom de famille). Depuis, Marc est devenu un médecin renommé spécialisé en transplantation cardiaque et travaille à la clinique Beau-Soleil. Nicolas cache à ses proches (y compris à Blanche) l'existence de Marc, qui lui sert de complice dans le cadre de ses meurtres. Dans la quatorzième saison, lorsque Nicolas tente de résister à ses pulsions meurtrières, Marc le pousse au contraire à y céder, devenant pour lui une sorte de mauvais génie. Nicolas finit par se retourner contre Marc et le tue, dans une vaine tentative de mettre fin à ses propres cycles de meurtres.
- Jennifer Amiel
Personnage apparaissant dans Plus belle la vie (saisons 4 et 5).
Interprète : Clary Demangeon.
Jeune trafiquante de cigarettes. Ninon Chaumette va se servir d'elle pour enquêter sur ce trafic (sur lequel elle compte écrire un article) et fera ainsi la connaissance de Benoît Cassagne, qui travaille alors dans le foyer où vit Jennifer. Dans la cinquième saison, Jennifer travaille pour le compte de Kamsky, un trafiquant de clandestins qui finira par l'assassiner, alors qu'elle commençait une histoire d'amour avec Raphaël Cassagne, le fils de Benoît.
- Étienne Anglade
Personnage apparaissant dans Plus belle la vie (saisons 2 — 3).
Interprète : Hubert Koundé.
Jeune veuf dont l'épouse a été tuée par un chauffard. Il s'installe à Marseille avec l'aide de Blanche Marci, avec qui il va vivre une brève relation amoureuse.
- Jules Anglade
Personnage apparaissant dans Plus belle la vie (saisons 2 — 3).
Interprète : Fabien Gravillon.
Fils d'Étienne. Jeune homme écorché vif, il a retrouvé une nouvelle ferveur dans la foi musulmane après la mort de sa mère. Il peine à accepter la relation de son père avec Blanche.
- Manuel Aristabal
Personnage apparaissant dans Plus belle la vie (saison 1).
Interprète : Rodolfo de Souza.
Premier mari de Mirta Torres, père de Luna et grand-père de Rudy. Mirta l'avait perdu de vue et le faisait passer pour mort. Niant les accusations de violences conjugales dont il fait l'objet, il cherche à faire chanter Mirta. Il est finalement tué par une ancienne maîtresse.
- Boris Arlan
Personnage apparaissant dans Plus belle la vie (saisons 7 — 11).
Interprète : Hervé Babadi.
Ami de Djawad Sangha, originaire des Mureaux. Vivant de petits trafics, c'est un fervent supporter du PSG. Après sa rupture avec Wendy Lesage, il quitte Marseille et retourne vivre aux Mureaux.

### B

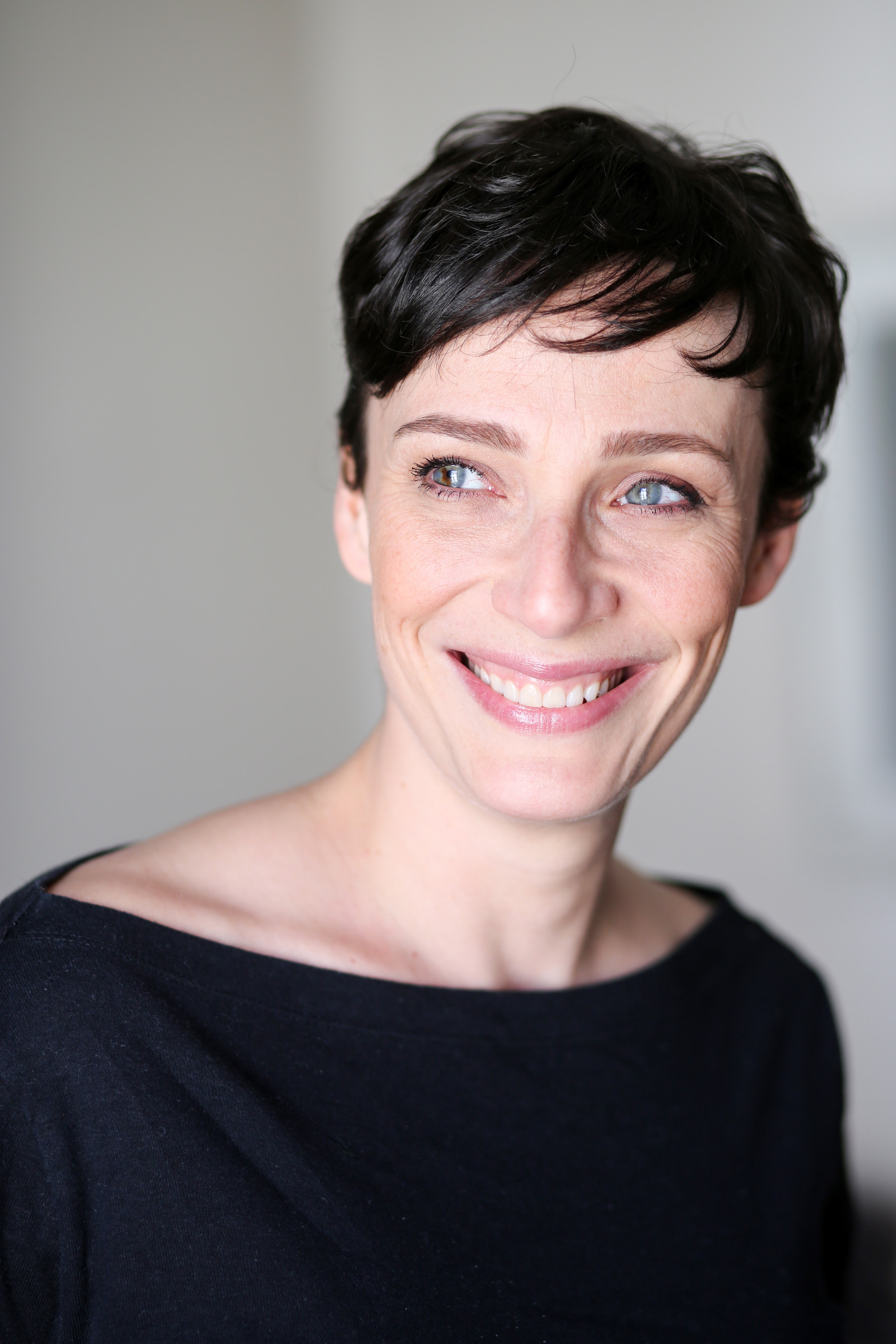
Caroline Bourg joue le rôle d'Elsa Bailly.

- Bilal Bailly
Personnage apparaissant dans Plus belle la vie (saisons 16 — 18).
Interprète : Zacharia El Baialy (saison 16), puis Kjel Bennett (saisons 17 — 18).
Neveu d'Elsa Bailly et frère de Nisma. Il s'installe à Marseille avec sa sœur à la suite de l'assassinat de leur père, Renaud. Elsa devient leur tutrice légale, mais, lorsqu'elle est incarcérée pour trafic d'organes, elle demande à Abdel Fedala de la remplacer. Bilal et Nisma rejoignent le lycée Vincent Scotto et se lient d'amitié avec Lola, Kilian et Noé.
- Elsa Bailly
Personnage apparaissant dans Plus belle la vie (saisons 7 — 18).
Interprète : Caroline Bourg.
Petite amie de Karim Fedala, qui emménage avec elle lorsqu'il sort de prison. Après avoir été la patronne d'un bowling, Elsa ouvre un bistrot avec Karim au cours de la neuvième saison. Elle devient la tutrice des enfants de son frère Renaud à la suite de l'assassinat de ce dernier et reprend sa société de pompes funèbres. En délicatesse avec la justice après sa participation à un trafic d'organes, elle va avoir une courte relation avec le magistrat du parquet Xavier Revel. Leur histoire ne dure que quelques semaines, Elsa craignant pour sa vie et pour celle de Xavier après que Karim a découvert leur relation. Une fois sortie de prison, elle tente de mener une vie normale auprès des siens.
- Nisma Bailly
Personnage apparaissant dans Plus belle la vie (saisons 16 — 18) et dans Plus belle la vie, encore plus belle (saison 1 — présent).
Interprète : Ella Philippe.
Nièce d'Elsa Bailly et sœur de Bilal. Dans Plus belle la vie, Nisma s'installe à Marseille avec son frère à la suite de l'assassinat de leur père, Renaud. Elsa devient leur tutrice légale, mais, lorsqu'elle est incarcérée pour trafic d'organes, elle demande à Abdel Fedala de la remplacer. Bilal et Nisma rejoignent le lycée Vincent Scotto et se lient d'amitié avec Lola, Noé et Kilian. Nisma réapparaît ensuite dans Plus belle la vie, encore plus belle : désormais étudiante en sciences politiques, elle vit dans la résidence où travaillent Mirta et Yolande.
- David Barrat
Personnage apparaissant dans Plus belle la vie (saisons 7 — 9).
Interprète : Cyrille Bonnet.
Étudiant en droit, stagiaire au cabinet de Céline Frémont, il devient ensuite avocat. Il n'apparaît que sporadiquement à l'écran. Souffrant de surpoids, il tombe amoureux de Céline, mais ce n'est pas réciproque. Plus tard, il va vivre une courte histoire d'amour avec Amélie Lagrange, celle-ci cherchant alors à se venger de son petit ami, Guy Lemarchand.
- Julien Barrault
Personnage apparaissant dans Plus belle la vie (saisons 16 — 18).
Interprète : Renaud Dehesdin.
Homme politique d'extrême droite. Lors des élections municipales de 2020, il est candidat à la mairie de l'arrondissement où se situe le quartier du Mistral et arrive en troisième position face au sortant, Jean Lougane. Une fois Lougane réélu, Barrault mettra tout en œuvre pour discréditer les membres de la liste menée par Hadrien Walter et Samia Nassri. Dans la saison 17, il est impliqué dans la disparition de Samia, avec la complicité d'agents de la police municipale.
- Elias Barrazi
Personnage apparaissant dans Plus belle la vie (saisons 14 — 15).
Interprète : Marco Horanieh.
Professeur de français syrien, réfugié politique. Il se fait engager comme homme d'entretien au lycée Scotto. Il a un cousin, Victor, qu'il cache dans le lycée, en attendant qu'il puisse passer en Angleterre. Il vit une histoire d'amour avec Barbara Évenot, qu'il finira par épouser, avant d'être incarcéré pour le meurtre du chef d'entreprise Christophe Ford. Il demande alors le divorce pour que Barbara puisse refaire sa vie.
- Emmanuelle Barrel
Personnage apparaissant dans Plus belle la vie (saisons 1 — 2).
Interprète : Sévy Weber.
Épouse de convenance de Nicolas Barrel. Ils entreprennent de faire grâce à une insémination artificielle un enfant « à trois » avec Thomas Marci.
- Louis Barrel
Personnage apparaissant dans Plus belle la vie (saison 3).
Interprète : Thomas Cerisola.
Frère de Nicolas Barrel. C'est un escroc ainsi qu'un maître-chanteur. Il devient l'amant de Céline, alors en couple avec Vincent Chaumette, avant d'être tué par son propre père, Yves Barrel, auquel il faisait un chantage.
- Martine Barrel
Personnage apparaissant dans Plus belle la vie (saisons 3 et 5).
Interprète : Patricia Couvillers.
Mère de Nicolas Barrel et de son frère, Louis. Elle finira par fuir à l'étranger avec son mari Yves Barrel, lorsque celui s'évadera de prison, dans la cinquième saison.
- Nicolas Barrel
Personnage apparaissant dans Plus belle la vie (saisons 1 — 3 et 5).
Interprète : Alexandre Thibault, remplacé au cours de la saison 1 par Nicolas Herman.
Lieutenant de police, compagnon de Thomas Marci lors des premières saisons. Dans la troisième saison, il se fait passer pour mort afin d'infiltrer un réseau de trafiquants de drogue lyonnais. Il revient au Mistral une fois cette mission achevée, dans la cinquième saison. Il se lance alors dans une carrière d'avocat. Devenu toxicomane, il part finalement en cure de désintoxication et quitte définitivement le Mistral.
- Yves Barrel
Personnage apparaissant dans Plus belle la vie (saisons 3 et 5).
Interprète : Bernard Allouf.
Père de Louis et Nicolas. C'est un ancien commissaire divisionnaire, jouissant d'une excellente réputation. Homophobe, il a exclu Nicolas de la famille quand celui-ci a fait son coming-out et a contraint sa femme à ne plus le voir. Il a alors reporté toute son affection paternelle sur son autre fils, Louis, fermant les yeux sur ses turpitudes. Victime d'un chantage de la part de Louis, il décide finalement de le tuer. Avant d'être emprisonné pour ce crime, Yves accepte de participer à une mise en scène pour faire croire à la mort de Nicolas, afin que ce dernier puisse accomplir une périlleuse mission d'infiltration. Yves réapparaît ensuite au cours de la cinquième saison, où il fait un chantage à Nicolas pour que celui-ci l'aide à s'enfuir de prison. Yves part ensuite en cavale avec son épouse Martine, qui a décidé de lui pardonner le meurtre de Louis.
- Jean-François Beaumont
Personnage apparaissant dans Plus belle la vie (saisons 1 — 2).
Interprète : Marius Bruna.
Commissaire de police, il dirige le commissariat proche du Mistral au début de la série. C'est un policier corrompu, complice de Charles-Henri Picmal dans une affaire de meurtre. Ils seront tous deux démasqués et arrêtés dans la saison 2. Beaumont sera alors remplacé à son poste par Véra Madigan.
- Laurence Beaupré
Personnage apparaissant dans Plus belle la vie (saisons 8 — 9).
Interprète : Édith Alain-Miatti.
Tante de Djawad Sangha, avec lequel elle n'a qu'une petite différence d'âge. Esthéticienne de formation, elle travaille pendant quelques mois dans le salon de beauté situé sur la place du Mistral, aux côtés d'Estelle Cantorel. Elle quitte le quartier à la suite d'une déception amoureuse avec Guillaume Leserman.
- Jérôme Belesta
Personnage apparaissant dans Plus belle la vie (saisons 11 — 16 et 18).
Interprète : Laurent Orry.
Mari de Lætitia et père de Kevin. Il vit d'emplois précaires, jusqu'au jour où il trouve un travail de vigile chez Green Tech Solutions. Après avoir trouvé un système ingénieux qui permet à l'entreprise de faire des économies, il intègre l'équipe d'ingénieurs de Clément Bommel. Dans la quatorzième saison, il découvre qu'il a un fils naturel, Tom, né d'une aventure d'un soir avec une secrétaire avec laquelle il travaillait auparavant, Claire Gassin. Jérôme fait la connaissance de Tom à la suite du décès de sa mère. Avec l'accord de Lætitia, Tom s'installe chez les Belesta. Dans la quinzième saison, Jérôme meurt assassiné par Arnaud Mougin, lors de l'effondrement du complexe sportif Marcel Pagnol. Il réapparaît ensuite lors de flash-backs, notamment quand Lætitia reçoit une lettre d'Oscar, un enfant que Jérôme avait aidé pour Noël, deux ans auparavant.
- Kévin Belesta
Personnage apparaissant dans Plus belle la vie (saisons 11 — 18).
Interprète : Théo Bertrand.
Fils de Jérôme et Lætitia, demi-frère de Tom Gassin. Lycéen turbulent et fainéant, il se lie d'amitié avec Baptiste Riva-Marci, après un premier contact difficile. Après un premier échec, il obtient un baccalauréat ES. Il suit ensuite une formation d'adjoint de sécurité et intègre le commissariat du Mistral. Il vit une histoire d'amour avec Émilie, la belle-fille du commandant Nebout, bien que ce dernier ait tué Jenny, son ancienne petite amie. Il devient ensuite gardien de la paix. Dans la dix-huitième saison, il se met en couple avec Alexandra Duval, une jeune femme transgenre, qu'il épouse dans le dernier épisode.
- Lætitia Belesta
Personnage apparaissant dans Plus belle la vie (saisons 11 — 18).
Interprète : Caroline Riou.
Épouse de Jérôme et mère de Kevin. Vivant dans une situation précaire, elle se fait engager comme femme de ménage à l'hôtel Céleste. Lætitia est une femme qui n'a pas sa langue dans sa poche et tient souvent des propos racistes et extrémistes. Elle obtiendra son baccalauréat en même temps que son fils Kévin. Elle sera effondrée par la mort de son mari, Jérôme. Quelque temps après la mort de Jérôme, Lætitia se met en couple avec Sébastien Leduc, qu'elle quittera par la suite pour se mettre en couple avec Valentin Carrier, un riche homme d'affaires. Plus tard, elle devient professeur d'histoire au lycée Vincent Scotto.
- Nicolas Berger
Personnage apparaissant dans Plus belle la vie (saisons 11 et 13 — 14).
Interprète : Bruce Tessore.
Chirurgien cardiaque réputé. Il se met en couple avec Coralie Blain, puis avec Blanche Marci, qu'il finira par épouser. Dans la treizième saison, il s'avère que Nicolas est « l'Enchanteur », un tueur en série, agissant avec la complicité de son frère, Marc Alibert. Démasqué par le policier Patrick Nebout, il s'empoisonne juste avant son arrestation, obligeant Blanche à faire de même ; Blanche est finalement sauvée tandis que Nicolas se laisse mourir à l'hôpital.
- Marie Bergman, de son vrai nom Maria Florès
Personnage apparaissant dans Plus belle la vie (saisons 5 — 6).
Interprète : Marie Fugain.
Commandant, puis commissaire de police. Elle est la fille de Stella Florès, la matriarche d'un clan de Gitans, et a un frère plus jeune qu'elle, Johnny. Elle a rompu tout contact avec sa famille lorsque sa mère a voulu la marier de force à un homme de son clan, Angelo, tandis que son propre compagnon est mort dans des circonstances troubles. Sous l'identité de Marie Bergman, elle est devenue policier. Sa carrière la mène de la police aux frontières au commissariat du Mistral, où elle finit par remplacer Véra Madigan quand celle-ci quitte son poste. Elle va alors vivre en couple avec Guillaume Leserman, avant d'être rattrapée par son passé. Après la mort de sa mère et sa rupture avec Guillaume, Marie quitte le Mistral et est remplacée à son poste par la commissaire Sara Douala.

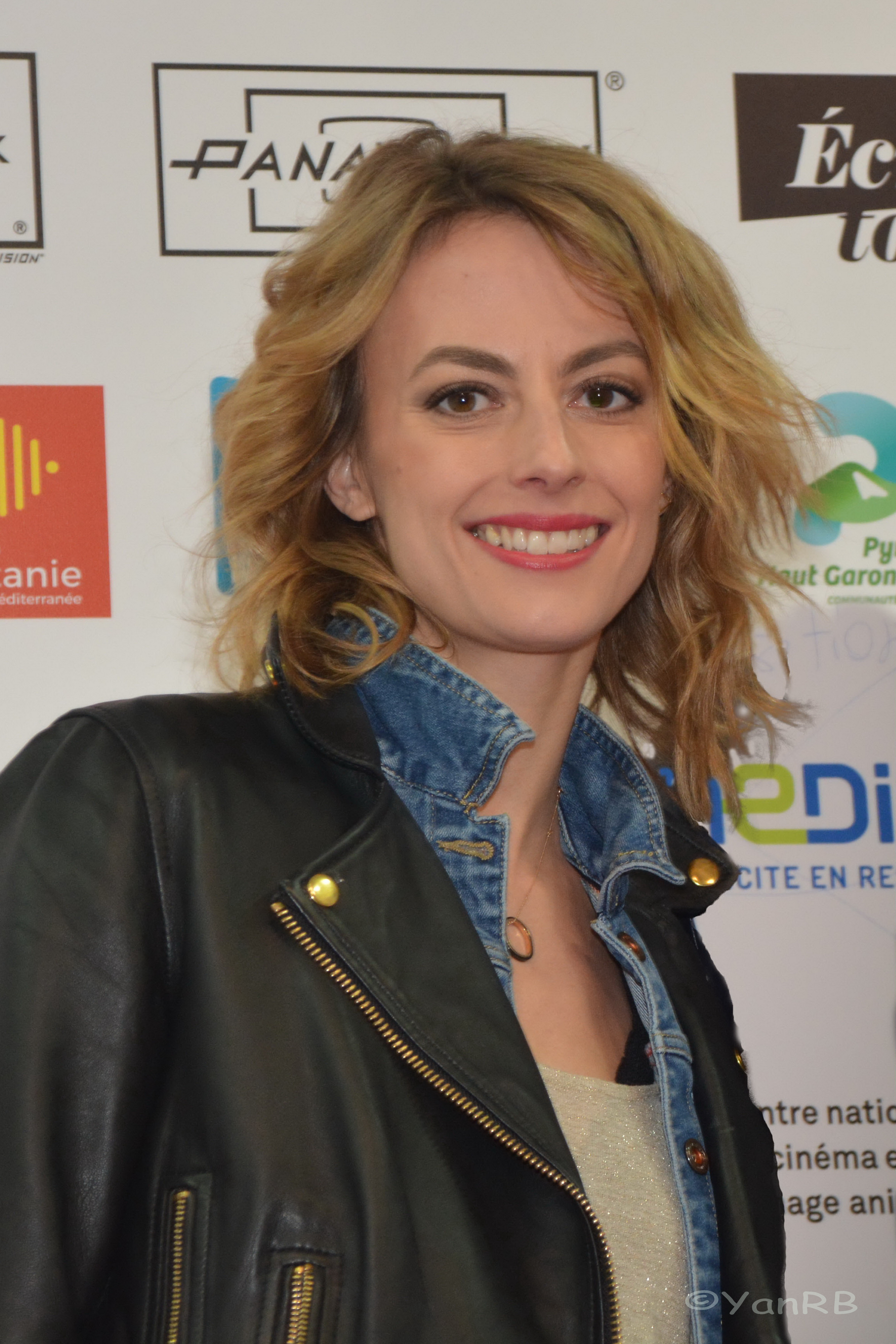
Sara Mortensen, première interprète du rôle de Coralie Blain.

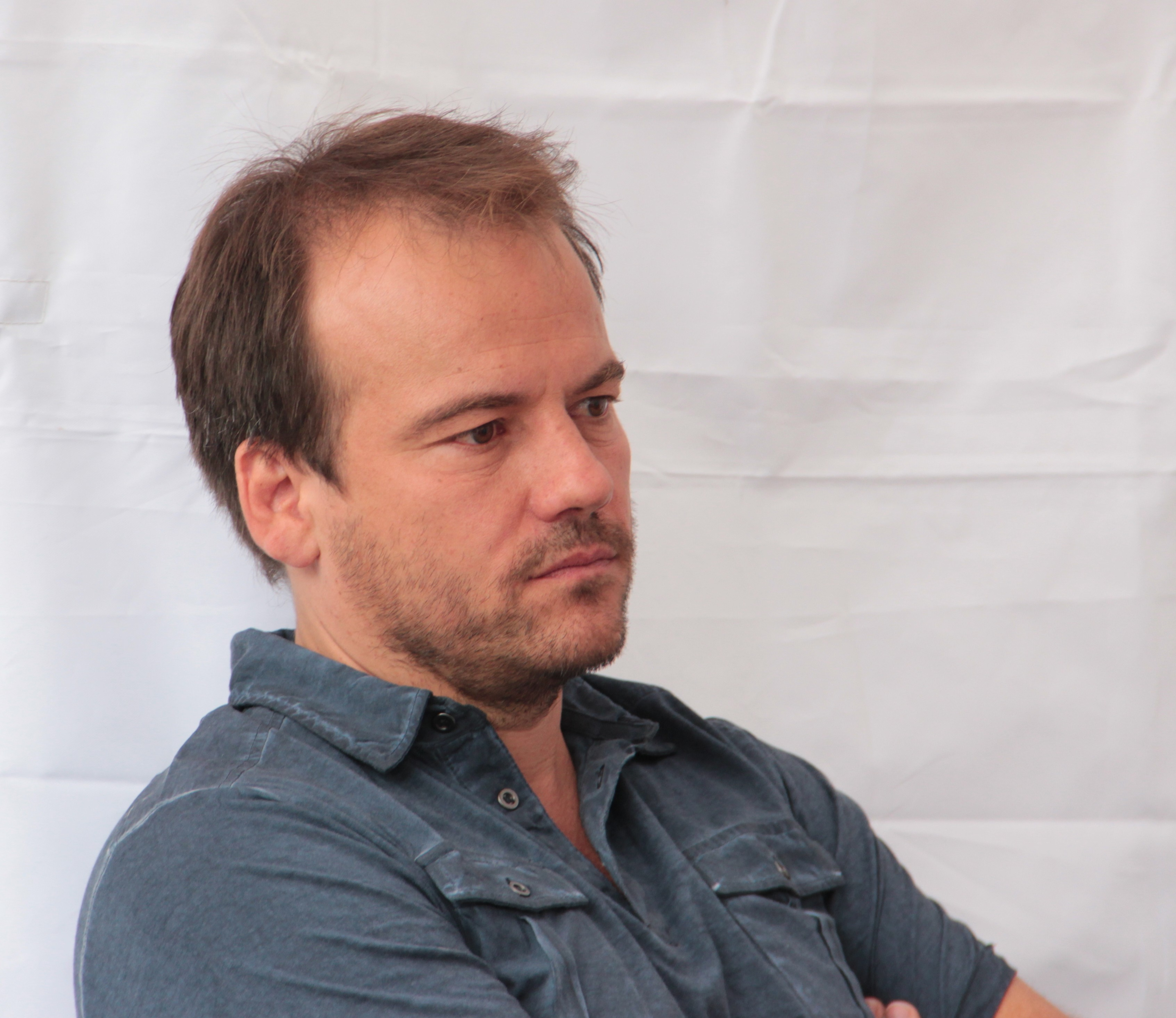
Stéphane Henon joue le rôle de Jean-Paul Boher.

- Coralie Blain
Personnage apparaissant dans Plus belle la vie (saisons 8 — 18).
Interprète : Sara Mortensen (saisons 8 — 15), puis Coralie Audret (saisons 15 — 18).
Professeur de mathématiques au lycée Vincent Scotto, réputée pour sa sévérité (au point d'être surnommée « Terminator » par ses élèves). Elle a un frère, Manu, qui se fait tuer par Abdel Fedala dans la onzième saison, après avoir tenté de violer Elsa Bailly. Après plusieurs déceptions amoureuses (notamment avec Mathieu Belin, un collègue qui finira par la violer), elle devient la compagne de Clément Bommel, le père de deux de ses élèves, Théo et Clara. Par la suite, Coralie aura une liaison cachée avec Théo, avant de décider d'assumer ses sentiments et de quitter Clément pour lui. Dans la saison 18, elle se fait tuer par Jérémie Soubeyrand.
- Andrée Boher
Personnage apparaissant dans Plus belle la vie (saisons 6 — 8).
Interprète : Marion Game.
Mère de Jean-Paul Boher. Elle vit en Alsace avec son mari Philippe et vient épisodiquement à Marseille pour rendre visite à Jean-Paul. Raciste, elle peine à accepter la relation entre son fils et Samia Nassri.
- Jean-Paul Boher
Personnage apparaissant dans Plus belle la vie (saisons 4 — 18) et dans Plus belle la vie, encore plus belle (saison 1 — présent).
Interprète : Stéphane Henon.
Brigadier, puis lieutenant, capitaine et commissaire de police. Il est originaire d'Alsace. Ayant acquis la réputation d'un homme raciste et violent, il deviendra, ironie du sort, le tuteur légal d'Abdel Fedala, un jeune homme d'origine maghrébine. Plus tard, il épouse sa collègue Samia Nassri, avec qui il aura une fille, Lucie. Il apprend quelque temps plus tard qu'il a eu un fils mort en bas âge avec Armelle Demy, son ex-compagne, qui lui avait caché l'existence de cet enfant. Après sa rupture avec Samia, il vit des histoires d'amour avec ses collègues Ariane Hersant et Irina Kovaleff, qui se solderont par des échecs. Il noue progressivement une relation ambiguë avec Léa Leroux, bien que celle-ci soit lesbienne. Leurs sentiments s'avèrent finalement réciproques et Léa tombe enceinte. Jean-Paul et Léa décident de garder l'enfant et emménagent ensemble. Dans la dernière saison de Plus belle la vie, il est nommé à la tête du commissariat à la suite du départ du commissaire Cissé. Jean-Paul réapparaît ensuite dans Plus belle la vie, encore plus belle, où il est sous les ordres d'une nouvelle commissaire, Meïline Liao.
- Lucie Boher
Personnage apparaissant dans Plus belle la vie (saisons 9 — 18) et dans Plus belle la vie, encore plus belle (saison 1 — présent).
Interprètes : Lana et Lee Lou Pubil Santiago, remplacées ensuite par Camélia et Jailys Medjoub, puis par Romane Libert (dans Plus belle la vie), puis par Agathe Dodemant (dans Plus belle la vie, encore plus belle).
Fille de Samia et Jean-Paul, elle voit le jour à la maternité le 10 janvier 2013.
- Philippe Boher
Personnage apparaissant dans Plus belle la vie (saisons 7 — 9, 11 — 12 et 17).
Interprète : Pierre Chevallier.
Père de Jean-Paul Boher, cordonnier de profession. Complètement soumis à son acariâtre épouse, Andrée, il vit avec cette dernière en Alsace et vient épisodiquement à Marseille pour rendre visite à Jean-Paul, notamment pour les mariages de Jean-Paul, avec Samia, puis avec Irina et pour la naissance de sa petite-fille, Lucie.
- Clara / Antoine Bommel
Personnage apparaissant dans Plus belle la vie (saisons 13 — 16).
Interprète : Enola Righi.
Fille de Clément et Delphine Bommel et petite sœur de Théo. Elle a sauté une classe et se retrouve au lycée Vincent Scotto dans la même classe que son frère, qui en a déjà redoublé deux. Dans la quatorzième saison, Clara avoue à son père et à son frère qu'elle se sent un garçon prisonnier dans un corps de fille et désire désormais qu'on l'appelle Antoine, ce qui fait encore des remous tant dans sa famille qu'au sein du lycée Scotto. Quelques semaines plus tard, après avoir obtenu son bac, Antoine part faire ses études à Paris.
- Clément Bommel
Personnage apparaissant dans Plus belle la vie (saisons 13 — 16).
Interprète : David Marchal.
Père de Théo et Clara. Il élève ses enfants seul depuis que sa femme Delphine a fui sa vie de famille du jour au lendemain (en réalité, Clément l'a renvoyée après qu'elle a failli tuer la famille en laissant le gaz allumé). Ancien ingénieur en agronomie, il a tout plaqué pour s'occuper de ses enfants à plein temps et est devenu agriculteur. Il va se mettre en couple avec Coralie Blain, le professeur de maths de ses deux enfants, avant de renouer brièvement avec Delphine, son ex-femme. Il décide finalement de quitter définitivement le quartier du Mistral pour Paris.
- Delphine Bommel
Personnage apparaissant dans Plus belle la vie (saisons 14 — 16 et 18).
Interprète : Delphine Rollin.
Femme de Clément Bommel et mère de Théo et Antoine. Clément l'avait mise à la porte parce qu'elle avait failli tuer toute sa famille en laissant le gaz ouvert. Elle réapparaît après neuf ans d'absence, de retour d'un long séjour en Asie, alors que Clément a entretemps refait sa vie avec Coralie Blain. Si Delphine se montre détendue, sympathique et même atteinte d'une douce folie comique, elle peut se montrer agressive, voire violente, quand les choses ne se passent pas comme elle le souhaite. Il s'avère qu'elle est en fait bipolaire. Après avoir été en couple avec Francesco Ibaldi, elle renoue brièvement avec Clément. Elle va vivre également une histoire avec Franck Ruiz.
- Théo Bommel
Personnage apparaissant dans Plus belle la vie (saisons 13 — 16 et 18).
Interprète : Jules Fabre.
Fils aîné de Clément et Delphine et grand frère de Clara. Il a redoublé deux classes en raison de sa dyslexie et de son caractère extrêmement provocateur envers ses professeurs. Il se retrouve en seconde au lycée Vincent Scotto, où il a Coralie Blain comme professeur de mathématiques. Cette dernière devient finalement la nouvelle compagne de son père. La complicité de Théo avec Coralie finit par se transformer en amour réciproque, au point qu'ils vont avoir une liaison secrète. Deux ans plus tard, après que Coralie et lui ont été prisonniers des décombres lors de l'effondrement du gymnase Marcel Pagnol, Coralie décide d'assumer ses sentiments et de quitter Clément pour Théo, avec qui elle emménagera par la suite.
- Mouss Bongor
Personnage apparaissant dans Plus belle la vie (saisons 15 — 18).
Interprète : Boubacar Kabo.
Patient du centre de rééducation où est soignée Luna Torres lorsque celle-ci se retrouve handicapée. Mouss se déplace en fauteuil roulant depuis un accident de scooter. Il nouera une vraie amitié avec Luna et la suivra dans toutes ses activités. Dans la saison 16, il tombe amoureux de Mila Valle et décide de quitter le centre de rééducation pour rejoindre la colocation où cette dernière vit avec Sabrina et Nathan. Il deviendra également surveillant au lycée Scotto. Plus tard, il se met en couple avec Mila.
- Jinan Bougatoucha
Personnage apparaissant dans Plus belle la vie (saisons 12 — 13).
Interprète : Samia Sassi.
Responsable d'une fondation qui accueille les réfugiés syriens à Marseille. Elle va faire un mariage blanc (qui se transformera en mariage d'amour) avec Guillaume Leserman. Le couple décide finalement de quitter Marseille pour se consacrer à l'action humanitaire au Laos.
- Clara Boutillot
Personnage apparaissant dans Plus belle la vie (saisons 8, 9, 10, 11 et 14).
Interprète : Carole Malinaud.
Infirmière à l'hôpital Marseille-Est, collègue de Babeth Nebout. Femme mariée, elle n'hésite pourtant pas à avoir de nombreuses relations sexuelles avec plusieurs hommes, dont son collègue Stéphane Prieur.
- Steve Brudet
Personnage apparaissant dans Plus belle la vie, encore plus belle (saison 1 — présent).
Interprète : Florian Abboud.
Étudiant en informatique originaire de Forbach. Il s'installe à la résidence Massalia et entame une relation avec Nisma Bailly.

### C

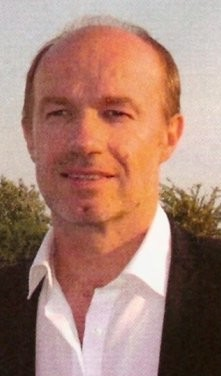
Pierre Martot joue le rôle de Léo Castelli.

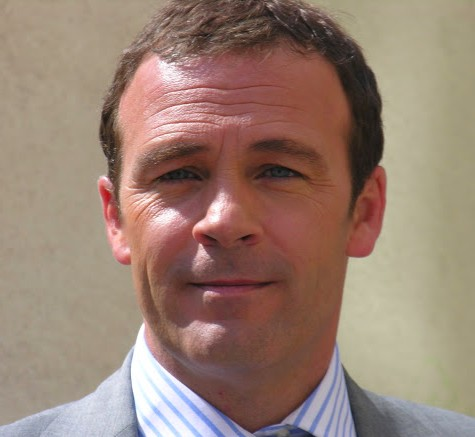
Serge Dupire joue le rôle de Vincent Chaumette.

- Hugo Camberlain
Personnage apparaissant dans Plus belle la vie (saisons 8 — 9).
Interprète : Michaël Sabuco.
Élève du lycée Vincent Scotto. C'est un ami de Cédric Gauthier, avec qui il rackette Jonas Malkavian. C'est aussi un proche d'Élise Carmin et, comme elle, il aime se moquer des gens dont Ulysse Puyvalador, qui finira par le tabasser à la suite de ses provocations sur son héritage.

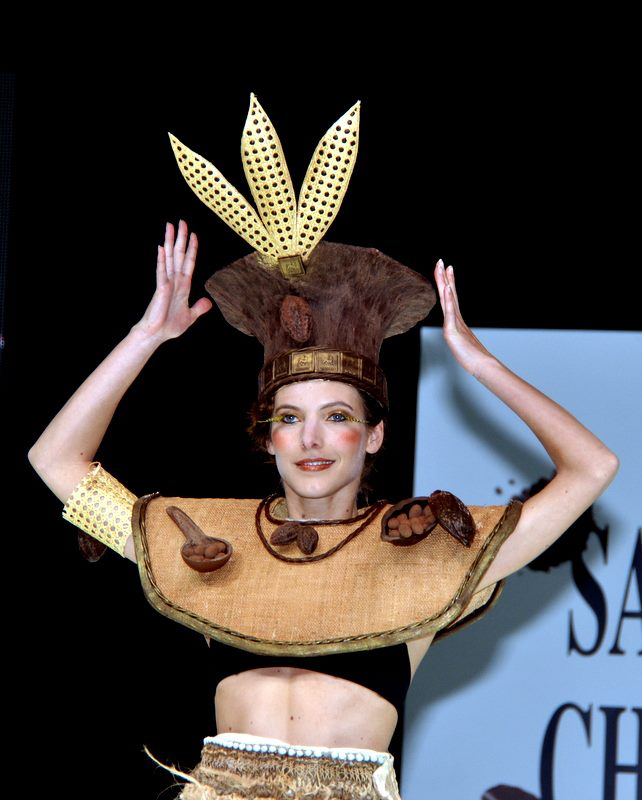
Élodie Varlet joue le rôle d'Estelle Cantorel.

- Estelle Cantorel
Personnage apparaissant dans Plus belle la vie (saisons 3 — 18) et dans Plus belle la vie, encore plus belle (saison 1).
Interprète : Élodie Varlet.
Cousine de Nathan Leserman (leurs mères sont sœurs jumelles). Estelle et Nathan font connaissance dans la troisième saison de Plus belle la vie, alors que la jeune femme, atteinte d'une hépatite auto-immune, est en attente d'une greffe de foie. La vie amoureuse d'Estelle sera marquée notamment par sa relation avec Rudy Torres, Djawad Sangha ou encore Francesco Ibaldi. Après avoir abandonné ses études de lettres, elle reprend, avec Thomas Marci, la boutique de vêtements située sur la place du Mistral, au début de la sixième saison. Dans la saison suivante, elle est obligée de céder sa boutique à Ève Tressere, qui la transforme en salon de beauté. Désormais sans travail, Estelle accepte rapidement la proposition d'Ève, qui veut l'engager comme employée dans son salon. Estelle devient plus tard la patronne du salon, après le départ d'Ève. Dans la dix-septième saison, elle ouvre un cabinet médico-social avec le docteur Romain Vidal et emménage avec Francesco sur la place du Mistral. Elle épouse Francesco lors du dernier épisode du feuilleton. Estelle réapparaît ensuite dans Plus belle la vie, encore plus belle, où elle poursuit des études de relations sociales, dans l'optique d'une nouvelle orientation professionnelle. Après l'incarcération de Francesco, elle quitte Marseille pour s'installer à Lyon.
- Hélène Cantorel
Personnage apparaissant dans Plus belle la vie (saison 3).
Interprète : Marie-Sophie L..
Mère d'Estelle Cantorel, elle est la sœur jumelle de Sophie Libourne, la mère de Nathan Leserman. Elle a été enlevée à la naissance par le docteur Henri Cantorel, dont l'épouse ne pouvait avoir d'enfant et qui l'a élevée comme sa propre fille. Alors qu'Estelle a besoin d'une greffe de foie urgente, Hélène met en œuvre un plan machiavélique pour la sauver. Elle meurt après avoir bu accidentellement un verre de poison qu'elle destinait à Rudy Torres.
- Mélissa Caprini
Personnage apparaissant dans Plus belle la vie (saisons 14 et 15).
Interprète : Claire-Aurore Bartolo.
Élève au lycée Vincent Scotto. Elle deviendra la petite amie de Théo Bommel.
- Luis Careil
Personnage apparaissant dans Plus belle la vie (saisons 14 – 16).
Interprète : Grégoire Paturel.
Élève du lycée Scotto. Manipulateur et parfois violent, il devient l'ennemi juré des enfants Bommel et de Tom Gassin. Essayant de comprendre les raisons de la haine de Luis à son égard, Tom comprend que son harceleur est en réalité amoureux de lui sans s'en rendre compte. Les deux jeunes hommes connaissent par la suite leur première expérience sexuelle ensemble.
- Sydney Carlin, dit Syd
Personnage apparaissant dans Plus belle la vie (saisons 15 – 17).
Interprète : Élie Kaempfen.
Délinquant impliqué dans différentes affaires, notamment de trafic de stupéfiants. Il n'apparaît que sporadiquement à l'écran.
- Élise Carmin
Personnage apparaissant dans Plus belle la vie (saisons 8 — 11).
Interprète : Zara Prassinot.
Fille de Jeanne Carmin et petite-fille d'Anémone Vitreuil. C'est une adolescente aguicheuse et manipulatrice, qui au fil du temps va se révéler être une jeune fille courageuse et présente pour ses proches. Elle va vivre une déception amoureuse avec Jonas Malkavian. Après son baccalauréat, elle retrouve son père biologique, Thierry Delport, qui la rejette. Elle sombre alors dans la toxicomanie, avant de mourir étranglée par sa meilleure amie, Margaux Lieber, lors d'une violente dispute.
- Jeanne Carmin
Personnage apparaissant dans Plus belle la vie (saisons 8 — 18).
Interprète : Stéphanie Pareja.
Directrice de l'hôpital Marseille-Est, elle est la fille d'Anémone Vitreuil. Avec un amant de passage, Thierry Delport, elle a eu une fille, Élise, qu'elle élève seule, jusqu'au jour où elle se met en couple avec Vincent Chaumette. Lors de la onzième saison, Jeanne est confrontée à la mort brutale d'Élise. Dans la quatorzième saison, Jeanne et Vincent envisagent d'adopter un enfant ensemble, mais, devant la complexité des démarches, ils préféreront devenir parrain et marraine de la jeune Mila Valle. Au cours de la seizième saison, Jeanne se sépare définitivement de Vincent.
- Valentin Carrier
Personnage apparaissant dans Plus belle la vie (saisons 17 — 18).
Interprète : David Bàn.
Homme d'affaires richissime. Alors, qu'il séjourne à l'hôtel Céleste, il fait la connaissance de Lætitia Belesta, dont il tombe fou amoureux. Après beaucoup d'hésitations et d'insistance de la part de Valentin, Lætitia finit par admettre son amour pour ce dernier. C'est sans compter l'arrivée de Debbie, l'associée de Valentin à laquelle il s'est marié quelques semaines plus tôt sur un coup de tête.
- Benoît Cassagne
Personnage apparaissant dans Plus belle la vie (saisons 4 — 14).
Interprète : Ludovic Baude.
Sportif de haut niveau à la retraite, ancien champion de judo. Ayant vécu principalement à Paris, il s'installe au Mistral (où il avait en fait déjà vécu pendant son enfance) au cours de la quatrième saison, en compagnie de son épouse, Agnès Revel, et de leurs deux enfants, Raphaël et Sybille. Après sa rupture avec Agnès, Benoît va vivre en couple avec Ninon Chaumette, Mélanie Rinato ou encore Sara Douala. Travaillant d'abord comme éducateur sportif dans un centre de réinsertion pour jeunes en difficulté, il perd son travail à cause d'une faute professionnelle et enchaîne dès lors les emplois précaires. Pour rembourser ses dettes, il accepte de faire un mariage blanc avec son amie Ève Tressere. Après avoir perdu son poste d'assistant social à l'hôpital Marseille-Est, il trouve un poste similaire à Marignane, ce qui l'amène à quitter définitivement le Mistral.
- Raphaël Cassagne
Personnage apparaissant dans Plus belle la vie (saisons 4 — 8).
Interprète : Audric Chapus.
Fils de Benoît Cassagne et d'Agnès Revel. Arrogant et provocateur, il ne tarde pas à se faire des ennemis à son arrivée au Mistral, à commencer par Nathan Leserman (les relations entre les deux adolescents vont toutefois s'améliorer avec le temps). Dans la cinquième saison, il découvre qu'il a un demi-frère du côté de sa mère, Quentin Deschamps. Une fois bachelier, il se lance dans des études de mathématiques. Dans la septième saison, il devient le petit ami d'une fille nommée Éloïse. Il part étudier avec elle en Belgique dans la huitième saison. Il revient brièvement quelques mois plus tard, lors d'un épisode spécial réunissant plusieurs anciens personnages du feuilleton.
- Sybille Cassagne
Personnage apparaissant dans Plus belle la vie (saisons 4 — 9 et 18).
Interprète : Coline D'Inca.
Fille de Benoît Cassagne et d'Agnès Revel, sœur de Raphaël Cassagne. Elle tombe amoureuse de Nathan Leserman, qui la considère simplement comme une amie. Dans la cinquième saison, elle découvre qu'elle a un demi-frère du côté de sa mère, Quentin Deschamps. Plus tard, elle a une relation amoureuse avec Melvil, un ami de son frère. Elle tombe enceinte et décide d'avorter. À la fin de la septième saison, elle devient la petite amie de Fabien Rinato. Ils se séparent dans la saison suivante. Une fois bachelière (après un premier échec), elle se lance dans des études supérieures et quitte le Mistral.
- Akira Castel
Personnage apparaissant dans Plus belle la vie (saison 18).
Interprète : Eloïse Bernazzi.
Fille d'Élodie et de Bastien Castel.
- Bastien Castel
Personnage apparaissant dans Plus belle la vie (saison 18).
Interprète : Nicolas Berger Vachon.
Ancien amant de Luna Torres. Il revient au Mistral après vingt ans d'absence pour acheter l'hôtel Céleste, en compagnie de son épouse Élodie et de leurs quatre enfants : Hugo, Sunalee, Pablo et Akira. Rapidement Luna et Bastien sont très attirés l'un par l'autre, si bien que lorsqu'Élodie disparaît, Bastien est un temps soupçonné de l'avoir tuée. Plus tard, Bastien voit sa relation avec Luna perturbée par le retour de l'ex-compagnon de cette dernière, Guillaume Leserman, lors du dernier épisode de la série. Finalement, Bastien consent à un ménage à trois avec Luna et Guillaume. Cette situation ne dure pas, puisque dans Plus belle la vie, encore plus belle, il est expliqué que Bastien et Guillaume ont tous deux fini par rompre avec Luna.
- Élodie Castel
Personnage apparaissant dans Plus belle la vie (saison 18).
Interprète : Stéphanie Pasterkamp.
Épouse de Bastien Castel et mère de ses quatre enfants. Elle parvient à acheter l'hôtel Céleste grâce à de l'argent sale qu'elle a obtenu grâce à un narco-trafiquant américain. Menacée de mort, elle finit par fuir Marseille en compagnie de son fils, Hugo.
- Hugo Castel
Personnage apparaissant dans Plus belle la vie (saison 18).
Interprète : Théo Curin.
Fils aîné de Bastien et Élodie Castel.
- Pablo Castel
Personnage apparaissant dans Plus belle la vie (saison 18).
Interprète : Marius Blivet.
Fils de Bastien et Élodie Castel.
- Sunalee Castel
Personnage apparaissant dans Plus belle la vie (saison 18).
Interprète : Alixe Guidoni.
Fille de Bastien et de son épouse Élodie.

- Léo Castelli
Personnage apparaissant dans Plus belle la vie (saisons 1 — 9 et 12 — 18).
Interprète : Pierre Martot.
Capitaine de police, ami de Roland Marci. Alcoolique repenti, longtemps soupçonné du meurtre de sa première femme, Khadidja, il découvrira que celle-ci a été tuée par son psychiatre, le Dr Livia. Plus tard, il se met en couple avec Agathe Robin, une ancienne prostituée, avant de découvrir qu'il a une fille, Barbara. Dans la huitième saison, alors que Léo est cloué sur un lit d'hôpital après avoir été renversé par une voiture, Agathe le convainc de venir s'installer avec elle en Argentine pour y suivre sa rééducation. Dès lors, il n'apparaît que rarement à l'écran (d'abord dans un épisode spécial avec plusieurs anciens personnages, puis lors du premier prime time de la neuvième saison), avant de revenir au Mistral dans la douzième saison, après sa rupture avec Agathe. Dans la dix-septième saison, Léo se met en couple avec Claire Richet. Il prend sa retraite de la police et rachète à Thomas Marci ses parts du bar du Mistral.
- Vadim Cazals
Personnage apparaissant dans Plus belle la vie (saisons 5 et 6).
Interprète : Geoffroy Guerrier.
Cardiologue, ancien camarade de faculté de Guillaume Leserman. Homme à femmes, il vit une histoire d'amour avec Luna Torres, qu'il épouse quelques semaines après leur rencontre. Le couple s'installe ensuite au Brésil. Un an plus tard, alors que Luna et lui-même sont de retour à Marseille, Vadim est assassiné sur ordre du père Denilson, le gourou d'une secte, sur lequel il venait de trouver des informations compromettantes.
- Jenny Chanez
Personnage apparaissant dans Plus belle la vie (saisons 12, 13 et 15).
Interprète : Athéna Zelcovich.
Jeune SDF, elle va vivre une histoire d'amour avec Kevin Belesta. Elle sera abattue accidentellement par Patrick Nebout lors d'une intervention policière.
- Laurence Chaumette, née Leroy
Personnage apparaissant dans Plus belle la vie (saisons 1, 2 et 4).
Interprète : Patricia Thibault.
Première épouse de Vincent Chaumette et mère de Ninon, elle est médecin. Au début de la série, elle est partie en voyage humanitaire en Afrique, laissant la garde de sa fille à son mari Vincent, dont elle est séparée. Elle les rejoint au Mistral pour le réveillon de Noël 2004, mais elle prend bientôt la décision de divorcer et repart en Afrique. Elle revient toutefois épisodiquement au Mistral, notamment dans la quatrième saison, où elle renoue avec Vincent et reprend momentanément le cabinet du médecin de quartier, Guillaume Leserman. Après avoir découvert une nouvelle infidélité de Vincent, elle quitte à nouveau le quartier pour Paris.
- Ninon Chaumette
Personnage apparaissant dans Plus belle la vie (saisons 1 — 10, 16 et 18).
Interprète : Aurélie Vaneck.
Fille de Vincent Chaumette et de sa première épouse, Laurence. Née à Paris, Ninon suit son père au Mistral quand ce dernier décide de s'y installer. D'abord lycéenne, elle intègre ensuite Sciences Po, pour devenir journaliste. Elle sera pendant quelque temps la compagne de Benoît Cassagne, mais sa vie amoureuse restera marquée par sa relation avec Rudy Torres. Dans la neuvième saison, Ninon revient à Paris en compagnie de Rudy, dont elle attend un enfant. Ninon et Rudy réapparaissent ensuite dans le prime time de la dixième saison, mettant en scène leur installation dans le Nord avec leur jeune fils, Martin. Elle revient brièvement au Mistral au début de la saison 16, pour une enquête journalistique au sujet des agressions sexuelles. Ninon révèle à cette occasion à son père avoir elle-même été violée par l'un de ses professeurs quand elle était lycéenne. Elle réapparaît ensuite une dernière fois en compagnie de Rudy, dans un prime time de la dix-huitième et dernière saison (Retrouvailles) mettant en scène une réunion d'anciens élèves de leur lycée.
- Solange Chaumette
Personnage apparaissant dans Plus belle la vie (saisons 1 — 2).
Interprète : Corinne Le Poulain.
Mère de Vincent et grand-mère de Ninon. Divorcée de Francis Chaumette, elle vit une brève relation avec Roland Marci avant de repartir pour Paris.

- Vincent Chaumette
Personnage apparaissant dans Plus belle la vie (saisons 1 — 18).
Interprète : Serge Dupire.
Architecte originaire de Paris. Tout juste séparé de son épouse Laurence, il s'installe au Mistral avec sa fille, Ninon, au début de la série. Il rencontre alors Céline Frémont, qui deviendra sa seconde épouse, mais il va également vivre une histoire d'amour avec sa voisine, Charlotte Le Bihac. Grâce à une sombre machination, il devient dans la quatrième saison l'acquéreur et le directeur général de l'entreprise Phénicie, qu'il conduira néanmoins à sa perte en faisant des affaires avec des truands. Après la liquidation de Phénicie, Vincent ouvre un food-truck avec le chef cuisinier Francesco Ibaldi, puis deviendra executive manager chez Green Tech Solutions. Après sa rupture avec Jeanne Carmin, la directrice de l'hôpital Marseille-Est, il finit par renouer avec son ex-femme, Céline Frémont.
- Raphaël Cissé
Personnage apparaissant dans Plus belle la vie (saisons 17 — 18).
Interprète : Andrew Isar.
Commissaire de police. Il arrive au Mistral à la suite de l'incarcération du commissaire Mazelle. Il est très rigide et réclame l'exemplarité de ses subalternes. Il se fait insulter par Ariane dès son arrivée, pousse Jean-Paul à la démission, puis met Patrick à pied lorsque celui-ci a un traumatisme à la suite du viol qu'il a subi. Dans l'affaire des meurtres en série perpétrés par Jacob, il découvre que le suspect numéro un, Robin Musier, n'est autre que son fils, dont il ignorait l'existence. Il se rapproche d'Ariane durant cette enquête. Par la suite, il est muté à Paris et Jean-Paul Boher prend les rênes du commissariat à sa place.
- Kilian Corcel
Personnage apparaissant dans Plus belle la vie (saisons 17 — 18) et dans Plus belle la vie, encore plus belle (saisons 1 — 2).
Interprète : Tim Rousseau.
Fils de Sophie Corcel et de Roland Marci, frère jumeau de Lola et demi-frère de François Marci et de Thomas Marci. À son arrivée au Mistral, dans la saison 17 de Plus belle la vie, il apprend que son père biologique n'est pas l'homme qui l'a élevé, mais Roland. Scolarisé au lycée Vincent Scotto, il se lie d'amitié avec Noé Ruiz et Jules Langlois. Devenu le nouveau propriétaire et gérant du bar du Mistral après la mort de Roland, dans la dix-huitième saison, il épouse Betty Solano lors du dernier épisode. Kilian réapparaît ensuite, de nouveau célibataire, dans Plus belle la vie, encore plus belle, où il est expliqué que son bar a été détruit par l'effondrement de plusieurs bâtiments dans le quartier du Mistral. Dans le premier épisode, il ouvre avec son demi-frère Thomas un nouveau bar-restaurant appelé « Le Mistral », situé à quelques rues de l'ancienne place du même nom.
- Lola Corcel
Personnage apparaissant dans Plus belle la vie (saisons 17 — 18).
Interprète : Marie Mallia.
Fille de Sophie Corcel et de Roland Marci, sœur jumelle de Kilian et demi-sœur de François Marci et de Thomas Marci. À son arrivée au Mistral, elle apprend que son père biologique n'est pas l'homme qui l'a élevée, mais Roland. Scolarisée au lycée Vincent Scotto, elle tombe amoureuse de Noé Ruiz, mais ce dernier ne partage pas ses sentiments. En proie à des troubles boulimiques, elle s'intéresse au véganisme et deviendra une vraie militante écologiste. Séduit par sa sincérité, Noé finira par tomber amoureux, et les deux adolescents débutent une histoire d'amour.
- Sophie Corcel
Personnage apparaissant dans Plus belle la vie (saisons 17 — 18).
Interprète : Marine Danaux.
Mère de Lola et Kilian, elle débarque au Mistral en catastrophe pour fuir un conjoint violent. Sophie a un secret : Roland Marci est le père biologique de ses enfants. Elle enchaîne les histoires peu sérieuses, avec Franck Ruiz tout d'abord, puis François Marci, le demi-frère de ses enfants. Roland renvoie finalement sa serveuse, Sabrina, pour engager Sophie à sa place, et la nomme gérante du bar du Mistral à la suite du départ de Thomas.
- César Cordonnier
Personnage apparaissant dans Plus belle la vie (saisons 11 — 18).
Interprète : Grant Lawrens.
Neveu du proviseur Rochat. Il a une intelligence supérieure à la norme mais aussi des tendances perverses narcissiques. Il deviendra le petit ami de Thérèse Riva-Marci. Après avoir obtenu son baccalauréat, il se fait engager dans l'entreprise Green Tech et découvre que son patron, Christophe Ford, est son père biologique, qui a abandonné sa mère quand il a appris qu'elle avait la sclérose en plaques. Après l'assassinat de Christophe, César hérite de ses parts dans l'entreprise Green Tech et s'en sert pour se faire nommer DRH du groupe par Vincent Chaumette. Dans la dix-septième saison, César se met en couple avec Barbara Évenot. Dans la dix-huitième saison, César fait chanter Jacob, un tueur en série, afin de récupérer Emma Rimez, dont il a toujours été fou amoureux. Finalement, son plan se retourne contre lui et il se fait tuer par Jacob et Camille Rimez sans que personne au Mistral n'en sache rien, car tous le pensent parti au Canada pour toujours.
- Max Crozier
Personnage apparaissant dans Plus belle la vie (saisons 15 et 16).
Interprète : Stéphane Pitti.
Bras droit de Pavel, un mystérieux caïd marseillais. Quand le policier Irina Kovaleff essaiera de lui mettre la pression pour qu'il lui livre l'identité de Pavel, Max préférera se suicider.

### D
- Apolline Deboisier
Personnage apparaissant dans Plus belle la vie, encore plus belle (saison 1 — présent).
Interprète : Zoé Laïb.
Étudiante en droit logeant à la résidence Massalia. Elle finira par intégrer le cabinet d'avocat d'Ulysse Kepler.
- Thierry Delport
Personnage apparaissant dans Plus belle la vie (saisons 11 — 12).
Interprète : Philippe Dusseau, remplacé au cours de la saison 11 par Yves Lambrecht.
Notaire installé à Arles, père biologique d'Élise Carmin, qu'il a eue à la suite d'une relation sans lendemain avec Jeanne Carmin. Il a également un fils, Louis. Élise cherchera à faire connaissance avec Thierry, mais il la rejettera brutalement. Après la mort d'Élise, Jeanne considère Thierry en partie responsable de la situation et cherchera à se venger de lui, en l'escroquant pour lui faire perdre beaucoup d'argent. À son tour, Thierry va chercher à se venger de Jeanne, en la tuant. Pour brouiller les pistes, il tue d'abord plusieurs autres femmes avant de s'en prendre à Jeanne, en imitant à chaque fois le mode opératoire de « l’Enchanteur », un tueur en série recherché par la police. Jeanne parvient toutefois à lui échapper, tandis que Thierry est finalement retrouvé et tué par le véritable Enchanteur (à savoir, Nicolas Berger), qui ne supportait pas d'avoir été imité par un copycat.
- Issa Dembelé
Personnage apparaissant dans Plus belle la vie (saisons 9 et 13).
Interprète : Willis-Andy Sense.
Cousin de Djawad Sangha. Ce dernier se voit momentanément confier la garde du jeune garçon, âgé de 14 ans et dont la mère s'est fracturé la hanche. Issa fait les quatre cents coups et va être la cause de graves ennuis pour Djawad. Sa mère le confie de nouveau à Djawad dans la treizième saison, car elle vient de décrocher un poste de six mois sur un bateau. Issa intègre donc la colocation de Djawad et le lycée Vincent Scotto, tout en cherchant à séduire Lilou Lepastier. Il finit par commettre un braquage, muni d'un masque et d'une arme (en plastique) dans le magasin de Jérôme Belesta, qui l'abat.
- Armelle Demy
Personnage apparaissant dans Plus belle la vie (saisons 6 et 9).
Interprète : Amélie de Vautibault.
Avocate. Divorcée et sans enfant, elle va avoir une relation amoureuse avec Jean-Paul Boher. Armelle tombe enceinte, mais elle finit par rompre avec Jean-Paul, en lui laissant croire qu'elle va avorter, mais elle ne le fera pas. Elle revient à Marseille trois ans plus tard. Entretemps, Jérémie, le fils qu'elle a eu avec Jean-Paul, est mort noyé. Folle de jalousie après avoir découvert que Jean-Paul a refait sa vie avec Samia, Armelle va chercher à prendre la place de cette dernière. Elle ira jusqu'à enlever Lucie, la fille de Samia et Jean-Paul. Armelle est finalement arrêtée et emprisonnée.
- Alan Derval
Personnage apparaissant dans Plus belle la vie (saisons 13 — 14).
Interprète : Vincent Pacquot.
Colocataire de Djawad Sangha, Nathan Leserman, Sabrina Gocelin, Barbara Évenot et Coralie Blain. Alan tombe alors sous le charme de Barbara et se met en couple avec elle. Quelque temps plus tard, Alan se sépare de Barbara ; peu après, il quitte Marseille pour le Japon.
- Quentin Deschamps
Personnage apparaissant dans Plus belle la vie (saison 5).
Interprète : Gauthier Battoue.
Demi-frère de Raphaël et Sybille Cassagne. Il est né d'un don d'ovocyte d'Agnès Revel (la mère de Raphaël et Sybille), dont la bénéficiaire a été Florence Deschamps, une femme qui ne pouvait pas avoir d'enfant. Après avoir été séquestré pendant plusieurs années par sa tante Aline (qui lui faisait croire qu'elle était sa mère), Quentin est finalement libéré grâce à l'aide de Sybille et fait la connaissance de ses vrais parents, Aurélien et Florence Deschamps.
- Aïcha Djellal
Personnage apparaissant dans Plus belle la vie (saison 1).
Interprète : Ibtissem Guerda.
Immigrée clandestine d’origine algérienne. Elle travaille comme femme de ménage à l'hôtel Select au début de la série. Au cours de la première saison, elle se met en couple avec Aurélien Fabre, un médecin, avec lequel elle part vivre à Toulouse.
- Constance Dorléac
Personnage apparaissant dans Plus belle la vie (saisons 10 — 11).
Interprète : Valentine Atlan.
Commissaire de police. Fraîchement sortie de l'école de police, cette jeune femme autoritaire prend les rênes du commissariat près du Mistral, après la mutation du commissaire Douala et se fait rapidement détester par ses subalternes. Elle vit en couple avec Julien Dardenne, un professeur d'histoire, jusqu'au jour où celui-ci est emprisonné pour un meurtre. Plus tard, elle se fait assassiner par Thierry Delport, un copycat imitant le mode opératoire de « l’Enchanteur », un tueur en série. Après son assassinat, Patrick Nebout reprend la direction du commissariat à sa place.

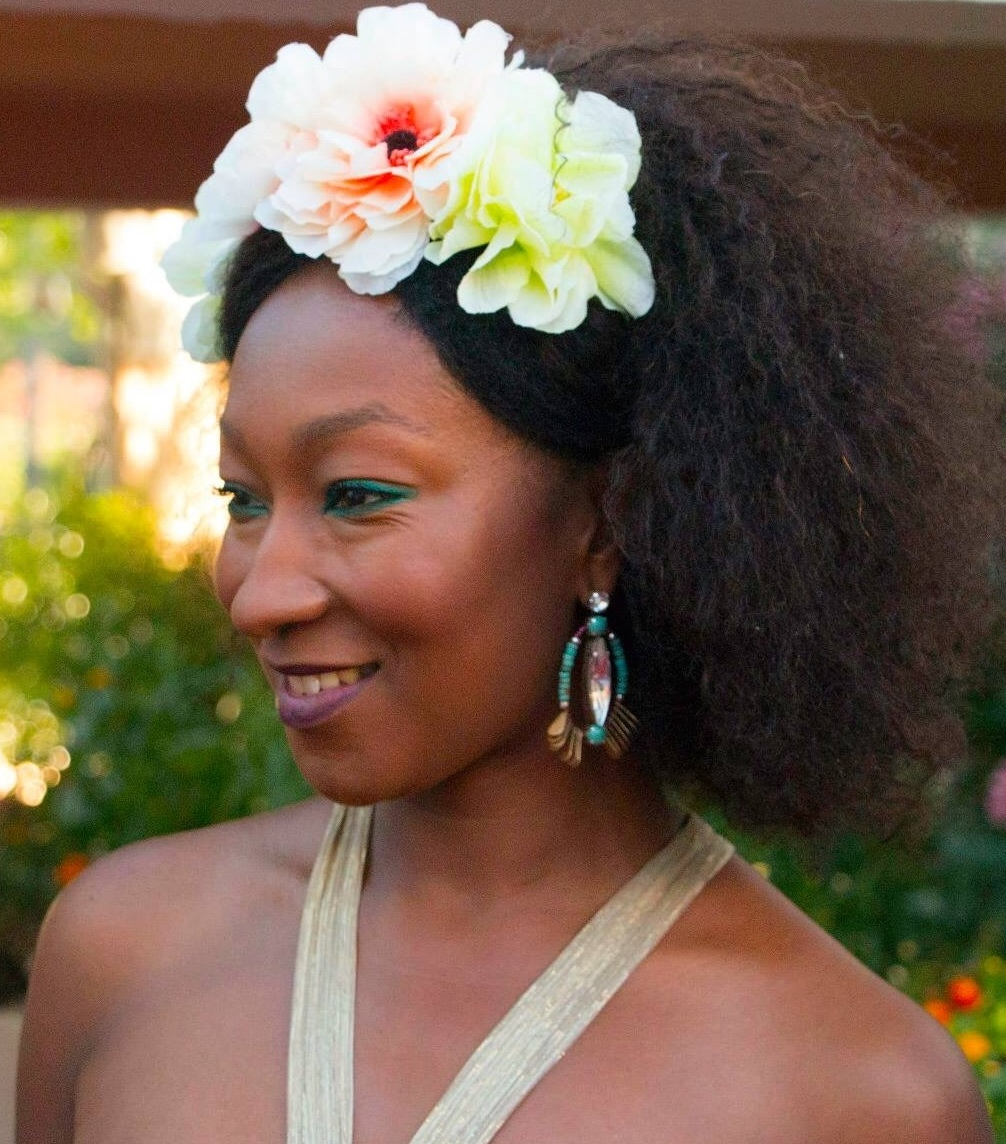
Nadège Beausson-Diagne joue le rôle du commissaire Douala.

- Sara Douala
Personnage apparaissant dans Plus belle la vie (saisons 6 — 7, puis 9 — 10).
Interprète : Nadège Beausson-Diagne.
Commissaire de police. Elle remplace Marie Bergman à la tête du commissariat après son départ. Elle est souvent malheureuse en amour, jusqu'au jour où elle se met en couple avec Benoît Cassagne. Elle finira toutefois par le quitter pour Jonathan Adrien, un avocat. Peu après, elle quitte Marseille pour le Quai des Orfèvres et se fait remplacer à son poste par Constance Dorléac.
- Vivien Dupuis
Personnage apparaissant dans Plus belle la vie (saisons 7, 8 et 11).
Interprète : Michaël Erpelding.
Ancien soldat, fragilisé par cinq années passées en Afghanistan, il a fait également de la prison. Il va vivre une histoire d'amour avec Céline Frémont, avant d'être de nouveau emprisonné à cause de son implication dans la mort de Charles-Henri Picmal. Après quelques mois passés en prison, Vivien rompt avec Céline, dans la huitième saison. Il revient au Mistral dans la onzième saison, alors qu'il croit Céline menacée par « l’Enchanteur », un tueur en série. S'imaginant être le tueur, il se fait tuer par le compagnon d'une des victimes, Aurélie Delorme.
- Luc Durand
Personnage apparaissant dans Plus belle la vie (saisons 11 et 12).
Interprète : Luka Kellou.
Lieutenant à la gendarmerie. Coupable de violences conjugales, il sera envoyé en prison grâce à Jean-Paul Boher et à son épouse, Samia. Dans la saison 12, il cherche à se venger des Boher en faisant accuser Samia d'un crime qu'elle n'a pas commis. Il sera finalement abattu par Patrick Nebout.
- Fabienne Duval
Personnage apparaissant dans Plus belle la vie (saisons 1, 2, 3, 5 et 6).
Interprète : Mélanie Martinez.
Journaliste à La Dépêche marseillaise, puis à Radio Fréquence Provence, elle apparaît sporadiquement dans les premières saisons.

### E
- Maxime Endoven
Personnage apparaissant dans Plus belle la vie (saisons 10 et 11).
Interprète : Bertrand Degrémont.
Jeune professeur de lettres à l'université. Il donne des cours de culture générale à Johanna, qui souhaite se remettre à niveau avant de reprendre ses études. Peu scrupuleux, il va momentanément se faire passer pour mort afin d'aider son complice, Gilbert, à faire un chantage à Xavier Revel. Plus tard, Maxime devient le professeur, puis l'amant, d'Élise Carmin. Lorsqu'Élise se fait tuer, Maxime fait partie des principaux suspects.
- Sylvia Escola
Personnage apparaissant dans Plus belle la vie (saison 18) et dans Plus belle la vie, encore plus belle (saison 1).
Interprète : Roxane Turmel.
Demi-sœur de Francesco Ibaldi, née d'une relation adultérine. Elle devient serveuse au bar du Mistral dans la dix-huitième et dernière saison de Plus belle la vie. Elle réapparaît ensuite dans Plus belle la vie, encore plus belle pour venir au chevet de Francesco alors que celui-ci est dans le coma, victime d'un empoisonnement.
- Sonia Escudier
Personnage apparaissant dans Plus belle la vie (saisons 4 — 6).
Interprète : Blandine Bellavoir.
Amie de Johanna Marci, elle deviendra la petite amie de Maxime Robin.
- Gaspard Espira
Personnage apparaissant dans Plus belle la vie (saisons 7 et 8).
Interprète : Stéphane Coulon.
Deuxième mari de Johanna Marci, qui l'épouse sur un coup de tête à Las Vegas. Il exerce la profession de clown de rue, avant de se retrouver contraint de reprendre l'entreprise familiale après la mort de son père. Il va avoir une aventure extra-conjugale avec Blanche, la propre mère de Johanna. Johanna découvre ensuite qu'elle est enceinte, mais elle décide d'avorter lorsqu'elle apprend l'infidélité de Gaspard. Leur divorce est prononcé quelques mois plus tard. Dans la huitième saison, Gaspard vient demander des comptes à Blanche après la parution de son roman autobiographique, Lettre à Johanna, qui revient sur leur relation.
- Élodie Estève
Personnage apparaissant dans Plus belle la vie (saisons 3 — 7 et 14).
Interprète : Ludivine Manca.
Fille de Florian Estève et de son épouse Nathalie. Après la rupture entre ses parents, Élodie vient épisodiquement au Mistral, pour rendre visite à Florian. Ayant de bonnes relations avec Thomas Marci, elle va également se lier d'amitié avec Raphaël Cassagne. Elle disparaîtra de la série après l'assassinat de son père. Elle réapparaît au cours de la saison 14, à l'occasion de son mariage.

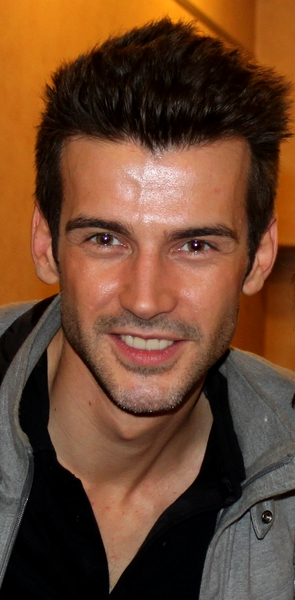
Franck Borde joue le rôle de Florian Estève.

- Florian Estève
Personnage apparaissant dans Plus belle la vie (saisons 3 — 7 et 14).
Interprète : Franck Borde.
Juge d'instruction originaire de Perpignan. Marié et père de famille (il a une fille, Élodie), il peine à assumer son homosexualité, jusqu'au jour où il quitte son épouse Nathalie pour Thomas Marci, dont il sera le compagnon pendant quelques années. Peu après sa rupture avec Thomas, Florian est tué par Romain Blanchard, un adolescent amoureux de ce dernier. Dans la saison 14, il réapparaît pour deux épisodes sous forme de fantôme à Thomas pour le convaincre d'aller voir sa fille Élodie, à Nice, pour savoir pourquoi elle refuse subitement de se marier.
- Patricia Estève
Personnage apparaissant dans Plus belle la vie (saisons 4 — 6).
Interprète : Clémentine Domptail.
Sœur de Florian. D'un naturel extravagant, elle a des relations difficiles avec Florian, en raison de leurs tempéraments opposés. Elle reprend momentanément la boutique de vêtements du Mistral, laissée vacante après les départs successifs de Luna Torres et de Charlotte Le Bihac. Un temps mariée avec Jérémie, un homme criblé de dettes, elle fait ensuite un mariage blanc avec Yvan, un immigré russe qui l'a épousée uniquement pour venir en France. Après avoir tué accidentellement Jean-Marie Cofinot, un repris de justice avec qui elle avait commis un braquage quelques années auparavant, elle part en cavale.

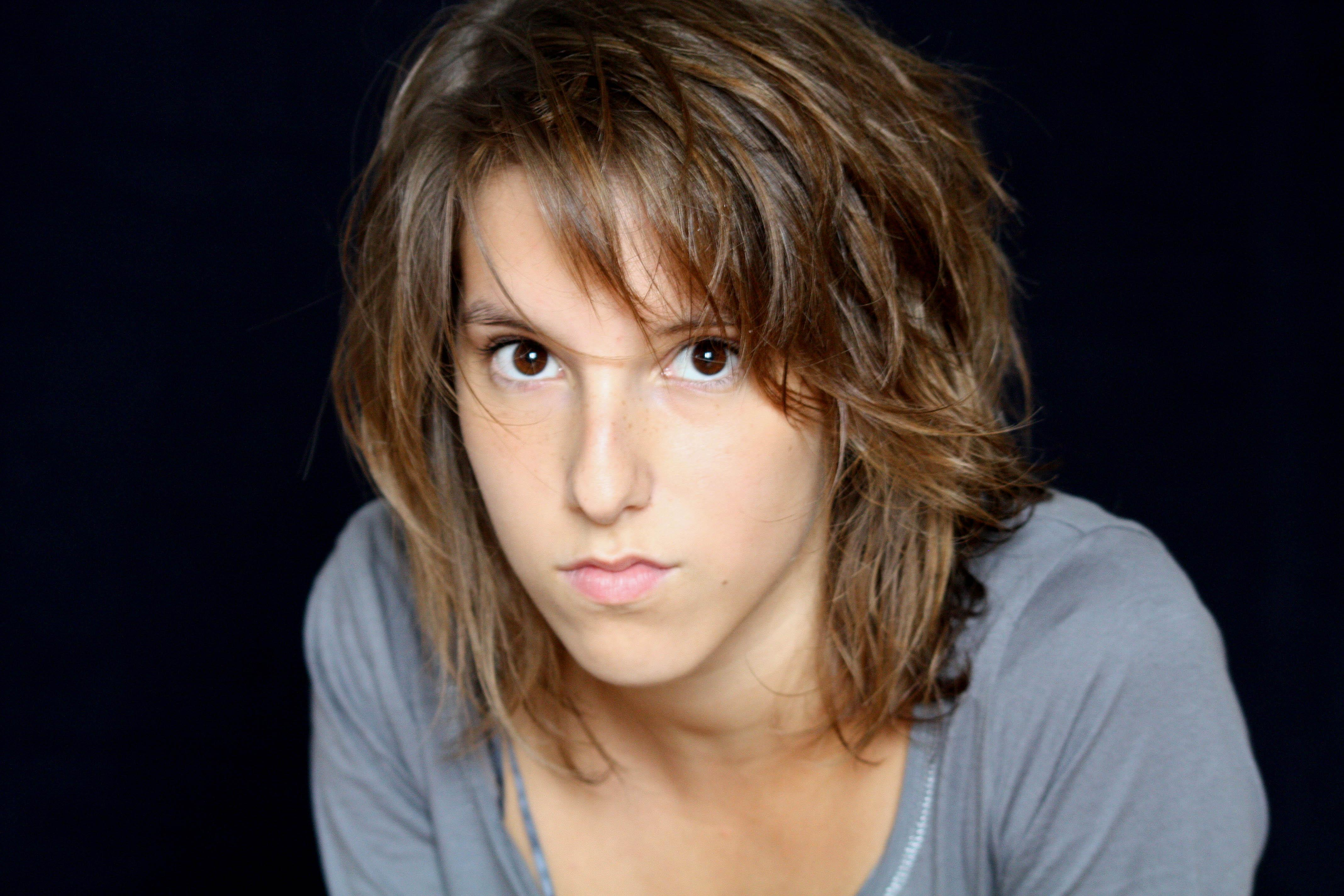
Léa François joue le rôle de Barbara Évenot.

- Barbara Évenot
Personnage apparaissant dans Plus belle la vie (saisons 5 — 18) et dans Plus belle la vie, encore plus belle (saison 1 — présent).
Interprète : Léa François.
Fille du policier corrompu Jérôme Évenot et de son épouse Caroline, elle apprendra que son véritable père biologique est Léo Castelli. Confrontée successivement à la mort brutale de Jérôme (abattu par Léo, qui se trouve être en état de légitime défense) et au départ de Caroline (partie en cavale en Amérique latine), Barbara va progressivement se rapprocher de son père biologique, Léo. Après son baccalauréat, elle se découvre une passion pour la cuisine et entame des études dans ce domaine. Par la suite, elle crée une entreprise de repas à domicile avec Francesco Ibaldi, avant d'ouvrir un restaurant sur la place du Mistral avec Thomas Marci. Après avoir été en couple avec Abdel Fedala, Francesco Ibaldi et son colocataire Alan Derval, elle épouse Elias Barrazi, un réfugié syrien. Ils divorcent quelques mois plus tard quand Elias est arrêté pour meurtre. Elle vit ensuite des histoires d'amour avec César Cordonnier et Baptiste Riva-Marci, avant de se retrouver célibataire. Dans la dix-huitième et dernière saison de Plus belle la vie, elle tombe enceinte et découvre, lors du dernier épisode, que le père de son enfant n'est autre qu'Abdel, avec lequel elle avait brièvement renoué. Prenant conscience du fait qu'ils sont toujours amoureux l'un de l'autre, Barbara et Abdel décident alors de se donner une nouvelle chance. Barbara réapparaît ensuite dans Plus belle la vie, encore plus belle, où il est expliqué qu'Abdel est entretemps décédé ; Barbara élève donc seule leur fils et travaille dans le bar-restaurant « Le Mistral », à quelques rues de l'ancienne place du même nom.
- Caroline Évenot
Personnage apparaissant dans Plus belle la vie (saisons 5, 9, 11, 14 et 15).
Interprète : Sophie de La Rochefoucauld.
Femme du policier corrompu Jérôme Évenot et ancienne maîtresse de Léo Castelli, avec qui elle a eu une fille, Barbara. Après la mort de Jérôme, elle part en cavale en Uruguay pour échapper à la justice, car elle avait connaissance des activités criminelles de son mari. Elle réapparaît ensuite en septembre 2012, à l'occasion d'un prime time marqué par ses retrouvailles avec sa fille et la mort de son nouveau compagnon, Hugo. Elle revient à Marseille fin 2014, avec son nouvel ami, Francesco Ibaldi, mais celui-ci la quitte pour sa fille, Barbara. Caroline décide alors de partir au Canada. Elle reviendra au cours de la saison 14, pour assister au mariage de sa fille, Barbara, pour l'organisation duquel elle se montrera plutôt envahissante. Elle reviendra, une fois de plus, l'année suivante, pour aider Barbara, qui a sombré dans l'alcoolisme après son divorce.
- Jerôme Évenot
Personnage apparaissant dans Plus belle la vie (saison 5).
Interprète : Pierre Gérard.
Commandant de la police de l'air et des frontières, marié avec Caroline. C'est un ancien ami de Léo Castelli. Jérôme a toujours su que Léo était le véritable père biologique de Barbara, qu'il a cependant reconnue et élevée comme sa fille. Léo et Jérôme se retrouvent à l'occasion d'une enquête criminelle sur Omar Kamsky, un mystérieux mafieux. Léo découvrira que Jérôme et Kamsky ne sont en fait qu'une seule et même personne. Léo finit par tuer Jérôme, en état de légitime défense, sous les yeux de Barbara.

### F
- Caroline Fava
Personnage apparaissant dans Plus belle la vie (saisons 10 — 14).
Interprète : Diane Robert.
Psychologue. Elle partage momentanément le cabinet médical du docteur Guillaume Leserman, avec qui elle va vivre en couple, jusqu'à ce qu'elle découvre qu'il la trompe avec son ex-compagne, Luna Torres. Par la suite, elle continue d'aider la police en dressant des profils psychologiques de criminels lors de certaines affaires et à être la psychologue de certains Mistraliens.

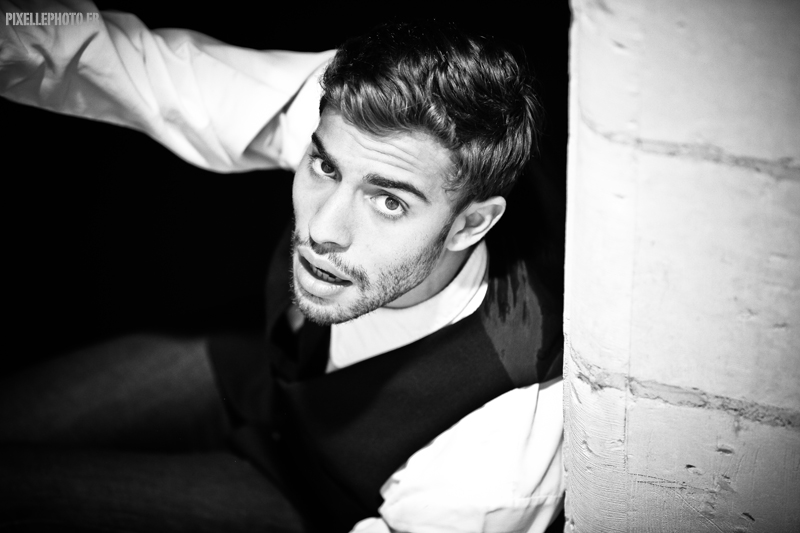
Marwan Berreni joue le rôle d'Abdel Fedala.

- Abdel Fedala
Personnage apparaissant dans Plus belle la vie (saisons 5 — 18).
Interprète : Marwan Berreni.
Fils de Karim Fedala, qui l'a élevé seul. Il ne fera que tardivement la connaissance de sa mère, Catherine Pujol. Sa vie amoureuse sera marquée principalement par sa relation avec Barbara Évenot. Après son baccalauréat, il se lance dans des études de droit. Devenu avocat, il est engagé par Gary Novak, un truand. Par amour pour Vanessa, la femme battue de Novak, Abdel va commanditer l'assassinat de ce dernier. Il reprend alors les affaires de Novak et devient lui-même un truand. La mort violente de sa mère Catherine, victime d'un gang rival, ne va évidemment rien arranger. Lors d'un règlement de comptes, Abdel abat Doumé, le cousin de Vanessa, alors que celui-ci s'apprêtait à tuer son père, Karim. Abdel se retrouve ensuite contraint d'aider la police à faire tomber le clan des Liberati, des mafieux corses, avant de retrouver sa place au sein du cabinet d'avocats de Céline Frémont. Après avoir vécu une histoire d'amour avec Alison Valle, il se met en couple avec sa nouvelle associée, Elisa Coutant-Marceau, dans la dix-huitième et dernière saison. Dans le dernier épisode, il se fiance avec Elisa, mais il renonce à l'épouser après avoir pris conscience du fait qu'il est toujours amoureux de Barbara (et réciproquement). Dans Plus belle la vie, encore plus belle, il est expliqué qu'Abdel est décédé et que Barbara élève seule leur fils Yaël.
- Hocine Fedala
Personnage apparaissant dans Plus belle la vie (saisons 8 et 9).
Interprète : Julien Masdoua.
Frère cadet de Karim Fedala et oncle d'Abdel. Abdel fait la connaissance d'Hocine lorsque celui-ci est libéré après avoir purgé une peine de 18 ans de prison pour meurtre ; c'est son frère, Karim, qui l'avait dénoncé à la police. Il s'avère ensuite qu'Hocine est en couple avec Catherine Pujol (la mère d'Abdel) et qu'ils ont comploté ensemble pour tuer Karim et mettre la main sur son cercle de jeux. Hocine est finalement démasqué et de nouveau emprisonné. Il réapparaît dans la neuvième saison, à l'occasion du procès de Catherine, où il sera condamné à vingt ans de prison.
- Karim Fedala
Personnage apparaissant dans Plus belle la vie (saisons 5 — 18).
Interprète : Rachid Hafassa.
Père d'Abdel. C'est déjà une vieille connaissance de Jean-Paul Boher lorsque celui-ci l'arrête pour trafic de drogue. Karim convainc Boher de s'occuper d'Abdel (auquel il avait jusqu'alors caché ses activités) pendant son incarcération. Finalement, Karim est libéré plus tôt que prévu, au cours de la huitième saison. Dès lors, il cherche à mener une existence tranquille auprès de sa nouvelle compagne, Elsa, avec laquelle il ouvre un restaurant, mais son passé criminel lui colle à la peau. Voulant protéger son fils lorsque celui-ci commet un homicide lors d'un règlement de comptes, Karim s'accuse à sa place et retourne en prison. Abdel obtient toutefois sa libération quelques mois plus tard, après avoir aidé la police à faire tomber le clan Liberati.
- Thierry Ferrant
Personnage apparaissant dans Plus belle la vie (saisons 9 et 11).
Interprète : Charles Clément.
Commissaire divisionnaire. Il était chargé de l'enquête sur une affaire de faux-monnayage qui a eu lieu une dizaine d'années auparavant à Toulouse et vient à Marseille pour reprendre l'enquête. Dès son arrivée, ses rapports avec le commissaire Douala sont volcaniques. C'est un homme misogyne, qui ne supporte pas les femmes gradées dans la police. Dans la onzième saison, il enquête sur Samia, qui vient de tuer un homme en état de légitime défense.
- Joao Figo
Personnage apparaissant dans Plus belle la vie (saisons 13 et 14).
Interprète : Clément Chauvin.
Indicateur du capitaine Norman, avec lequel il a eu une liaison.
- Norbert Figuere, nommé Norbert Sénéchal dans la saison 1
Personnage apparaissant dans Plus belle la vie (saisons 1, 7 et 8).
Interprète : Pasquale D'Inca.
Joueur de pétanque. François Marci le soupçonne d'être coupable du meurtre de Manuel Aristabal, qui lui devait de l'argent, mais cela s'avère être une fausse piste. Norbert réapparaîtra beaucoup plus tard dans la série, dans la septième saison. Il est expliqué que Norbert a entre-temps été en prison, où il a fait la connaissance de Charles-Henri Picmal. Norbert aide Picmal à s'évader, ce dernier lui ayant promis une grosse somme d'argent en échange. Cette histoire conduira de nouveau Norbert derrière les barreaux lorsque celui-ci tue accidentellement Picmal lors d'une bagarre. Il réapparaît ensuite furtivement dans un épisode de la huitième saison, lors duquel Wanda Legendre vient lui rendre visite en prison pour lui demander des renseignements sur un ancien mafieux, Gaston Domert.
- Gaston Fiquin
Personnage apparaissant dans Plus belle la vie (saisons 4 et 10).
Interprète : Roland Copé.
Ami de Rachel Lévy, ancien militant communiste. Il va vivre une histoire d'amour avec Seta Malkavian.
- Jean-Jacques Forlan
Personnage apparaissant dans Plus belle la vie (saisons 7 — 9).
Interprète : Christian Philibin.
Commerçant peu scrupuleux, n'apparaissant que sporadiquement à l'écran. Il sera brièvement le patron de Benoît Cassagne.
- Lorraine Fournier, de son vrai nom Sonia Arcandier
Personnage apparaissant dans Plus belle la vie (saisons 3 et 18).
Interprète : Laurence Cormerais.
Arnaqueuse. Se faisant passer pour une femme victime d'un viol, elle va entraîner Guillaume Leserman dans une sombre affaire de chantage. Elle ira jusqu'à abattre Kamel Suni, un ami de Guillaume. Lorraine et son complice, Samuel Tablonka, seront finalement démasqués et emprisonnés. Lorraine réapparaît ensuite dans la saison 18, où elle profite d'un transfert de détenus pour s'évader, en compagnie d'autres repris de justice comme Andrès Galeano, qui devient son amant. Lorraine finit par abattre Andrès, avant d'être rattrapée par la police.

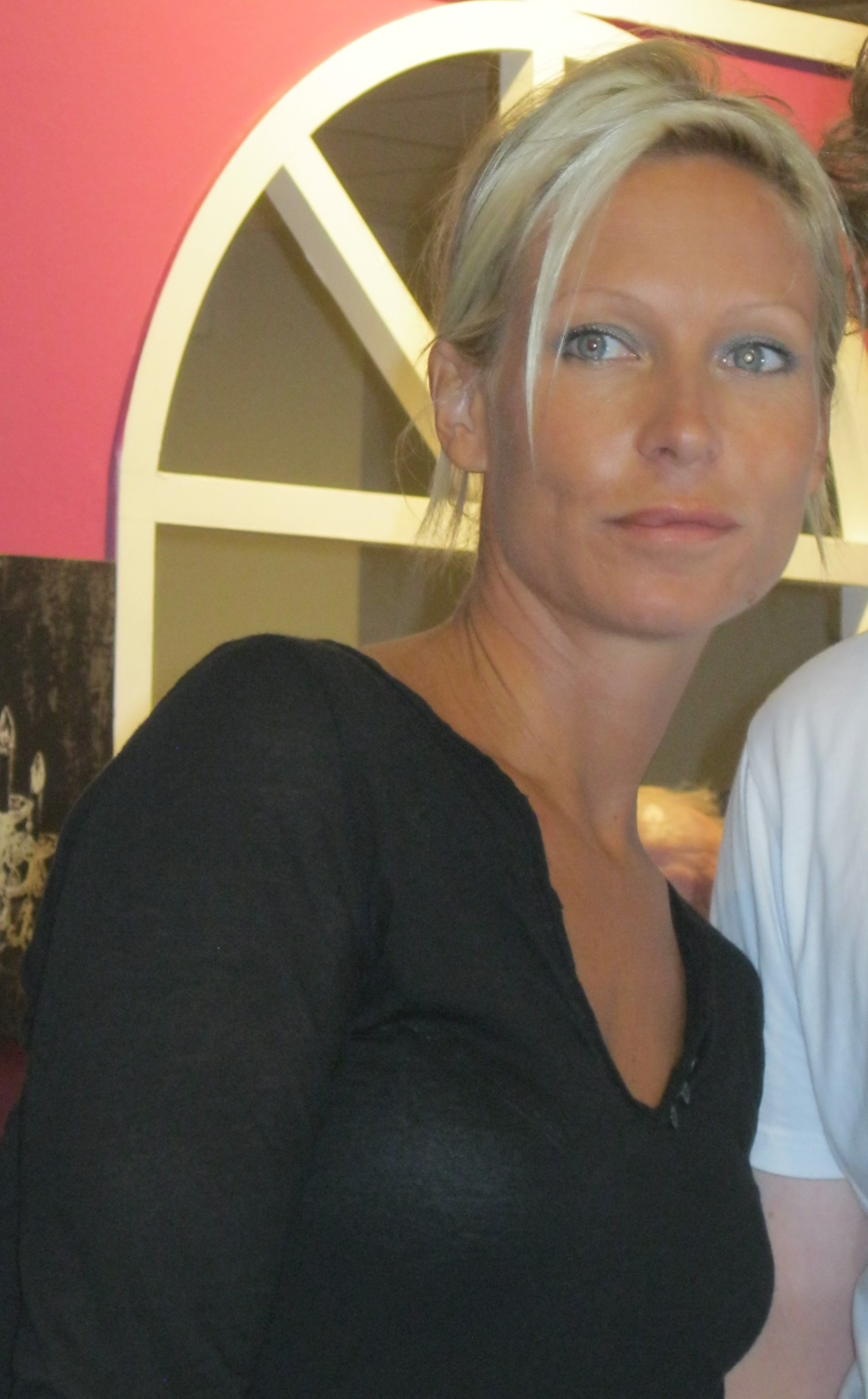
Rebecca Hampton joue le rôle de Céline Frémont.

- Antoine Frémont
Personnage apparaissant dans Plus belle la vie (saison 1).
Interprète : Alexandre Pottier.
Neveu d'Astrid Frémont, cousin de Céline, Julien et Juliette[N 12]. Dans la première saison, il ouvre une épicerie au Mistral, avant d'abandonner le quartier au bout de quelques mois.
- Astrid Frémont
Personnage apparaissant dans Plus belle la vie (saisons 1 — 2).
Interprète : Florence Brunet, remplacée au cours de la saison 1 par Laure Sirieix.
Épouse de Charles Frémont, mère de Céline, Julien et Juliette Frémont. Son père, Jules Tailleroche, était un collaborateur qui a envoyé à la mort la famille de Rachel Lévy pendant la guerre. Après avoir été évincée de l'empire familial, elle part vivre aux Antilles, où elle meurt dans un accident de voiture quelques mois plus tard.
- Céline Frémont
Personnage apparaissant dans Plus belle la vie (saisons 1 — 18).
Interprète : Rebecca Hampton.
Fille de Charles et d'Astrid. Enfant, elle a été traumatisée par la « mort » de son frère jumeau Julien, mais elle découvrira tardivement qu'il a en fait été interné en clinique psychiatrique. Juriste de formation, elle travaille au début de la série comme employée à la mairie de Marseille. Elle prend ensuite le contrôle de Phénicie, l'entreprise familiale, dont elle abandonne finalement la direction pour se lancer dans une carrière d'avocate. Bisexuelle et multipliant les déceptions amoureuses, elle sera brièvement (et à deux reprises) l'épouse de Vincent Chaumette. Après plusieurs vaines tentatives d'avoir un enfant, elle a recours aux services d'une mère porteuse, Nell, qui va lui donner un fils, Gabin, dans la seizième saison. Céline travaille ensuite comme juriste pour Green Tech Solutions, aux côtés de son ex-mari, Vincent. Céline et Vincent finissent par se rapprocher et décident, à la fin de la série, de donner une nouvelle chance à leur couple.

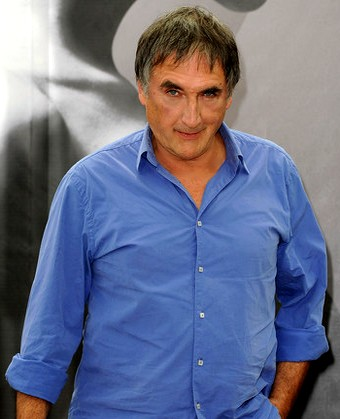
Alexandre Fabre joue le rôle de Charles Frémont.

- Charles Frémont
Personnage apparaissant dans Plus belle la vie (saisons 1 — 18).
Interprète : Alexandre Fabre.
Homme d'affaires peu scrupuleux, souvent impliqué dans des intrigues criminelles lors des premières saisons. Avec son épouse Astrid, il a eu trois enfants : Julien (qui a été laissé pour mort dans une noyade à l'âge de dix ans), Céline et Juliette. Il est l'un des principaux dirigeants de l'entreprise de BTP Phénicie, avant d'en être écarté par son rival, Vincent Chaumette. Il se retrouve finalement ruiné et se voit contraint de revenir habiter au Mistral, le quartier de sa jeunesse.
- Julien Frémont
Personnage apparaissant dans Plus belle la vie (saison 6).
Interprète : Olivier Martial.
Fils de Charles et d'Astrid, frère jumeau de Céline. Alors que Julien avait dix ans, son père l'a fait passer pour mort dans une noyade et l'a fait interner, sous une fausse identité, dans un hôpital psychiatrique. Charles voulait ainsi le protéger des représailles de Carlo Manzoni, un mafieux avec lequel il faisait des affaires et dont Julien avait accidentellement tué le fils. Céline ne découvrira la vérité que bien plus tard. Elle obtient alors que Julien sorte de la clinique, mais ils doivent bientôt faire face à la vengeance de Stéphane, le dernier héritier des Manzoni. Une fois Stéphane emprisonné, Julien, qui peine à s'adapter à la vie en société, décide de retourner en clinique.
- Juliette Frémont
Personnage apparaissant dans Plus belle la vie (saisons 1 — 4 et 8).
Interprète : Juliette Chêne.
Sœur cadette de Céline et Julien. Lycéenne, puis étudiante, elle sera pendant quelque temps la petite amie de Lucas Marci, puis de Jean-Baptiste Gauthier. Dans la quatrième saison, elle quitte Marseille pour faire le tour du monde, après s'être fâchée avec son père, Charles. Elle revient brièvement au cours de la huitième saison, dans deux épisodes (dont un épisode spécial avec plusieurs anciens personnages). Il est alors expliqué que Juliette travaille désormais pour une association à Madagascar. Finalement, elle se réconcilie avec son père, avant de repartir pour l'Afrique.

### G
- Andrès Galeano, alias Pavel
Personnage apparaissant dans Plus belle la vie (saisons 16 — 18).
Interprète : Laurent Hennequin.
Responsable d'un centre équestre. Il rencontre Luna Torres qui, suivant les conseils de Bertrand, son kinésithérapeute, a décidé de pratiquer l'équitation pour retrouver le moral. Ils vont vivre une histoire d'amour. Peu après, Luna découvre qu'Andrès est un redoutable trafiquant de drogue, sous le pseudonyme de Pavel. Plus tard, il s'avère qu'Andrès/Pavel est le père biologique du commandant de police Irina Kovaleff. Il sera finalement incarcéré pour ses crimes. Il réapparaît ensuite dans la saison 17, alors que Mouss Bongor est incarcéré à cause de fausses accusations, puis dans la saison 18, où il s'évade lors d'un transfert de prisonniers en compagnie d'autres détenus, dont Lorraine Fournier. Il sera finalement tué par Lorraine.
- Florence Galéano
Personnage apparaissant dans Plus belle la vie (saisons 7 et 8).
Interprète : Anaïs Fabre.
Étudiante en master de sciences économiques, adepte de la « décroissance ». Elle vit un ménage à trois avec Nathan Leserman et un autre jeune homme, Malo Favier. Quand ce dernier décide de partir en mer, elle quitte le Mistral pour la Bretagne, sa région natale. Dans la huitième saison, elle revient au Mistral, appelée à la rescousse par Luna Torres et Blanche Marci pour tenter de remettre Nathan sur le droit chemin, alors que celui-ci est sur le point de devenir un homme d'affaires sans scrupule.
- Bertrand Garcin
Personnage apparaissant dans Plus belle la vie (saisons 15 — 17).
Interprète : Milo Djurovic.
Médecin dans un centre de rééducation. Il prend en charge Luna Torres lorsque celle-ci se retrouve handicapée après avoir frôlé la mort. Il lui proposera également de faire de l'équithérapie, ce qui est l'occasion pour Luna de rencontrer Andrés Galeano, dont elle tombera amoureuse. Dans la saison 17, Bertrand entame une relation avec Luna.
- Tom Gassin
Personnage apparaissant dans Plus belle la vie (saisons 14 — 16).
Interprète : Sam Chemoul.
Fils naturel de Jérôme Belesta. Il est né d'une relation adultérine entre Jérôme et Claire, une secrétaire de direction de son ancienne entreprise de Berre-l'Étang, après une soirée arrosée. Jérôme fait la connaissance de Tom à la suite du décès de sa mère. Avec l'accord de Lætitia, l'épouse de Jérôme, Tom s'installe chez les Belesta. Tom rejoint le lycée Scotto, où il est harcelé par un autre élève, Luis Careil, qui le forcera notamment à révéler son homosexualité au grand jour. Les deux garçons finiront par avoir une relation homosexuelle ensemble. On apprend à la fin de la saison 16 qu'il est admis au Conservatoire d'art dramatique de Paris. Il part donc à Paris après avoir obtenu son bac. Il est mentionné par la suite que Tom vit à Londres.
- Cédric Gauthier
Personnage apparaissant dans Plus belle la vie (saisons 8 — 10).
Interprète : Adrien Schmück.
Élève du lycée Vincent Scotto, ennemi de Jonas Malkavian. Il n'apparaît que sporadiquement à l'écran, tout d'abord aux côtés de son ami Hugo Camberlain, avec lequel il rackette Jonas. Plus tard, il sert de complice à Élise Carmin lorsque cette dernière cherche à briser le couple formé par Jonas et Layla Haddad. C'est ainsi qu'Élise finit par accepter un rapport sexuel avec Cédric en échange de ses services.

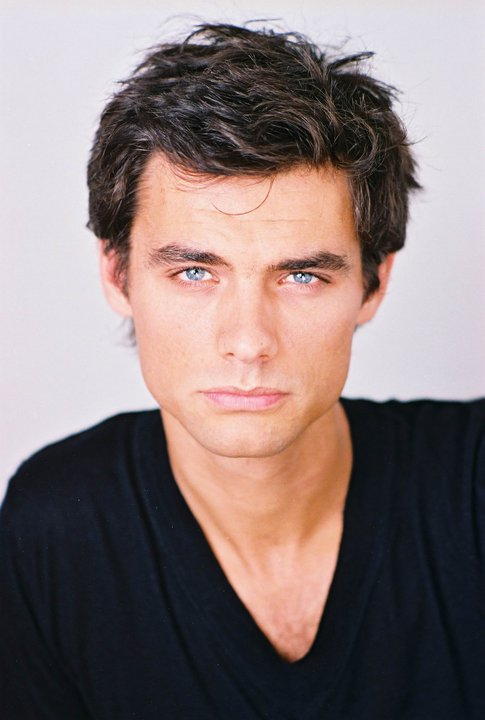
Amalric Gérard joue le rôle de Jean-Baptiste Gauthier.

- Jean-Baptiste Gauthier
Personnage apparaissant dans Plus belle la vie (saisons 2 — 4).
Interprète : Amalric Gérard.
Fils d'ambassadeur, ayant longtemps vécu aux États-Unis (il est diplômé d'économie à Harvard). Il débarque au Mistral pour reconquérir Charlotte Le Bihac, avec qui il a eu une brève liaison, bien que celle-ci vive alors avec Vincent Chaumette. Il travaille ensuite pendant plusieurs mois comme homme de ménage à l'hôtel Select et vit une histoire d'amour avec Juliette Frémont. Plus tard, il s'installe chez Blanche Marci, qui l'emploie comme garde de son fils Noé. Dans la quatrième saison, Jean-Baptiste enquête sur la mort mystérieuse de sa mère, Catherine, qui lui a légué une statuette dont il ne pourra hériter qu'une fois marié. Croyant que cette statuette contient un document secret qui lui permettrait de comprendre qui a tué sa mère, Jean-Baptiste fait un mariage blanc avec Johanna Marci dans le seul but de récupérer son héritage au plus vite. Les deux époux finissent toutefois par se prendre au jeu et vont avoir une aventure ensemble. Une fois le mystère sur la mort de sa mère levé, Jean-Baptiste quitte la France pour passer plus de temps avec son père, Dominique Gauthier.
- Samuel Gayet
Personnage apparaissant dans Plus belle la vie, encore plus belle (saison 1 — présent).
Interprète : Iñaki Lartigue.
Policier, cousin de Gabriel Riva.
- Petre Ghika
Personnage apparaissant dans Plus belle la vie (saisons 9, 12 — 14 et 16).
Interprète : Stefo Linard.
Médecin travaillant à l'hôpital Marseille-Est.
- Sabrina Gocelin
Personnage apparaissant dans Plus belle la vie (saisons 12 — 18).
Interprète : Éléonore Sarrazin.
Serveuse au bar du Mistral. Après plusieurs déceptions amoureuses, elle va avoir une relation avec Stan Mercier, un criminel. Sabrina reproche à Alex Melmont, le psychologue de Stan, de nuire à ce dernier en l'assommant avec des médicaments ; elle finit par tuer Alex, mais Stan s'accuse de ce crime à sa place et va en prison. Plus tard, Sabrina se met en couple avec Nathan Leserman.
- Cerise Gourdon
Personnage apparaissant dans Plus belle la vie (saisons 14 — 16).
Interprète : Charlotte Forlay.
Salariée de Green Tech. Dans la saison 16, elle couche avec Vincent Chaumette mais l'accuse injustement de viol. Après ce lourd dérapage, Cerise est licenciée.
- Eugénie Grangé
Personnage apparaissant dans Plus belle la vie (saisons 11 — 18).
Interprète : Lara Menini.
Journaliste, travaillant à la Dépêche Marseillaise, puis chez Massilia News, aux côtés de Sacha Malkavian, avec qui elle vivra une brève aventure. Elle peut se montrer très indiscrète dans le cadre de son métier, ce dont elle ne se prive pas. Au début de la saison 16, elle prendra le rôle d'une vengeuse masquée surnommée « la Tatoueuse », qui se charge de marquer au fer rouge les fesses d'hommes accusés de viol. On apprendra qu'elle a vrillé après que Manu Mongaut, un célèbre footballeur, l'avait violée et était resté impuni.
- Maxime Granier
Personnage apparaissant dans Plus belle la vie (saisons 3 et 6).
Interprète : Yves Collignon.
Collègue de travail en Afrique de Damien Mara. À son arrivée au Select, Mirta le prend pour un prêtre et s'indigne de le voir avec des préservatifs. Le malentendu dissipé, ils auront une aventure et partiront en Afrique. Il réapparaît dans le premier prime time de la sixième saison, où Mirta le retrouve par hasard au Maroc. Il essaye de lutter contre le trafic d'antiquités de l'homme d'affaires Hicham Assoudi, ce qui lui vaudra d'être assassiné.
- Samir Guelma
Personnage apparaissant dans Plus belle la vie (saisons 15 et 16).
Interprète : Afif Ben Badra.
Voyou travaillant pour le baron de la drogue marseillais Pavel.
- Ryan Guerra
Personnage apparaissant dans Plus belle la vie (saisons 12 — 14).
Interprète : Charles Morillon.
Homme de main de plusieurs mafieux du milieu marseillais. Il est tout d'abord au service de Gary Novak puis, après l'emprisonnement et l'assassinat de ce dernier, il entre au service d'Abdel Fedala.

### H
- Layla Haddad
Personnage apparaissant dans Plus belle la vie (saisons 10 — 12).
Interprète : Sonya Salem.
Jeune fille d'origine algérienne, elle vient en France avec son frère Saïd pour passer son baccalauréat et faire ses études supérieures. C'est une excellente élève. Elle va vivre une histoire d'amour avec Jonas Malkavian. Contrairement à Saïd, qui décide rapidement de revenir en Algérie, elle choisit de rester en France après son baccalauréat. Toutefois, elle repart en Algérie dans la douzième saison, à la suite de sa séparation d'avec Jonas.
- Maati Haddad
Personnage apparaissant dans Plus belle la vie (saisons 9 et 10).
Interprète : Karim Melayah.
Père de Layla et de son frère Saïd, c'est un ami d'enfance de Karim Fedala. Travaillant comme douanier en Algérie, il apparaît d'abord dans la saison 9, où il aide Abdel Fedala, de passage en Algérie, à trouver des informations sur l'un de ses compatriotes, Walid Ben Amar. Dans la saison 10, il s'installe provisoirement en France avec ses enfants, Layla et Saïd, pour que ceux-ci puissent y passer leur baccalauréat et y faire leurs études supérieures. Après quelques mésaventures, il décide de retourner en Algérie avec Saïd et laisse Layla (qui est tombée amoureuse de Jonas Malkavian) à Marseille, obéissant, pour une fois, aux désirs de sa fille.
- Saïd Haddad
Personnage apparaissant dans Plus belle la vie (saison 10).
Interprète : Sam Ourabah.
Fils de Maati et frère cadet de Layla. Il vient en France avec sa sœur pour y passer son baccalauréat et y faire ses études supérieures. Ayant tendance à voir le racisme partout, il entre en conflit avec plusieurs élèves du lycée Scotto, dont Jonas Malkavian. Il est finalement victime d'un accident provoqué par Arthur, le frère autiste de Margaux et se retrouve dans le coma pendant plusieurs jours. À son réveil il décide de couvrir Arthur puis repart en Algérie avec son père.
- Jérôme Hédiard
Personnage apparaissant dans Plus belle la vie (saisons 8 et 9).
Interprète : Jonathan Kerr.
Célèbre chef d'orchestre. Homosexuel, il vit en couple avec le docteur Gabriel Riva, jusqu'au jour où celui-ci le quitte pour Thomas Marci. Ensemble, Jérôme et Gabriel ont élevé un enfant, Paul, que Jérôme a adopté légalement en cachant sa relation avec Gabriel. À la fin de la neuvième saison, Jérôme quitte Marseille pour s'installer à Toulouse avec Paul, qui veut alors se rapprocher de sa mère biologique, Héléna Louvain.
- Paul Hédiard
Personnage apparaissant dans Plus belle la vie (saisons 7 — 9).
Interprète : Rémi Gayrard (saisons 7 — 8), puis Quentin Santarelli (saison 9).
Fils adoptif de Gabriel Riva et de Jérôme Hédiard. Après la rupture entre Gabriel et Jérôme, c'est ce dernier qui a la garde de Paul. Dans la neuvième saison, Paul devient le petit ami de Margaux Lieber, une de ses camarades du lycée. Plus tard, il rencontre sa propre mère, Héléna Louvain, alors que celle-ci est sur le point d'être emprisonnée pour une affaire de faux-monnayage. Tandis qu'Héléna est incarcérée et transférée à Toulouse, Paul décide de la suivre pour mieux la connaître. Il s'installe donc à Toulouse avec Jérôme, ce qui entraîne sa rupture avec Margaux.

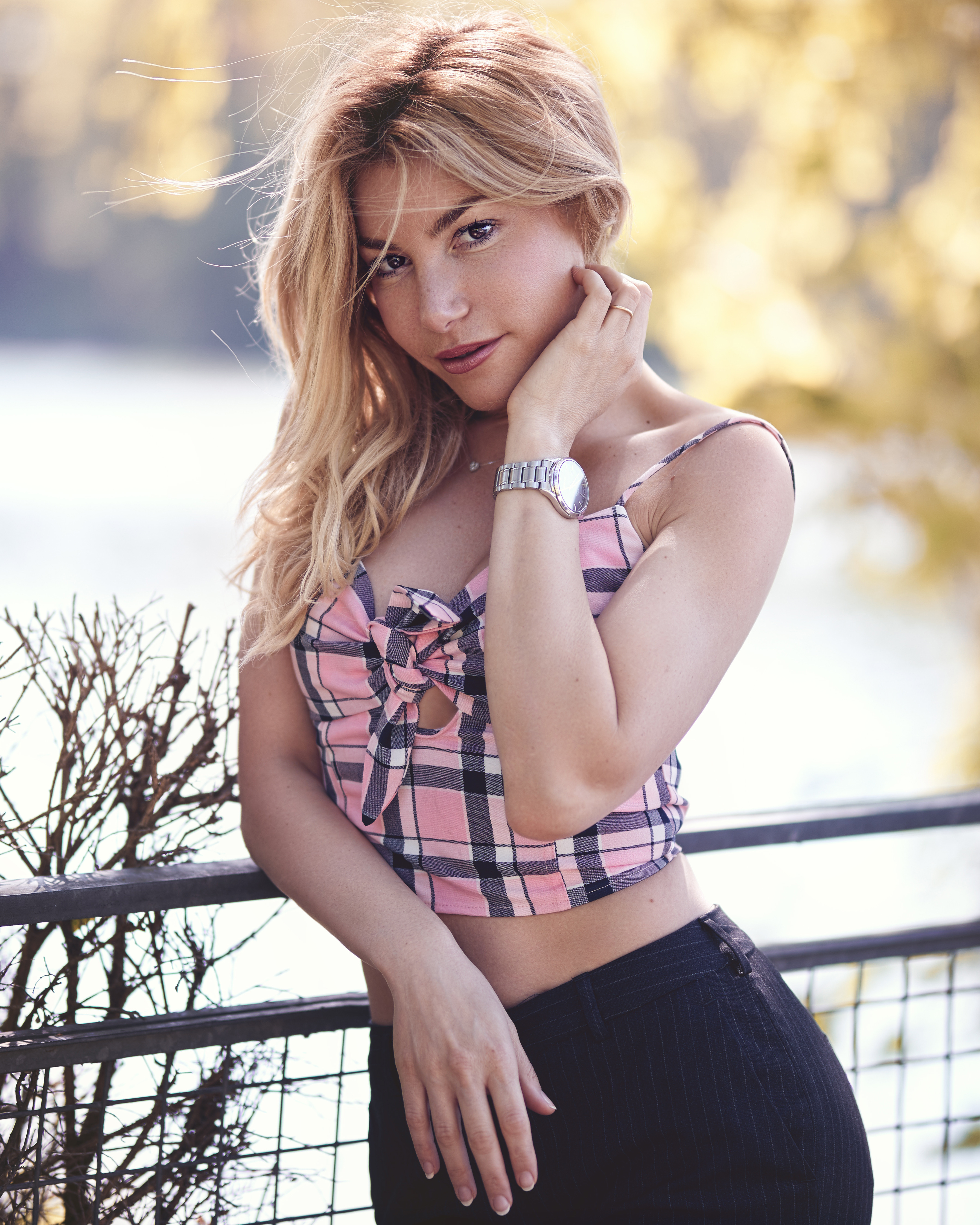
Lola Marois-Bigard joue le rôle d'Ariane Hersant.

- Ariane Hersant
Personnage apparaissant dans Plus belle la vie (saisons 13 — 18) et dans Plus belle la vie, encore plus belle (saison 1 — présent).
Interprète : Lola Marois-Bigard.
Policier, elle a été la compagne de Jean-Paul Boher avant que celui-ci s'installe à Marseille. Elle travaille au commissariat du Canet, jusqu'au jour où celui-ci est incendié. Elle et ses collègues s'installent alors au commissariat du Mistral, où travaille Jean-Paul. Raciste, elle ne supporte pas Samia. Lorsque Jean-Paul se sépare de Samia, elle reforme (provisoirement) son couple avec ce dernier. Dans la quatorzième saison de Plus belle la vie, elle révèle son passé douloureux : quand elle était enfant, son père battait sa mère, qui a fini par se suicider. Dans la saison 16, elle commence une histoire d'amour avec Alex Melmont, un psychiatre, mais ce dernier sera assassiné quelques semaines après le début de leur relation. Dans la saison 18, elle entame une relation avec Mathieu Lombard, policier cannois affecté au commissariat du Mistral. Dans Plus belle la vie, encore plus belle, elle est de nouveau célibataire et se découvre l'existence d'une fille, Zoé, née sous X le 15 mars 2008.
- Gérard Hersant
Personnage apparaissant dans Plus belle la vie (saisons 14 et 18).
Interprète : Éric Debrosse.
Père d'Ariane Hersant, ferrailleur. C'est un homme violent qui battait sa femme, à tel point que cette dernière a fini par se suicider. Ses relations avec Ariane sont difficiles, au point que cette dernière a décidé de couper les ponts avec lui. Il meurt dans la dernière saison.

### I
- Francesco Ibaldi
Personnage apparaissant dans Plus belle la vie (saisons 11 — 18) et dans Plus belle la vie, encore plus belle (saison 1).
Interprète : Emanuele Giorgi.
Chef cuisinier italien. Il vient d'une très riche famille avec laquelle il a rompu tout contact. Lorsqu'il arrive au Mistral, il est en couple avec Caroline Évenot, la mère de Barbara, qui l'a aidé à sortir de l'alcoolisme. Rapidement, Francesco et Barbara deviennent amants, si bien qu'au moment de se marier avec Caroline, Francesco la quitte pour Barbara. Après avoir été en couple avec Barbara, puis avec Delphine Bommel, il entame une relation purement sexuelle avec Luna Torres, avec laquelle il finit par nouer une solide amitié. Par la suite, il se met en couple avec Estelle Cantorel. Dans la dix-huitième et dernière saison de Plus belle la vie, Francesco découvre qu'il a une demi-sœur du côté de son père : Sylvia Escola. Il épouse Estelle lors du dernier épisode. Francesco réapparaît ensuite avec Estelle dans Plus belle la vie, encore plus belle, où il est expliqué que son food-truck a entretemps fait faillite. Afin d'éloigner pour de bon Djawad Sangha, l'ancien compagnon d'Estelle, Francesco va essayer de faire accuser ce dernier de l'avoir empoisonné, avant d'être démasqué et emprisonné.

### J
- Alain Jacquet
Personnage apparaissant dans Plus belle la vie (saisons 3 et 4).
Interprète : Bertrand Farge.
Père d'Aurélie Jacquet. Injustement soupçonné d'avoir tué sa fille, il est finalement innocenté. Alors qu'il traverse une mauvaise passe, avec dépression, chômage et alcoolisme à la clé, il est engagé dans le bar de Roland Marci. Il meurt lors du prime time de la quatrième saison, au cours duquel il est tué par Renaud Sardi.
- Aurélie Jacquet
Personnage apparaissant dans Plus belle la vie (saisons 3 et 4).
Interprète : Alexia Quintin.
Étudiante en architecture, amie de Ninon Chaumette, elle deviendra la compagne de son père, Vincent. Elle est finalement assassinée, victime d'un complot fomenté par l'homme d'affaires Léonard Vassago. Dans la quatrième saison, elle apparaît sous forme d'hallucination sous les yeux de son père, Alain, notamment lors du prime time de décembre 2007.
- Thibaud Josselin
Personnage apparaissant dans Plus belle la vie (saisons 3 — 4).
Interprète : Pascal Mottier.
Médecin généraliste. Charlotte Le Bihac le rencontre lors d'un séjour en thalassothérapie. Ils entament alors une brève liaison. Thibaud s'installe ensuite au Mistral et devient le nouveau médecin de quartier à la place de Guillaume Leserman, ce dernier étant alors occupé à de longues missions humanitaires au Laos. Séducteur invétéré, il tombe amoureux de Sunny Ribeira, une jeune femme qu'il va aider à sortir de la prostitution et de la toxicomanie. Finalement, Thibaud et Sunny se mettent en couple et partent vivre à Saint-Jean-de-Luz.
- Julie
Personnage apparaissant dans Plus belle la vie (saisons 2 — 4).
Interprète : Marie-Anne Cordonnier.
Secrétaire travaillant dans l'entreprise Phénicie.

### K
- Daravanh Kelhmany
Personnage apparaissant dans Plus belle la vie (saisons 4 et 5).
Interprète : Yin Hang.
Adolescente laotienne que Guillaume Leserman rencontre lors d'une mission humanitaire. Il va la faire venir à Marseille pour la faire opérer, car elle souffre de problèmes cardiaques. Nathan lui plaît beaucoup. Elle revient à Marseille, transportée clandestinement, dans la cinquième saison. Marie Bergman va l'utiliser comme appât pour arrêter un trafiquant de clandestins, Omar Kamsky.
- Ophélie Kepler
Personnage apparaissant dans Plus belle la vie, encore plus belle (saison 1 — présent).
Interprète : Morgane Frioux.
Fille de Vanessa Kepler et sœur d'Ulysse. Âgée d'une vingtaine d'années, elle découvrira qu'elle a été échangée à la naissance avec un bébé mort-né et que Vanessa n'est pas sa véritable mère biologique.
- Ulysse Kepler
Personnage apparaissant dans Plus belle la vie, encore plus belle (saison 1 — présent).
Interprète : Jérémy Charvet.
Jeune avocat, fils de Vanessa et frère d'Ophélie. Il découvrira que cette dernière n'est pas sa sœur biologique.
- Vanessa Kepler, de son vrai nom Corinne Lantier
Personnage apparaissant dans Plus belle la vie, encore plus belle (saison 1 — présent).
Interprète : Agathe de La Boulaye.
Redoutable femme d'affaires, mère d'Ulysse et d'Ophélie. Ancienne camarade de classe de Blanche Marci, elle a été victime de harcèlement scolaire pendant sa jeunesse et a décidé de changer de nom pour tirer un trait sur son passé. Ce n'est pas son seul secret, puisqu'elle cachera pendant longtemps à ses proches avoir accouché d'un bébé mort-né et avoir soudoyé une puéricultrice pour le remplacer par un bébé né le même jour, dans le même hôpital et dont les parents étaient violents. Vanessa n'est donc pas la mère biologique d'Ophélie.
- Julien Klébert
Personnage apparaissant dans Plus belle la vie (saisons 9, 11 et 12).
Interprète : Philippe Bardy.
Avocat, l'un des plus réputés du barreau de Marseille. Il va notamment défendre Catherine Pujol lors de son procès, ou encore Vincent Chaumette quand celui-ci sera injustement soupçonné d'avoir tué Élise Carmin.
- Professeur Klein
Personnage apparaissant dans Plus belle la vie (saisons 10 — 11 et 14).
Interprète : Olivier Cruveiller.
Médecin neurologue. Il est très compétent, mais aussi cynique et hautain et n'hésite pas à rabaisser ceux qui ne sont pas de son avis. Il prend en charge le cas de Babeth Nebout lorsque celle-ci souffre d'amnésie. Dans la saison 14, il sera appelé par la police pour faire une expertise psychiatre de Jocelyn, le père de Babeth, qui est soupçonné d'avoir tué sa maîtresse. Il apparaît alors clairement que Jocelyn est atteint de la maladie d'Alzheimer (jusqu'alors, il n'y avait que des soupçons) et qu'il ne peut être mis en détention. Par la suite, quand Jocelyn est incarcéré dans une unité psychiatrique, c'est le professeur Klein qui s'occupe de son suivi.
- Aya Konaté
Personnage apparaissant dans Plus belle la vie, encore plus belle (saison 1 — présent).
Interprète : Johanna Boyer.
Demi-soeur de Djawad Sangha, elle est serveuse au « Mistral », le bar créé par Thomas et Kilian.
- Joseph Kovack, alias Jacob
Personnage apparaissant dans Plus belle la vie (saisons 17 — 18).
Interprète : Christophe Morillon-Herrnberger.
Tueur en série. Il est le ravisseur de Camille Rimez, qu'il a enlevée et séquestrée pendant dix ans. Elle parvient à s'échapper et à retrouver sa sœur Emma. Mais la relation qu'elle entretient avec Jacob est extrêmement complexe et elle entre en communication avec lui à la moindre occasion, car elle semble encore l'aimer et va jusqu'à devenir sa complice pour certains de ses crimes. Jacob avait en réalité enlevé Camille pour compenser la perte de sa propre fille, décédée à l'âge de huit ans. Il est finalement arrêté et emprisonné.
- Irina Kovaleff
Personnage apparaissant dans Plus belle la vie (saisons 16 — 17).
Interprète : Sacha Tarantovich.
Commandant de police originaire d'Ukraine. Elle est affectée au commissariat du Mistral pour enquêter sur Pavel, un baron de la drogue ukrainien actif à Marseille. Irina a des comptes à régler avec ce truand : il a tué toute sa famille lorsqu'elle était enfant. Elle se rapproche de Jean-Paul Boher, et tous deux débutent une histoire ensemble. Irina finit par découvrir que Pavel, alias Andrès Galeano, est son père : Andrès a pris l'identité de Pavel il y a plus de 30 ans pour se sauver. Une fois Pavel sous les verrous, Irina reste au Mistral et projette de se marier avec Jean-Paul. Devant l'autel, Jean-Paul prononce le prénom de Léa au lieu de celui d'Irina. Comprenant que Jean-Paul n'est pas vraiment amoureux d'elle, Irina est folle de rage.

### L

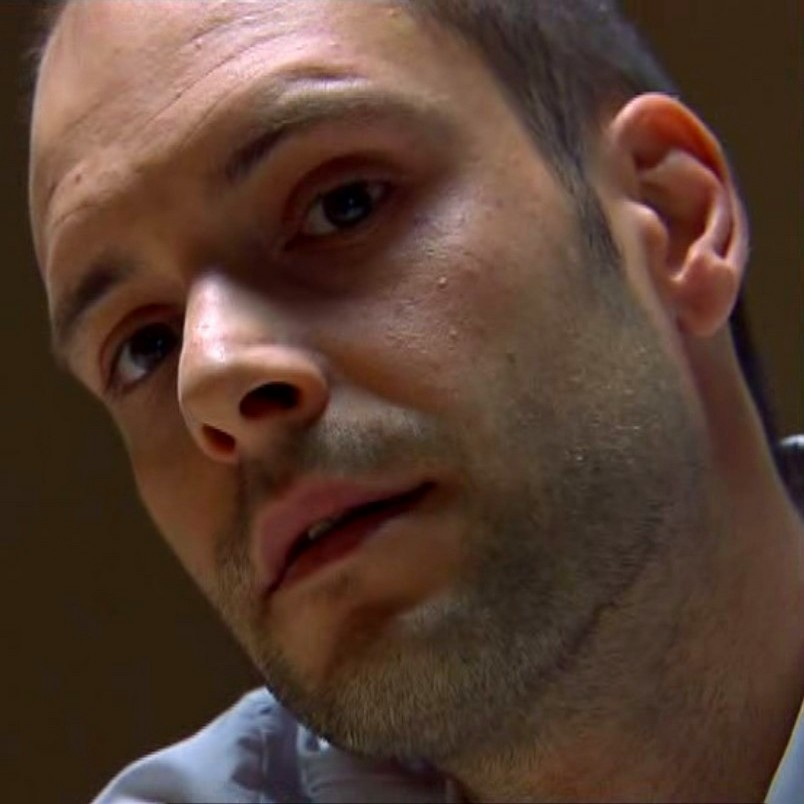
Virgile Bayle joue le rôle de Guillaume Leserman.

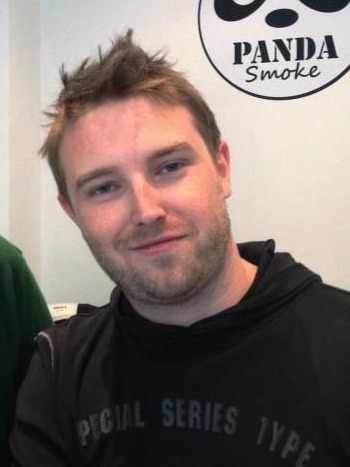
Thibaud Vaneck joue le rôle de Nathan Leserman.

- Amélie Lagrange
Personnage apparaissant dans Plus belle la vie (saisons 7 — 9).
Interprète : Fanny Vambacas.
Employée d'une maison d'édition. Elle rencontre Nathan Leserman, qui la séduit en lui faisant croire qu'il est l'auteur du livre Lettre à Johanna, écrit en réalité par Blanche Marci. Elle sera pendant quelque temps la petite amie de Guy Lemarchand.
- Jules Langlois
Personnage apparaissant dans Plus belle la vie (saisons 17 — 18) et dans Plus belle la vie, encore plus belle (saison 1 — présent).
Interprète : Val Duclaux.
Dans Plus belle la vie, Jules est élève au lycée Vincent Scotto. Il tombe amoureux de Nisma Bailly, avec laquelle il a une relation amoureuse de quelques semaines. Tiraillée par les principes imposés par l'islam, Nisma le quitte. À la rentrée, il se lie d'amitié avec Kilian Corcel et lui fait rencontrer Betty, sa cousine pansexuelle. Il couche avec Lola Corcel, ce qui est pour chacun d'eux leur première fois. Jules réapparaît ensuite dans Plus belle la vie, encore plus belle, où il est étudiant en journalisme.
- Anthony Laroque
Personnage apparaissant dans Plus belle la vie (saison 2).
Interprète : Marc Pistolesi.
Marin, neveu d'Henri Laroque, qui l'a élevé. Il va vivre une histoire d'amour avec Mélanie Rinato, qu'il va demander en mariage. En réalité, Anthony est surtout intéressé par l'héritage de son oncle, Henri, qui a tout légué à Mélanie. C'est ainsi qu'Anthony va tuer Henri, avant d'épouser Mélanie pour récupérer l'héritage. Après avoir découvert que Mélanie a finalement refusé l'héritage d'Henri, Anthony essaye de la tuer, mais elle sera sauvée in extremis par Malik Nassri, tandis qu'Anthony sera envoyé en prison.
- Henri Laroque
Personnage apparaissant dans Plus belle la vie (saison 2).
Interprète : Robert Castel.
Ancien combattant de la guerre d'Algérie et oncle d'Anthony. Il cherche à faire connaissance avec Mélanie Rinato, en se présentant comme une connaissance de sa grand-mère. Il s'avère ensuite d'Henri est coupable d'un viol, qui a donné naissance à Sandrine, la mère de Mélanie ; Henri est donc le grand-père de Mélanie. C'est également Henri qui a tué Sandrine, alors que Mélanie n'était qu'un bébé. Il est finalement tué par son neveu Anthony, qui veut récupérer son héritage.
- Albane Latour
Personnage apparaissant dans Plus belle la vie (saisons 7 — 8 et 10).
Interprète : Caroline Furioli.
Étudiante en médecine. Elle sera brièvement la petite amie de Rudy Torres. Elle décide de rompre tout contact avec son père, Jean-Noël Latour, lorsqu'elle découvre que ce dernier a cherché à la favoriser lors du concours d'internat en médecine et qu'il a essayé de faire taire Rudy, qui avait découvert la vérité. Elle part ensuite étudier à Caen. Elle revient à Marseille dans la dixième saison, après la mort de son père, alors qu'elle est enceinte d'une petite fille. Voulant réparer les méfaits de son père, elle met fin aux travaux que ce dernier avait engagés sur un domaine appartenant à une famille de nobles désargentés, les Casteygnac.
- Jean-Noël Latour
Personnage apparaissant dans Plus belle la vie (saisons 7 — 10).
Interprète : Jean-Loup Horwitz.
Père d'Albane, médecin généraliste de profession, également président de l'Association des maires de la région PACA. Il corrompt un médecin, le professeur Servant, afin de trafiquer les résultats du concours d'internat en médecine pour favoriser sa fille, Albane. Rudy Torres parviendra, non sans mal, à le démasquer et à l'envoyer en prison. Après sa libération, Latour s'associe avec Vincent Chaumette pour un projet immobilier de luxe, impliquant la destruction du domaine où vivent des nobles désargentés, les Casteygnac. N'ayant pas renoncé à ses méthodes douteuses, Latour se retrouve confronté à Lara Belvèze, une professeur de biologie proche des Casteygnac, prête à tout pour protéger leur domaine. Latour sera finalement tué par Lara.

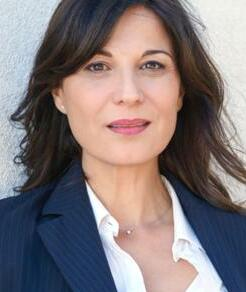
Hélène Médigue joue le rôle de Charlotte Le Bihac.

- Charlotte Le Bihac
Personnage apparaissant dans Plus belle la vie (saisons 1 — 5).
Interprète : Hélène Médigue.
Originaire de Bretagne, elle est responsable d’un atelier de couture (qu'elle transforme ensuite en boutique de vêtements) situé sur la place du Mistral. Elle va vivre en couple avec Vincent Chaumette, avant d'épouser Jacques Maury, un homme d'affaires, qui est assassiné peu après leur mariage. Après une nouvelle déception amoureuse avec Guillaume Leserman, Charlotte quitte définitivement le Mistral pour travailler au Japon, lors de la cinquième saison. Elle disparaît alors de la série, mais il est expliqué dans la neuvième saison qu'elle s'est remariée depuis[1].
- Christelle Le Bihac
Personnage apparaissant dans Plus belle la vie (saisons 1 et 2).
Interprète : Valentine Carrette (saison 1), puis Juliette Wiatr (saison 2).
Nièce de Charlotte Le Bihac, originaire comme elle de Bretagne. Elle est la fille de Gwen Le Bihac, la soeur de Charlotte. Son père, Yann Kermarec, est un amour de jeunesse de Charlotte, qui les a presque abandonnées pour parcourir les mers. Venant occasionnellement au Mistral pour rendre visite à sa tante, Christelle est d'abord très attirée par Malik Nassri, avant de se découvrir lesbienne. De retour au Mistral dans la deuxième saison après avoir été victime d'un viol, elle tombe amoureuse de Luna Torres.
- Gwen Le Bihac
Personnage apparaissant dans Plus belle la vie (saisons 1 et 2).
Interprète : Régine Arniaud.
Sœur de Charlotte et mère de Christelle. Elle vit avec sa fille en Bretagne.
- Carole Leconte
Personnage apparaissant dans Plus belle la vie (saisons 14 — 16).
Interprète : Lani Sogoyou.
Substitut du procureur, mère de Valère Malonda. Elle intervient au cours de nombreuses enquêtes menées par le commissariat du Mistral. Dans la saison 16, Carole est obligée de collaborer avec Pavel, un mystérieux baron de la drogue. Pour sauver sa peau, Pavel fait porter le chapeau à Carole, qui est abattue par ses adversaires.
- Marie Leduc
Personnage apparaissant dans Plus belle la vie (saisons 16 et 17).
Interprète : Charlotte Hamer.
Épouse de Sébastien Leduc. Alors que le couple est sur le point de divorcer, Marie est victime de l'effondrement du gymnase Marcel Pagnol et hospitalisée, plongée dans le coma. Elle se réveillera un an plus tard. Sébastien, qui s'est entretemps mis en couple avec Laetitia Belesta, se rapproche de son ex-femme pour mettre les choses au clair. Mais les événements ne se passent pas comme prévu, puisque Sébastien passe de plus en plus de temps avec son ex-femme, lui accordant de petites attentions, ce qui a le don d'exaspérer Laetitia, qui finit par le renvoyer de chez elle.
- Sébastien Leduc
Personnage apparaissant dans Plus belle la vie (saisons 15 — 17).
Interprète : Julien Meunier.
Homme habitant à proximité du gymnase Marcel Pagnol. Son épouse Marie fait partie des victimes de l'effondrement du gymnase, alors qu'ils s'apprêtaient à divorcer. Pendant que Marie est dans le coma et hospitalisée, Sébastien est bénévolement relogé par Lætitia Belesta, qui accepte de l'accueillir à son domicile. Ils se mettent en couple. Un an plus tard, lorsque Marie sort du coma, Sébastien passe de plus en plus de temps avec elle et lui accorde de petites attentions, ce qui a le don d'exaspérer Lætitia, qui finit par le renvoyer de son domicile.

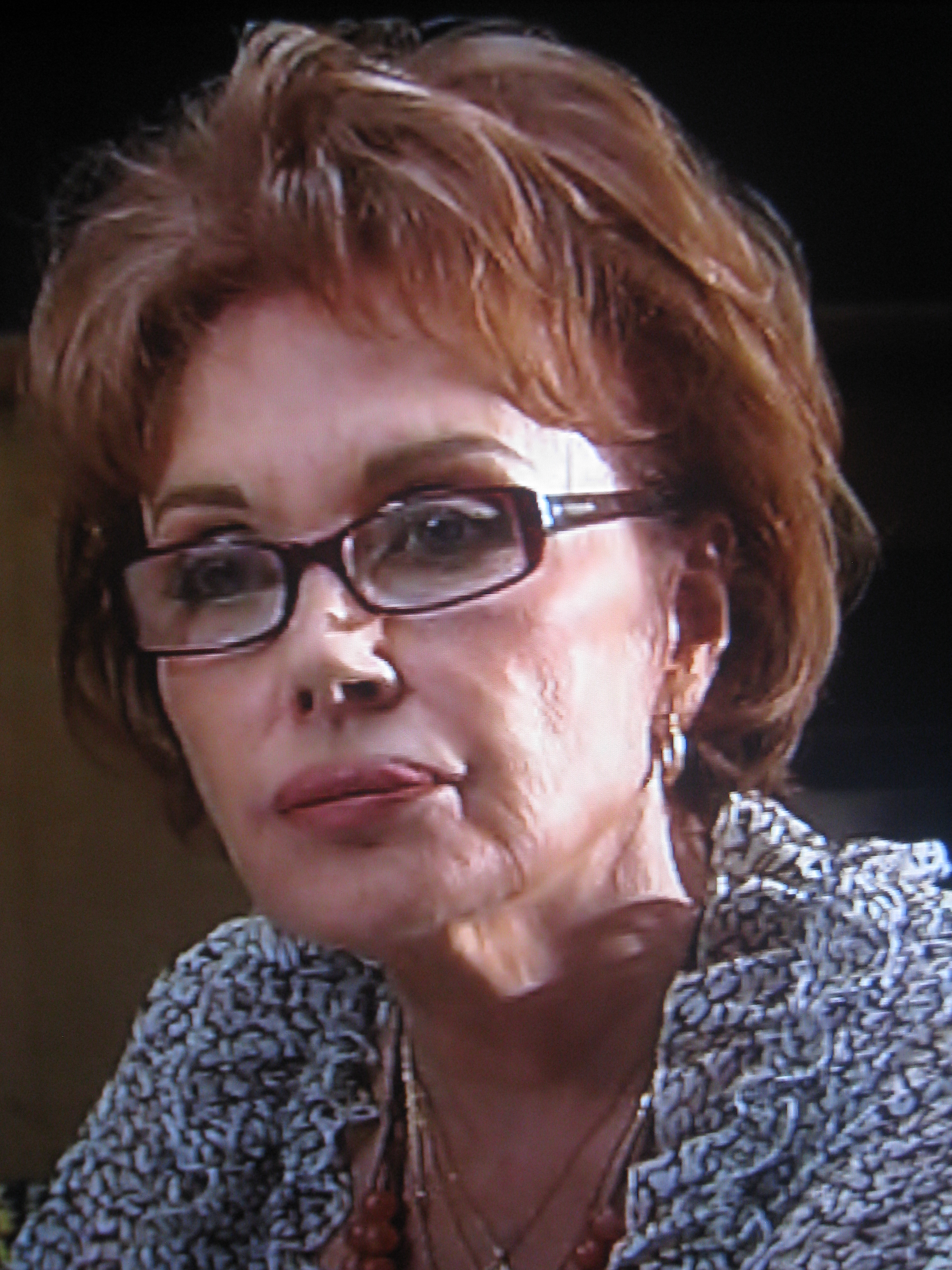
Pascale Roberts joue le rôle de Wanda Legendre.

- Wanda Legendre
Personnage apparaissant dans Plus belle la vie (saisons 4 — 13).
Interprète : Pascale Roberts.
Ancienne chanteuse de music-hall, mère de Blanche Marci, elle est donc la grand-mère de Lucas, Johanna et Noé. Charmeuse, rusée et aimant l'argent, elle a de bonnes relations avec Charles Frémont. Elle parviendra à guérir d'un cancer du sein sans avertir ses proches de sa maladie. Elle mettra également en place un service de téléphone rose, sous le pseudonyme de Princesse Cruella, pour se faire un peu d'argent. Dans la treizième saison, elle quitte définitivement le quartier du Mistral.
- Guy Lemarchand
Personnage apparaissant dans Plus belle la vie (saisons 6 — 9 et 11 — 12).
Interprète : Florian Guichard.
Informaticien, ancien élève de Blanche Marci. Geek renfermé, peu soigné et mal habillé, il deviendra tout de même le petit ami d'Amélie Lagrange, puis de Wendy Lesage.
- Carole Lenoir
Personnage apparaissant dans Plus belle la vie (saisons 1 — 2).
Interprète : Sabine Heraud.
Tante de Thomas Marci, du côté de sa mère, Iris Lenoir. Après la mort d'Iris, qui a été tuée quand Thomas n'était qu'un bébé, c'est Carole qui s'est chargée de l'éducation de ce dernier. Carole meurt dans la deuxième saison, des suites d'une grippe virale, après une brève relation avec Léo Castelli.
- Jean-Pierre Léoni
Personnage apparaissant dans Plus belle la vie (saisons 7, 9, 10 et 12).
Interprète : Franck Adrien.
Avocat connu dans le milieu des affaires, qui traîne une mauvaise réputation au barreau de Marseille, à cause de sa proximité avec les milieux mafieux. Il est l'avocat de plusieurs individus douteux comme Charles Frémont ou Émir Osmanovic.
- Lilou Lepastier
Personnage apparaissant dans Plus belle la vie (saisons 11 — 13).
Interprète : Julia Gourand.
Élève au lycée Vincent Scotto. Elle sera pendant quelque temps la petite amie de Kévin Belesta, qu'elle n'hésite pas à rendre jaloux.
- Laurent Léqueur
Personnage apparaissant dans Plus belle la vie (saisons 10 et 14).
Interprète : Mathias Marty.
Employé de l'aide sociale à l'enfance. Il s'occupe du dossier de Thomas et Gabriel quand ces derniers décident d'adopter un enfant. Dans la saison 14, il présente Jérôme Belesta à son fils, Tom, né d'une relation adultérine.
- Émilie Leroux
Personnage apparaissant dans Plus belle la vie (saisons 9 — 11 et 15 — 18).
Interprète : Charlie Joirkin (saisons 9 — 11), puis Laurie Bordesoules (saisons 15 — 18).
Fille de Jean-François Leroux et de son ex-femme Babeth, sœur jumelle de Léa Leroux et demi-sœur de Valentin Nebout. Élève en sport-étude, elle rejoint sa famille à Marseille au cours de la saison 9. Elle intègre ensuite le lycée Vincent Scotto et va avoir une relation intime consentie avec son professeur d'EPS, Arnaud Buissière. Après son baccalauréat, elle quitte Marseille pour Aix-en-Provence, où elle poursuit ses études. De retour à Marseille quelques années plus tard, elle tombe amoureuse de Kévin Belesta et renonce à repartir aux États-Unis pour rester auprès de lui. Elle devient ensuite professeur d'EPS au lycée Vincent Scotto.
- Jean-François Leroux
Personnage apparaissant dans Plus belle la vie (saisons 2 — 12).
Interprète : Jean-François Malet.
Brigadier de police et ex-mari de Babeth Nebout, avec qui il a eu deux filles, les jumelles Léa et Émilie. Dans les premières saisons, il ne joue qu'un rôle figuratif, son rôle ne prenant de l'importance qu'à partir de la septième saison. Souvent malheureux en amour, il devient finalement le compagnon de Blanche Marci. Dans la douzième saison, il décide de rompre avec Blanche et quitte Marseille.
- Léa Leroux[N 11]
Personnage apparaissant dans Plus belle la vie (saisons 8 — 9 et 12 — 18) et dans Plus belle la vie, encore plus belle (saison 1 — présent).
Interprète : Charlotte Deysine (PBLV, saisons 8 — 9), puis Marie Hennerez (PBLV, saisons 12 — 18 et PBLVEPB, saison 1 — présent).
Fille de Jean-François et Babeth, sœur jumelle d'Émilie Leroux et demi-sœur de Valentin Nebout. Dans Plus belle la vie, elle va avoir une courte relation avec Jonas Malkavian, avant de se découvrir une attirance pour les femmes. Avec l'accord de ses parents, elle finit par s'installer en Suisse pour être auprès de sa petite amie, Cristal. Elle se lance ensuite dans des études de médecine et revient à Marseille à la fin de la douzième saison, quand elle devient interne à l'hôpital Marseille-Est. Plus tard, elle décide de se lancer en politique avec Samia Nassri et devient conseillère d'arrondissement, puis 1re adjointe au maire. Progressivement, elle noue une relation ambiguë avec Jean-Paul Boher et tombe enceinte. Elle décide de garder l'enfant et emménage avec Jean-Paul. Dans Plus belle la vie, encore plus belle, elle travaille en libéral dans son propre cabinet médical.
- Wendy Lesage
Personnage apparaissant dans Plus belle la vie (saisons 9 — 13).
Interprète : Céline Vitcoq.
Esthéticienne, elle se fait engager au salon de beauté dirigé par Estelle Cantorel. Sous ses airs de cagole, elle est naturelle et spontanée. Dans la treizième saison, elle est victime du tueur en série Nicolas Berger, alias « l’Enchanteur ».

- Guillaume Leserman
Personnage apparaissant dans Plus belle la vie (saisons 1 — 13 et 18).
Interprète : Virgile Bayle.
Neveu de Rachel Lévy. Médecin de formation, avec un passé d'escroc, il retrouve la trace de sa tante grâce à ses talents de généalogiste et s'installe auprès d'elle au Mistral lors de la première saison. Il décide ensuite de reprendre sa carrière avortée de médecin et ouvre un cabinet de généraliste. Homme à femmes, il a un fils né d'une précédente union : Nathan. Il va vivre en couple pensant quelque temps avec Luna Torres avant d'épouser Adriana Paoletti, alors que celle-ci est sur le point de mourir d'un cancer. Dans la treizième saison, il fait un mariage blanc (qui deviendra finalement un mariage d'amour) avec Jinan, une réfugiée syrienne. Guillaume et Jinan partent finalement au Laos pour se consacrer à l'action humanitaire. Guillaume revient toutefois au Mistral dans la dix-huitième saison, lors du dernier épisode de la série. Toujours amoureux de Luna, son ex-compagne, il accepte de faire un ménage à trois avec cette dernière et Bastien Castel. Cette relation n'a plus cours dans Plus belle la vie, encore plus belle, où il est expliqué que Guillaume et Bastien ont tous deux fini par rompre avec Luna.
- Nathan Leserman
Personnage apparaissant dans Plus belle la vie (saisons 1 — 8 et 10 — 18).
Interprète : Thibaud Vaneck.
Fils de Guillaume Leserman. Délaissé par sa mère, Sophie Libourne, il s'installe au domicile de son père au cours de la première saison, sur décision d'un juge. Il fait ensuite connaissance avec sa cousine, Estelle Cantorel, dont il ignorait l'existence. Au départ un adolescent immature et turbulent, il cherchera longtemps sa voie, avant de devenir professeur d'anglais. Plus tard, il rejoint la colocation où vit notamment Sabrina Gocelin, une serveuse dont il est amoureux. Après avoir enchaîné les aventures légères, il se met en couple avec Sabrina dans la saison 17.
- Rachel Lévy
Personnage apparaissant dans Plus belle la vie (saisons 1 — 5).
Interprète : Colette Renard.
Horlogère retraitée, communiste convaincue. Veuve sans enfant, ayant perdu une partie de sa famille pendant la Shoah, elle découvrira tardivement l'existence de son neveu Guillaume Leserman et du fils de celui-ci, Nathan. Elle s'installe aux Antilles à la fin de la cinquième saison. Au cours de la saison 14, on apprend par Roland que Rachel est décédée et qu'elle est enterrée à Moscou[réf. souhaitée].
- Meïline Liao
Personnage apparaissant dans Plus belle la vie, encore plus belle (saison 1).
Interprète : Moon Dailly.
Commissaire de police. Elle dirige le commissariat proche du Mistral, jusqu'au jour où elle est incarcérée après avoir tué Mario Rossi, un homme qu'elle jugeait responsable de la mort de son père dans un combat de MMA.
- Catano Libérati
Personnage apparaissant dans Plus belle la vie (saisons 14, 15 et 17).
Interprète : Daniel Hederich.
Membre d'une famille corse liée au grand banditisme. Abdel Fedala deviendra son avocat, mais ne pourra lui éviter la prison.
- Lisandru Libérati
Personnage apparaissant dans Plus belle la vie (saisons 14, 15 et 17).
Interprète : Valentin Papoudof.
Frère de Catano Liberati. Il finira comme lui en prison.
- Sophie Libourne
Personnage apparaissant dans Plus belle la vie (saison 3).
Interprète : Marie-Sophie L..
Ancienne compagne de Guillaume Leserman et mère de Nathan. Elle a une sœur jumelle, Hélène (la mère d'Estelle Cantorel), dont elle ne découvrira que tardivement l'existence. La vie de Sophie a basculé au cours d'une escalade en montagne, où une de ses amies a trouvé la mort. Depuis, Sophie a délaissé Nathan et est partie vivre dans un temple au Népal. Elle revient en France pour lutter contre sa sœur jumelle Hélène, qui se fait alors passer pour elle afin de manipuler Nathan. Après avoir servi de donneur d'organe pour sa nièce Estelle, Sophie part s'installer à Bordeaux, laissant la garde de Nathan à son père, Guillaume.
- Arthur Lieber
Personnage apparaissant dans Plus belle la vie (saisons 10 — 12),.
Interprète : Thomas Lenoir.
Frère ainé de Margaux Lieber, il est autiste. Il n'apparaît que sporadiquement à l'écran.

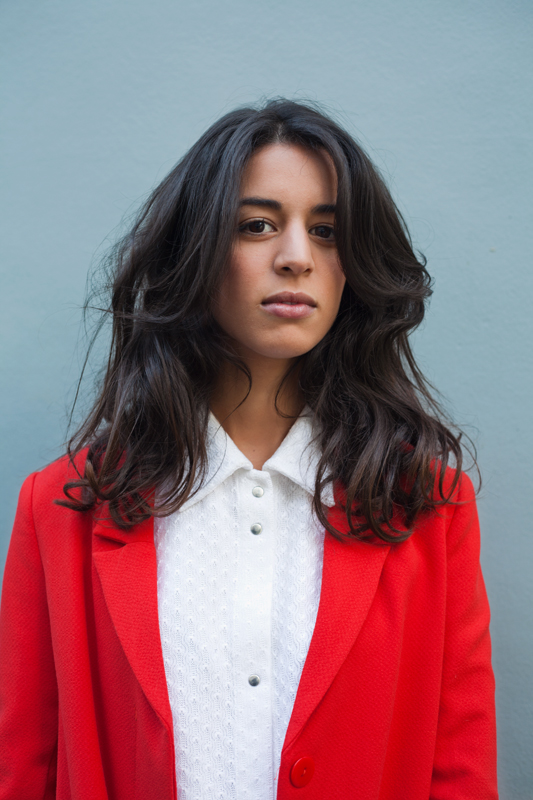
Alicia Hava joue le rôle de Margaux Lieber.

- Jean-Louis Lieber
Personnage apparaissant dans Plus belle la vie (saisons 10 — 12).
Interprète : Roland Marchisio.
Père de Margaux et d'Arthur, il travaille comme contremaître. Il n'apparaît que sporadiquement à l'écran.

- Margaux Lieber
Personnage apparaissant dans Plus belle la vie (saisons 9 — 12).
Interprète : Alicia Hava.
Sœur d'Arthur. Petite amie extravagante de Paul Hédiard (qu'elle finira par quitter), elle va se lier d'amitié avec Élise Carmin, Émilie Leroux et Valentin Nebout. Début 2015, elle est incarcérée après avoir tué accidentellement Élise lors d'une violente dispute. Elle réapparaît au début de la saison 12 pour son procès, lors duquel elle sera condamnée à deux ans de prison.
- Angèle Lisieux
Personnage apparaissant dans Plus belle la vie (saisons 15 et 16).
Interprète : Jeanne Pajon.
Élève du lycée Scotto. Elle se retrouve prise au piège avec d'autres personnages après l'effondrement du gymnase Marcel Pagnol (dans le dernier prime time de la saison 15), mais elle sera sauvée. Par la suite, elle est victime d'attouchements de la part d'un professeur de mathématiques, Christian Baron. Honteuse, elle voudra se suicider, mais elle sera sauvée par Ninon Chaumette, qui avait elle aussi été victime de Baron une quinzaine d'années auparavant.
- Jean Lissajoux
Personnage apparaissant dans Plus belle la vie (saisons 5 et 15).
Interprète : Jean-Louis Cassarino.
Père de Victoire Lissajoux. Il dirige Green Victory, une société spécialisée dans la dépollution industrielle. Victoire découvrira qu'il est impliqué dans une affaire de pollution des eaux. Devenu gênant, Jean va être tué par sa complice, Martine Massenet, directrice de l'entreprise de produits chimiques Carington Chemical. Il réapparaît dans la saison 15, dans la vidéo d'une interview qu'il avait donnée à un média marseillais, vidéo que l'entrepreneur écologiste Ian Moss montre à Victoire pour la rallier à sa cause.
- Victoire Lissajoux
Personnage apparaissant dans Plus belle la vie (saisons 5 — 7, 9 — 10 et 15 — 18).
Interprète : Flavie Péan.
Étudiante en médecine issue d'un milieu bourgeois et amie de Rudy Torres, avec qui elle va avoir une brève liaison. D'un naturel extravagant, elle multiplie les relations sans lendemain, jusqu'au jour où elle rencontre Sacha Malkavian, avec qui elle va vivre une histoire d'amour passionnée. Après avoir abandonné ses études de médecine, elle travaille dans la gestion de patrimoine et épouse Sylvain, un skipper. Désespérée par son amour impossible pour Sacha et prise au piège d'une affaire criminelle, Victoire tente de se suicider. Officiellement laissée pour morte, elle se retrouve contrainte de travailler pour les services secrets. Une mission à Marseille l'amène à croiser de nouveau la route de Sacha, avec lequel elle va reformer son couple. Après avoir quitté les services secrets, elle reprend ses études de médecine et redevient interne à l'hôpital Marseille-Est.

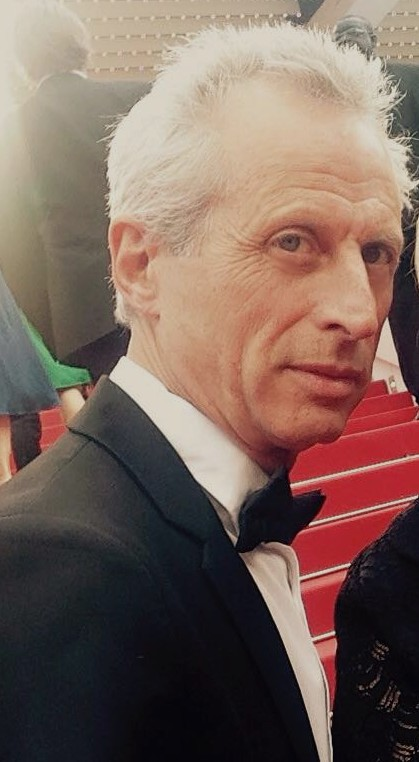
Philippe Granarolo joue le rôle du docteur Livia.

- Bruno Livia
Personnage apparaissant dans Plus belle la vie (saisons 1, 3, 17 et 18).
Interprète : Philippe Granarolo.
Psychiatre spécialiste de l'hypnose. Il s'avèrera être un tueur en série qui, une fois tous les 11 ans, assassine une de ses patientes. Sa première victime fut Iris Lenoir, la mère de Thomas Marci, et la deuxième Khadijha, l'épouse de Léo Castelli. Arrêté et incarcéré dans la troisième saison, il réapparaît dans la dix-septième saison, lorsque Mouss Bongor est injustement emprisonné et devient son codétenu. Dans la dix-huitième saison, il profite d'un transfert de détenus pour s'évader, mais il est finalement rattrapé par la police.
- Fanny Lorène
Personnage apparaissant dans Plus belle la vie (saisons 17 — 18).
Interprète : Prudence Leroy.
Serveuse du Marci, le restaurant ouvert par Thomas et Barbara sur la place du Mistral. Elle se lie d'amitié avec plusieurs Mistraliens, parmi lesquels Lætitia et le Dr Romain Vidal, duquel elle se retrouve rapidement attirée. Elle se retrouve par la suite naufragée avec plusieurs Mistraliens sur une île (apparemment) déserte : elle reconnaît l'endroit et y retrouve Alexandre Soubeyrand, un homme qu'elle fréquentait enfant. Les ossements de Jean-Jacques Guézo, le père de Fanny, sont retrouvés sur l'île ; Fanny découvrira que le meurtrier n'est autre que son beau-père, Christophe Lorène, qui l'a élevée. Elle l'envoie en prison. Tiraillée entre Vidal et Alexandre, elle choisit finalement ce dernier.
- Francis Loubère
Personnage apparaissant dans Plus belle la vie (saisons 14, 15 et 18).
Interprète : Grégory Cartelier.
Jeune professeur d'histoire-géographie au lycée Scotto.
- Jean Lougane
Personnage apparaissant dans Plus belle la vie (saisons 15 — 18).
Interprète : Jean-Luc Borras.
Maire d'arrondissement de Marseille. Lors des élections municipales de 2020, il bat Hadrien Walter et choisit Samia Nassri comme première adjointe. Il fait face aux conflits de sa première adjointe avec Julien Barrault, élu d'extrême droite. Il pousse Samia à la démission après la diffusion de photos volées. L'élue résiste, mais quitte précipitamment le Mistral quelques mois plus tard, sans raison apparente. Lougane nomme Léa Leroux à sa place. C'est également lui qui célèbre le mariage de plusieurs habitants du Mistral dans le dernier prime time de la saison 18, qui sert de conclusion au feuilleton.
- Louison
Personnage apparaissant dans Plus belle la vie (saisons 13 — 14).
Interprète : Marine Duhamel.
Élève au lycée Scotto, dans la même classe qu'Emma Rimez. Quand elle s'aperçoit que cette dernière est enceinte, elle fait tout pour l'aider. Dans la saison 14, Jean-Paul Boher l'engage comme nounou pour sa fille Lucie, mais Louison va perdre la petite fille dans Marseille.

### M

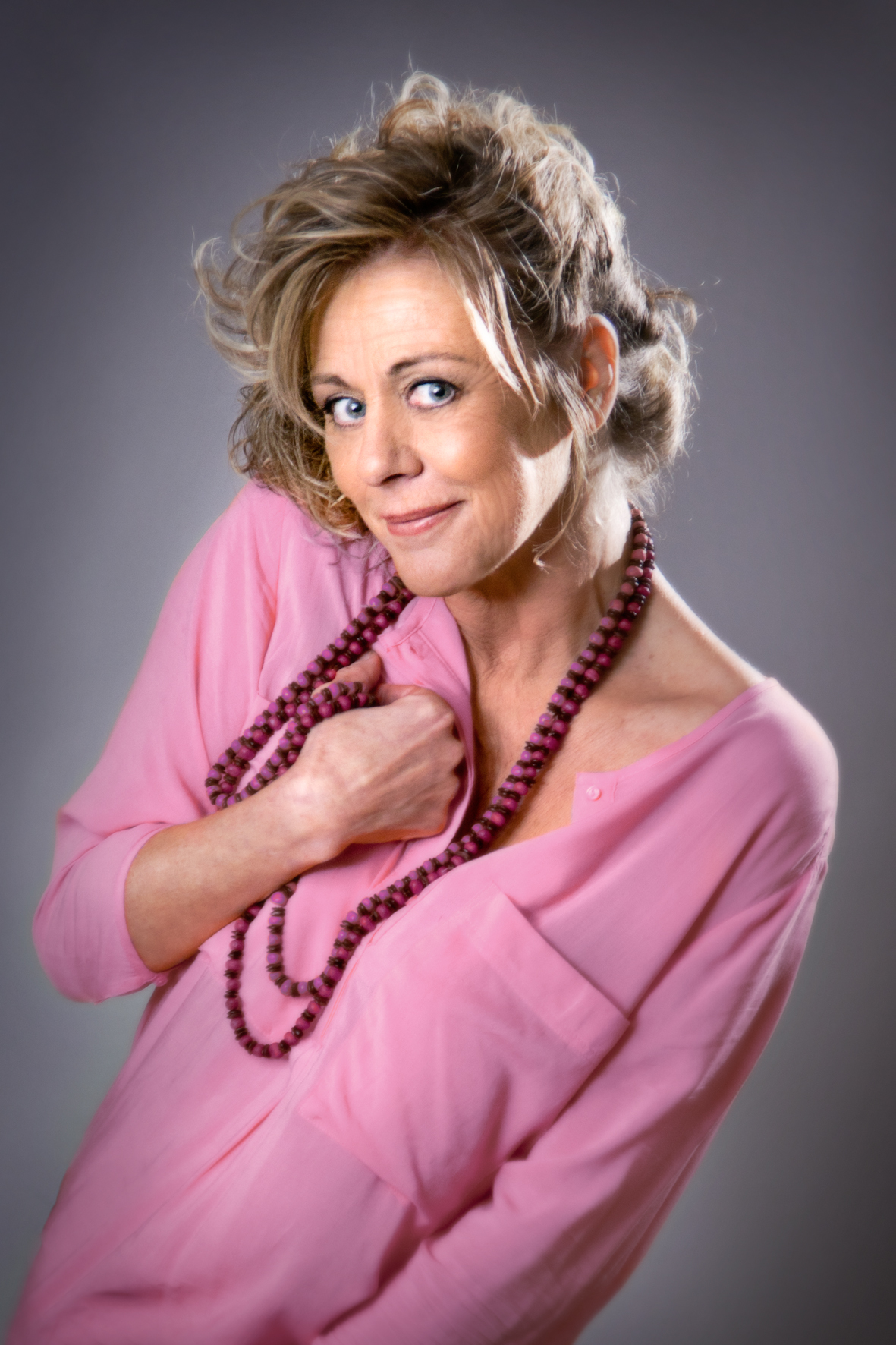
Cécile Auclert joue le rôle du commissaire Madigan.

- Véra Madigan
Personnage apparaissant dans Plus belle la vie (saisons 2 — 5).
Interprète : Cécile Auclert.
Commissaire de police. C'est une femme à poigne venue de Paris pour remettre de l'ordre dans le commissariat près du Mistral, après l'arrestation de l'ancien commissaire ripou Beaumont. Après la saison 5, elle est mutée à Lyon et est remplacée par Marie Bergman.
- Jonas Malkavian
Personnage apparaissant dans Plus belle la vie (saisons 7 — 12).
Interprète : Pierre-Louis Bellet, remplacé au cours de la saison 7 par Geoffrey Piet.
Fils de Sacha et Rebecca Malkavian. Il sera le petit ami, entre autres, de Léa Leroux, d’Élise Carmin et de Layla Haddad. Après son baccalauréat, il se lance dans des études de médecine. Il vit ensuite une histoire d'amour avec Océane Mougin, mais découvre tardivement que celle-ci est en fait sa demi-sœur. À cause de Claire Mougin (la mère d'Océane), Jonas va être injustement soupçonné d'être un criminel et se voir contraint de fuir quelques mois au Brésil. Après son retour à Marseille et ses retrouvailles avec Océane, toujours très amoureuse de lui, il décide de repartir au Brésil pour qu'elle puisse l'oublier.
- Michaël Malkavian
Personnage apparaissant dans Plus belle la vie (saisons 8 et 13).
Interprète : Patrice Maktav.
Frère de Sacha et oncle de Jonas, c'est un braqueur professionnel. Séducteur, il va avoir une relation avec Luna Torres, bien que celle-ci vive alors avec Sacha. Dans la saison 13, il revient à Marseille avec sa petite fille, Lola, qu'il a eue avec une femme qui est désormais décédée, Rose. Cette dernière était la fille d'un riche homme d'affaires canadien, Simon, qui accuse Michaël d'avoir tué Rose pour récupérer son héritage. Pour éviter les représailles de Simon, Michaël va se retrouver contraint de fuir le Mistral en compagnie de sa fille, après avoir eu une brève relation avec Jeanne Carmin.
- Rebecca Malkavian
Personnage apparaissant dans Plus belle la vie (saison 7).
Interprète : Caroline Santini.
Épouse de Sacha et mère de Jonas. C'est une ancienne amie de Luna Torres, qui l'a initiée aux drogues pendant son adolescence. Séropositive, elle considère Luna responsable de son état de santé et va chercher à se venger d'elle, mais aussi de Victoire Lissajoux, qu'elle sait être la maîtresse de son mari. Son état de santé se dégrade et elle meurt quelques mois plus tard.
- Sacha Malkavian
Personnage apparaissant dans Plus belle la vie (saisons 7 — 18).
Interprète : Avy Marciano.
Mari de Rebecca et père de Jonas. Il a également une fille, Océane (née d'une relation adultérine avec Claire Mougin), dont il ne découvrira que tardivement l'existence. Alors que le couple qu'il forme avec Rebecca bat de l'aile, il rencontre Victoire Lissajoux, qui devient sa maîtresse. Après la mort de Rebecca, il va vivre en couple avec Victoire, puis avec Luna Torres. Il abandonne ensuite son métier de commercial pour se reconvertir dans le journalisme. Dans la saison 15, il découvre que son ex-compagne Victoire, qu'il croyait morte, a en fait survécu à sa tentative de suicide et qu'elle travaille désormais pour les services secrets. Il va alors renouer avec Victoire et quitter Luna. Plus tard, il est victime d'un jet d'acide au visage qui le rendra aveugle.
- Seta Malkavian
Personnage apparaissant dans Plus belle la vie (saisons 8 — 13 et 15 — 17).
Interprète : Gladys Cohen.
Mère de Sacha et Michaël. D'origine arménienne, elle vit à Valenciennes, jusqu'au jour où elle vient au Mistral pour tenter de réconcilier Sacha et Michaël, en froid depuis la mort accidentelle de leur père. Elle décide finalement de s'installer au Mistral, auprès de Sacha. Elle se montre souvent envahissante.
- Valère Malonda
Personnage apparaissant dans Plus belle la vie (saisons 15 — 16).
Interprète : Alexis Baginama Abusa.
Fils de Carole Leconte, qui l'a émancipé à sa demande. Il deviendra le petit ami de Mila Valle, avant de s'engager pour la Légion étrangère après leur rupture.
- Damien Mara
Personnage apparaissant dans Plus belle la vie (saisons 1 — 4 et 10).
Interprète : Emil Abossolo-Mbo.
Ancien toxicomane et ancien petit ami de Luna Torres, qu'il a fait sombrer dans la toxicomanie, il est le père de Rudy Torres. Il est devenu prêtre en Afrique. Il finit par se réconcilier avec Luna et se rapprocher de Rudy. Par la suite, il revient épisodiquement au Mistral et apparaît dans le prime time de la dixième saison, aux côtés de Rudy et de sa compagne Ninon.

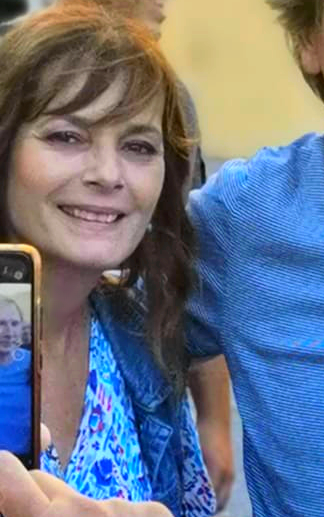
Cécilia Hornus joue le rôle de Blanche Marci.

- Blanche Marci, née Dubois
Personnage apparaissant dans Plus belle la vie (saisons 1 — 18) et dans Plus belle la vie, encore plus belle (saison 1 — présent).
Interprète : Cécilia Hornus.
Institutrice, puis professeur de français et d'histoire de l'art, exerçant également l'activité d'écrivain. Dans Plus belle la vie, elle est d'abord mariée avec François Marci, dont elle a eu deux enfants : Lucas et Johanna. Après son divorce, Blanche sera pendant quelques années la compagne de Franck Ruiz, un électricien avec qui elle aura un fils, Noé. Elle vit ensuite plusieurs déceptions amoureuses, avant d'épouser le chirurgien Nicolas Berger, mais elle découvrira que ce dernier est un tueur en série, « l'Enchanteur ». Quelque temps après l'arrestation et le suicide de Nicolas, Blanche renoue avec son ex-mari, François, avec qui elle se remarie dans le dernier épisode. Blanche réapparaît ensuite dans Plus belle la vie, encore plus belle ; il est expliqué qu'elle vit toujours à Marseille, tandis que François est parti à La Nouvelle-Orléans pour raisons professionnelles. Ayant décidé de changer de voie professionnelle, Blanche va créer une association en partenariat avec son amie Luna Torres.
- François Marci
Personnage apparaissant dans Plus belle la vie (1 — 2, 8 et 17 — 18).
Interprète : Thierry Ragueneau.
Ingénieur naval, fils de Roland Marci et de sa première épouse, Mireille. Au début de la série, il est marié avec Blanche, avec qui il a eu deux enfants : Lucas et Johanna. Dans la deuxième saison, le couple se sépare et François quitte le Mistral pour travailler à La Nouvelle-Orléans. Il revient brièvement au cours de la huitième saison, lors d'un épisode spécial réunissant plusieurs anciens personnages du feuilleton. Il revient ensuite dans la saison 17, dans le but de résoudre un conflit entre son demi-frère Thomas et Roland à propos de Sophie Corcel, la mère des deux plus jeunes enfants de Roland. Il tombera amoureux de cette dernière. Plus tard, François reprend le bar du Mistral. À la fin de la série, il renoue avec son ex-femme, Blanche, avec qui il se remarie dans le dernier épisode. Dans Plus belle la vie, encore plus belle, il est expliqué que François est retourné à La Nouvelle-Orléans pour raisons professionnelles, tandis que Blanche a préféré rester à Marseille.

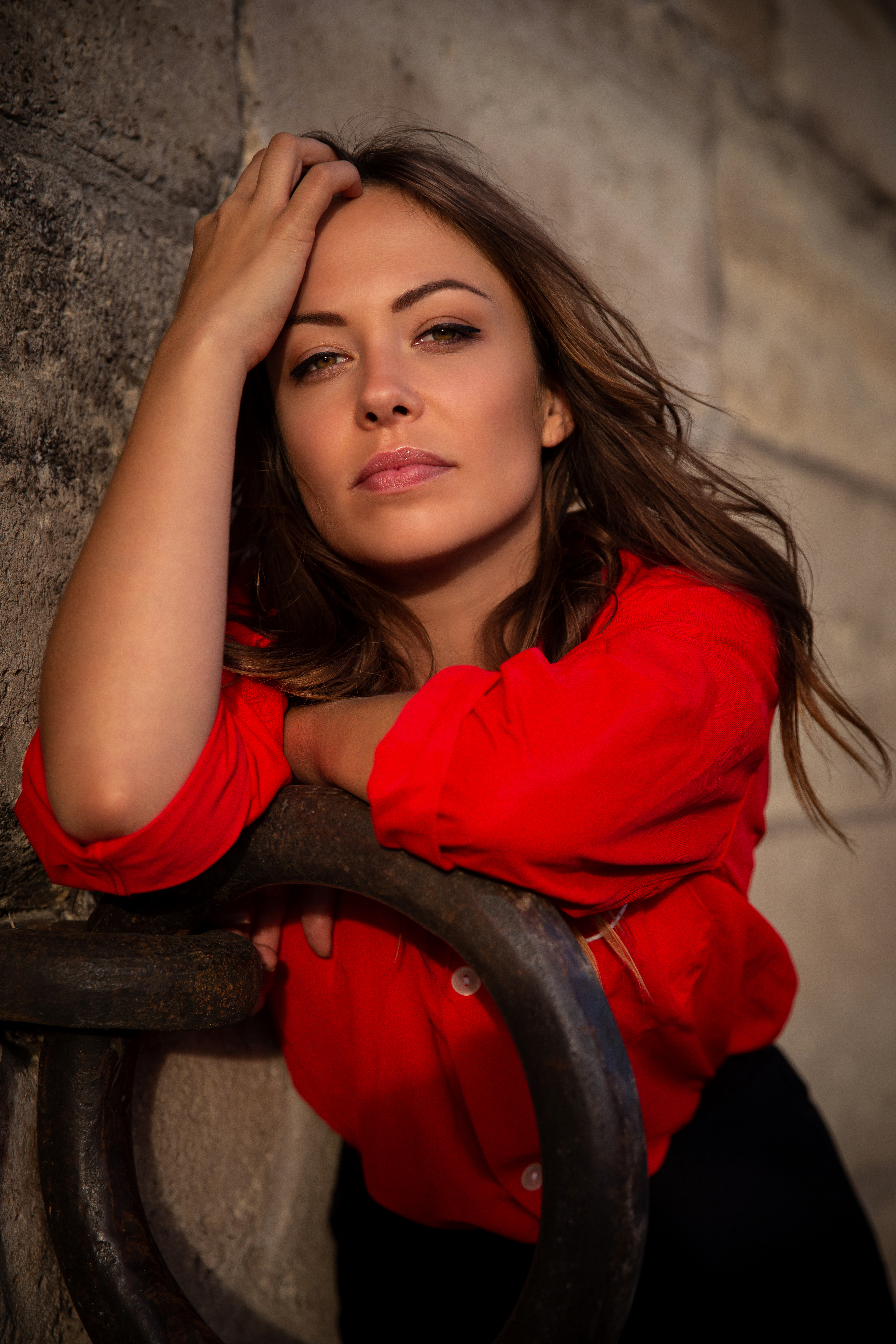
Dounia Coesens joue le rôle de Johanna Marci.

- Johanna Marci
Personnage apparaissant dans Plus belle la vie (saisons 1 — 10, puis 14, 15 et 18).
Interprète : Dounia Coesens.
Fille de Blanche et François, sœur cadette de Lucas et petite-fille de Roland. Lycéenne, elle devient la petite amie de Rudy Torres et tombe enceinte, avant de faire une fausse couche. Après son baccalauréat, elle entre directement dans la vie active, travaillant notamment dans l'immobilier. Elle se marie trois fois au cours de la série : d'abord un mariage blanc avec son ami Jean-Baptiste Gauthier, puis un mariage d'amour (suivi d'un rapide divorce) avec Gaspard Espira, un artiste de rue, puis un mariage d'amour avec Xavier Revel, le substitut du procureur de Marseille. À la fin de la dixième saison, elle décide de reprendre ses études et s'installe à Paris. Elle revient ensuite occasionnellement à Marseille, notamment dans la quatorzième saison, où elle rompt avec Xavier, puis à la fin de la quinzième saison, où, désormais divorcée de Xavier, elle vient à la rescousse de son amie Estelle Cantorel, alors victime d'un chantage. Lors de la dix-huitième saison, elle réapparaît dans les deux derniers prime times de la série, pour assister à une réunion d'anciens élèves de son lycée (épisode Retrouvailles) puis au second mariage de ses parents (épisode Sept Mariages pour un enterrement, qui sert de conclusion à la série).
- Lucas Marci
Personnage apparaissant dans Plus belle la vie (saisons 1 — 2 et 18).
Interprète : Geoffrey Sauveaux.
Fils de Blanche et François, frère de Johanna et petit-fils de Roland, il est étudiant dans une école de cinéma. Un accident de voiture le laissera handicapé, mais il parviendra à remarcher avec le soutien de sa petite amie, Samia Nassri. Après sa rupture avec Samia, dans la deuxième saison, il quitte le Mistral pour rejoindre son père à La Nouvelle-Orléans. Il réapparaît ensuite beaucoup plus tard, dans la dix-huitième saison, lors du prime time qui sert de conclusion à la série (Sept Mariages pour un enterrement), afin d'assister au remariage de ses parents.

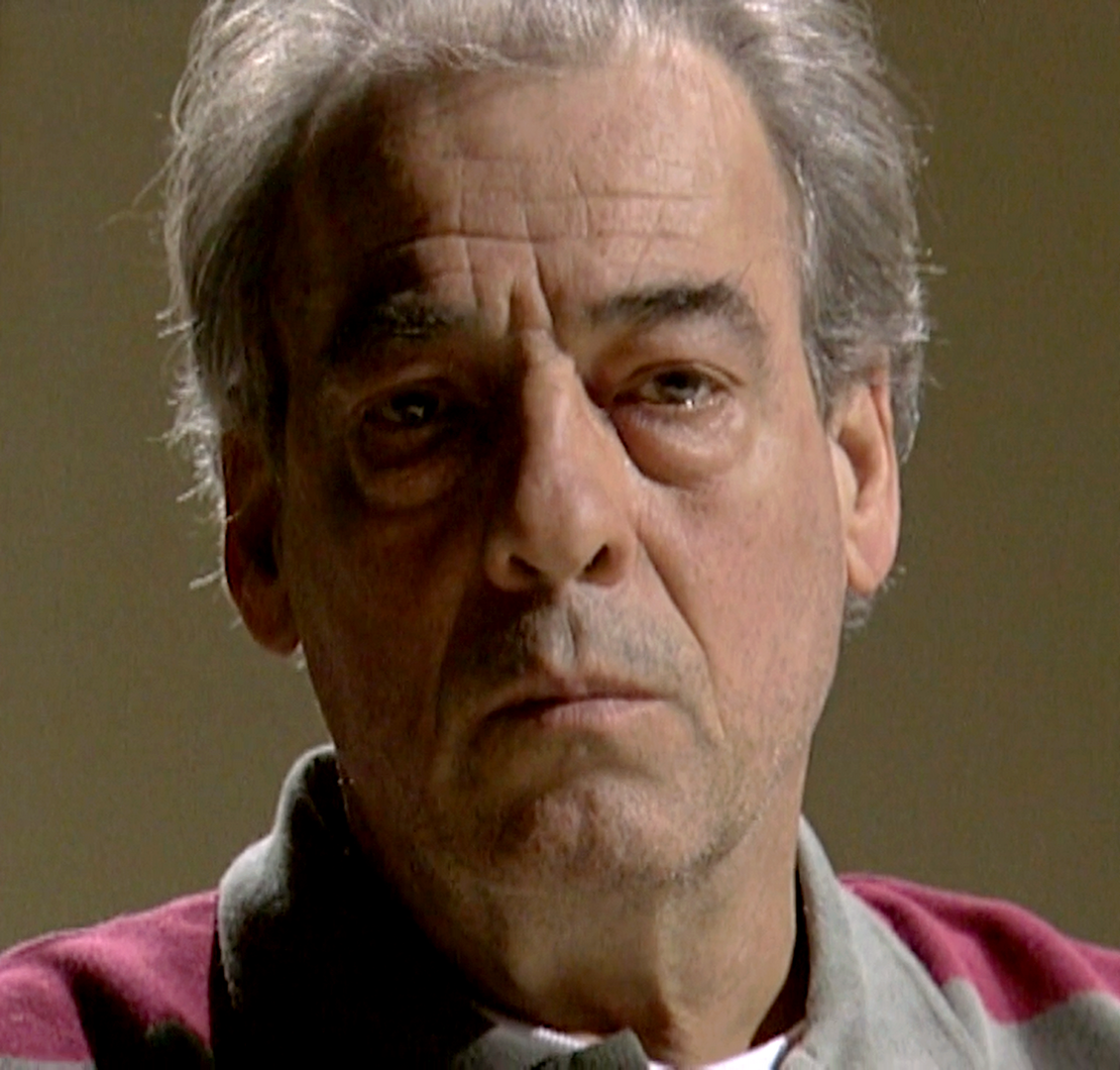
Michel Cordes joue le rôle de Roland Marci.

- Roland Marci
Personnage apparaissant dans Plus belle la vie (saisons 1 — 18).
Interprète : Michel Cordes.
Patron d'un bar situé dans le quartier du Mistral. Veuf (sa première épouse, Mireille, est morte d'un cancer), il est le père de François. Au cours de la première saison, Roland découvre qu'il a un deuxième fils, Thomas, né d'une relation adultérine. Au début de la cinquième saison, il épouse en secondes noces Mirta Torres, une voisine et amie de longue date, dont il finira toutefois par se séparer. Lors de la sixième saison, Roland voit réapparaître sa sœur, Corinne, mais leurs retrouvailles se termineront tragiquement. Dans la dix-septième saison, Roland avoue à son entourage qu'il a eu une liaison quinze ans auparavant avec une jeune femme, Sophie Corcel, qui lui a donné deux enfants, les jumeaux Kilian et Lola. Il meurt d'une crise cardiaque sur la place du Mistral lors de la dernière saison.
- Thomas Marci, né Lenoir
Personnage apparaissant dans Plus belle la vie (saisons 1 — 18) et dans Plus belle la vie, encore plus belle (saison 1 — présent).
Interprète : Laurent Kérusoré.
Fils cadet de Roland, né d'une relation adultérine. Sa mère, Iris Lenoir, a été assassinée ; c'est sa tante, Carole Lenoir, qui l'a élevé. Au cours de la première saison de Plus belle la vie, Thomas devient serveur dans le bar de Roland, qui va alors le reconnaître officiellement comme son fils. Homosexuel, il va vivre en couple avec Nicolas Barrel, un policier, puis avec Florian Estève, un juge d'instruction et enfin avec Gabriel Riva, un médecin, qu'il épouse dans la neuvième saison. Thomas et Gabriel adopteront ensemble deux adolescents, Baptiste et Thérèse. Plus tard, il ouvre un restaurant qu'il nomme Le Marci, avec Barbara Évenot, en face de l'ancien bar de son père et revend ses parts du bar à Léo Castelli, le père de Barbara. Thomas réapparaît ensuite dans Plus belle la vie, encore plus belle, où il est expliqué que son restaurant a été détruit par l'effondrement de plusieurs bâtiments dans le quartier du Mistral. Dans le premier épisode, il ouvre avec son demi-frère Kilian un nouveau bar-restaurant appelé « Le Mistral », situé à quelques rues de l'ancienne place du même nom.
- Claudio Marcos
Personnage apparaissant dans Plus belle la vie (saisons 3 et 8).
Interprète : Miguel Saez.
Photographe professionnel. Dans la saison 3, Estelle Cantorel lui sert de modèle afin de se débarrasser de ses complexes. Dans la saison 8, il est engagé par Johanna Marci, qui travaille désormais dans une agence immobilière, pour faire des photos pour le site Internet de l'agence ; Claudio accepte de baisser ses tarifs, mais prend en cachette des photos pornographiques dans les appartements pour rentrer dans ses frais.
- Cristal Martin-Balester
Personnage apparaissant dans Plus belle la vie (saisons 9, 13 et 14).
Interprète : Fadia Dumont.
Première petite amie de Léa Leroux. Cristal et Léa vivront leur première expérience homosexuelle ensemble, pendant leur adolescence, avant de s'installer en Suisse. Au début de la treizième saison, Cristal suit Léa à Marseille lorsque celle-ci vient y faire son internat de médecine, avant de repartir en Suisse. Dans la quatorzième saison, Léa se sépare d'elle.
- Jennifer Maseron
Personnage apparaissant dans Plus belle la vie, encore plus belle (saison 1 — présent).
Interprète : Diane Dassigny.
Née sous le nom d'Ambre Castain. Elle est recrutée par le cabinet médical comme secrétaire. À la suite de l'affaire Pascal Brach, elle quitte le cabinet.
- Jacques Maury
Personnage apparaissant dans Plus belle la vie (saisons 3 — 4).
Interprète : Christian Morin.
Expert financier, engagé pour conseiller Charlotte Le Bihac, dont la boutique traverse alors de graves difficultés financières. Il tombe amoureux de Charlotte et la séduit. Charlotte tombe sous le charme de Jacques et accepte de l'épouser, mais elle le trompe dès le lendemain du mariage avec leur jardinier, Marco Cavallari. Peu après, Jacques est assassiné par Diane Béraud, une femme travaillant pour une association à laquelle il avait légué sa fortune.
- Étienne Mazelle
Personnage apparaissant dans Plus belle la vie (saison 17).
Interprète : Stéphane Boucher.
Commissaire de police proche de la retraite, qui se retrouve à la tête du commissariat à la place de Patrick Nebout. Derrière ses airs de patriarche bienveillant, le commissaire cache qu'il est responsable de l'accident qui, deux ans auparavant, a privé le jeune Mouss Bongor de l'usage de ses jambes. Mazelle souhaite faire taire le jeune homme coûte que coûte et s'arrange pour le faire accuser d'un meurtre. Finalement démasqué, Mazelle est emprisonné et se fait remplacer à son poste par le commissaire Raphaël Cissé.
- Stan Mercier
Personnage apparaissant dans Plus belle la vie (saisons 14 — 18).
Interprète : Cyril Durel.
Petit frère d'Anne Olivieri. Il enchaîne les crimes et délits mais peut toujours compter sur le soutien de sa sœur commissaire, qui le couvre auprès de sa hiérarchie. Anne agit ainsi notamment pour se racheter du calvaire que son frère a vécu à cause de leur père violent. Dans la saison 16, il devient le petit ami de Sabrina Gocelin. Soupçonné d'avoir assassiné le psychiatre Alex Melmont, dont il était l'un des patients, Stan finira par s'accuser de ce crime pour protéger la vraie coupable : Sabrina. Dans la saison 18, il s'évade lors d'un transfert de détenus et tente de retrouver Sabrina, dans l'espoir de partir en cavale avec elle, mais il est finalement rattrappé par la police.
- Tony Mercier, alias Jimmy Moon
Personnage apparaissant dans Plus belle la vie (saisons 12 et 14 — 17).
Interprète : David van Severen.
Ancien petit ami de Sabrina Gocelin et de Wendy Lesage. Il deviendra une vedette de l'émission de télé-réalité Les Niçois à Marseille.
- Cédric Metzger
Personnage apparaissant dans Plus belle la vie (saison 6).
Interprète : Brice Hormain.
Fils de Corinne Metzger et neveu de Roland Marci. Il vient à Marseille pour en savoir plus sur la mort de son père, Hervé Germain, qu'il n'a pas connu. Il va jusqu'à séquestrer Roland lorsqu'il croit que ce dernier est son meurtrier. Il quitte le Mistral peu après la mort de sa mère.
- Corinne Metzger
Personnage apparaissant dans Plus belle la vie (saison 6).
Interprète : Éliane Gallet.
Sœur cadette de Roland Marci. Installée depuis de nombreuses années à Mulhouse, elle a un fils, Cédric, né de sa relation avec Hervé Germain, un homme qui l'a quittée alors qu'elle était enceinte. Elle a finalement tué Hervé avec la complicité de la fiancée de ce dernier, Anémone Vitreuil, mais c'est Roland qui a caché le cadavre dans la cave de l'hôtel Select. Plus de vingt ans après les faits, Corinne et Roland se retrouvent à Marseille, mais Corinne est à son tour assassinée quelques semaines plus tard par Louise Bordier, une déséquilibrée.
- Fernand Mirbeau
Personnage apparaissant dans Plus belle la vie (saisons 4 — 5).
Interprète : Jo Doumerg.
Père de Virginie, pêcheur et grand ami de Roland Marci, dont il est le fournisseur. Il n'apparaît que de manière sporadique.
- Virginie Mirbeau
Personnage apparaissant dans Plus belle la vie (saisons 4 — 5).
Interprète : Virginie Pauc.
Chef de chantier travaillant pour Phénicie. Lesbienne, elle sera pendant quelques mois la compagne de Céline Frémont.
- Isabelle Monod
Personnage apparaissant dans Plus belle la vie (saisons 6 et 8).
Interprète : Marianne Amy.
Conseillère à Pôle Emploi. Elle s'occupe du cas de Benoît Cassagne, puis plus tard de Djawad Sangha quand ces derniers recherchent un emploi.
- Cédric Morel
Personnage apparaissant dans Plus belle la vie (saisons 5 et 6).
Interprète : Cris Campion.
Homme de main de Richard Toreille, un truand lyonnais. Violent et très dangereux, il est arrêté lors du premier prime time de la cinquième saison et envoyé aux Baumettes. Dans la sixième saison, il devient le co-détenu de Benoît Cassagne, alors injustement soupçonné d'être un violeur. Benoît subit les brimades de Cédric, jusqu'au jour où il se révolte et lui casse le bras. Cédric va alors chercher à se venger.
- Nell Morton
Personnage apparaissant dans Plus belle la vie (saisons 15 — 16).
Interprète : Héloïse Adam.
Mère porteuse que Céline Frémont a choisie pour porter son bébé. Céline décide de loger Nell chez elle jusqu'à la fin de sa grossesse. Elle accouchera quelques jours plus tard d'un petit garçon que Céline décide de prénommer Gabin. Mais, malgré leur arrangement, Nell souffre d'être séparée de l'enfant qu'elle a mis au monde, au point qu'elle va l'enlever quelques jours après sa naissance, avant de se raviser et de revenir chez Céline en pleurs. Céline décide alors d'exercer une parentalité conjointe avec Nell.
- Ian Moss
Personnage apparaissant dans Plus belle la vie (saisons 14, 15 et 17).
Interprète : Matt Mella.
Fondateur australien de l'entreprise Green Tech Solutions.
- Arnaud Mougin
Personnage apparaissant dans Plus belle la vie (saisons 12 et 16).
Interprète : Renaud Roussel.
Homme d'affaires, mari de Claire. Il est comme elle ambitieux et prêt à tuer pour arriver à ses fins. Devenu stérile à la suite d'une bagarre, il n'a pas pu avoir d'enfant avec son épouse et l'a même poussée à faire un enfant, Océane, avec un autre homme, Sacha Malkavian. Avec la complicité de sa femme, il essaye de se venger de Jérôme Belesta, qu'il accuse injustement d'être l'homme qui l'a rendu stérile, mais sa vengeance finit par se retourner contre lui. Un temps laissé pour mort dans une noyade, il revient au début de la saison 16 pour se venger de Sacha. Il s'avère ensuite qu'Arnaud est également l'assassin de Jérôme Belesta. Il sera toutefois arrêté et emprisonné avant d'avoir pu tuer Sacha.
- Claire Mougin
Personnage apparaissant dans Plus belle la vie (saisons 11 — 13).
Interprète : Vanessa Valence.
Vice-procureur, puis procureur de la République. Mariée avec Arnaud, Claire est une ancienne maîtresse de Sacha Malkavian, avec qui elle a eu une fille, Océane. En apparence intègre, elle pense avant tout à sa carrière et n'hésite pas à enfreindre la loi pour arriver à ses fins. Ses manœuvres finiront par lui coûter sa carrière. Alors que son mari a été laissé pour mort dans une noyade, elle quitte Marseille, en laissant à Sacha la garde d'Océane, qu'elle juge responsable de la disparition d'Arnaud. Elle revient toutefois à Marseille dans la treizième saison, en prétendant vouloir se réconcilier avec sa fille, mais en réalité, elle est revenue pour se venger de ceux qu'elle estime responsables de sa chute. Elle fait un chantage au tueur en série Nicolas Berger, alias « l'Enchanteur », pour qu'il élimine ses ennemies à sa place. La situation finit toutefois par se retourner contre elle, puisqu'elle sera elle-même tuée par l'Enchanteur.
- Océane Mougin[N 13]
Personnage apparaissant dans Plus belle la vie (saisons 12 — 13).
Interprète : Alexia Fourmond.
Fille de Claire Mougin et de Sacha Malkavian. Croyant que son père est Arnaud Mougin, l'homme qui l'a élevée, elle vit une histoire d'amour charnelle avec Jonas Malkavian, en étant loin d'imaginer que ce dernier est son demi-frère. Ce n'est qu'après qu'elle apprendra son lien de parenté avec Sacha et Jonas. Après la disparition d'Arnaud et le départ de Claire, elle s'installe avec Sacha. Quelques mois plus tard, Océane est confrontée à ses retrouvailles difficiles avec sa mère, puis à l'assassinat de celle-ci par l'Enchanteur, un tueur en série. Plus tard, elle rencontre sa cousine Lola (la fille de son oncle Michaël), avant de quitter le Mistral pour faire des études à l'étranger. Il est expliqué par la suite qu'Océane a sombré dans la folie et qu'elle a été internée dans un hôpital psychiatrique aux États-Unis.
- Cyril Muntz
Personnage apparaissant dans Plus belle la vie (saisons 3 et 4).
Interprète : Laurent Salsac.
Passant qui se fait renverser en voiture par Mélanie Rinato. Il profite de la pitié de celle-ci lorsqu'elle lui rend visite à l'hôpital. Il force Malik et Mélanie à lui trouver du travail et à le nourrir, se dissimulant derrière l'apparence d'un incapable. Dans la quatrième saison, il travaille quelques jours au Select, avant d'être engagé au commissariat en tant qu'auxiliaire d'agent administratif. Il sera tué accidentellement par Djamila Nassri, la cousine de Malik et Samia.
- Dominique Musy
Personnage apparaissant dans Plus belle la vie (saisons 5 — 8).
Interprète : Jérémie Chaplain.
Sans domicile fixe, vivant d'emplois précaires. Il va vivre une brève histoire d'amour avec Mélanie Rinato dans la cinquième saison. Il vient par la suite épisodiquement au Mistral dans les saisons ultérieures.

### N
- Jérôme Narcier
Personnage apparaissant dans Plus belle la vie (saisons 4, 6 et 7).
Interprète : Arsène Jiroyan.
Détective privé. Il travaille tout d'abord pour Jacques Maury quand celui-ci soupçonne son épouse Charlotte d'infidélité, puis plus tard pour Charles Frémont. Il sera emprisonné pour avoir aidé Frémont dans une machination pour qu'Ève Tressere cède son salon de beauté, allant jusqu'à la faire accuser de cannibalisme.
- Ahmed Nassri
Personnage apparaissant dans Plus belle la vie (saisons 1, 6, 7, 9 et 17).
Interprète : Lakhdar Mouissette, puis Mostéfa Stiti, remplacé à partir de la saison 6 par Slimane Benaïssa.
Père de Malik et Samia Nassri. Installé à Marseille, il décide au cours de la première saison de revenir dans son Algérie natale avec sa femme, Ouarda. Il veut que leur fille, Samia, les suive et qu'elle se marie sur place. Cette dernière refuse et obtient finalement l'autorisation de rester en France, tandis qu'Ahmed et Ouarda retournent en Algérie. À partir de la sixième saison, Ahmed revient épisodiquement à Marseille, notamment à l'occasion d'une intrigue policière où il est révélé qu'il a été membre du FLN pendant la guerre d'Algérie.
- Malik Nassri
Personnage apparaissant dans Plus belle la vie (saisons 1 — 4).
Interprète : Sofiane Belmouden.
Frère aîné de Samia. D'abord serveur au bar de Roland Marci pour pouvoir financer ses études de droit, il devient ensuite avocat. Lorsque ses parents décident de retourner dans leur Algérie natale, Malik héberge à son domicile sa sœur cadette, Samia. Plus tard, il se met en couple avec Mélanie Rinato. À la fin de la quatrième saison, il tue accidentellement un homme ayant blessé par balle Samia. Plutôt que de se rendre à la police, Malik décide alors de fuir de Marseille, après avoir fait ses adieux à Mélanie. Dans la saison 17, il est expliqué que Malik vient d'être retrouvé mort en Algérie, dans un accident de voiture, aux côtés de Samia, également décédée.
- Ouarda Nassri
Personnage apparaissant dans Plus belle la vie (saisons 1, 9 et 13 — 14).
Interprète : Saïda Bekkouche, remplacée à partir de la saison 9 par Tassadit Mandi.
Mère de Malik et Samia. Au cours de la première saison, elle retourne en Algérie avec son époux, Ahmed Nassri. Comme son mari, elle ne revient ensuite qu'épisodiquement à Marseille, notamment à l'occasion de la naissance de sa petite-fille Lucie.

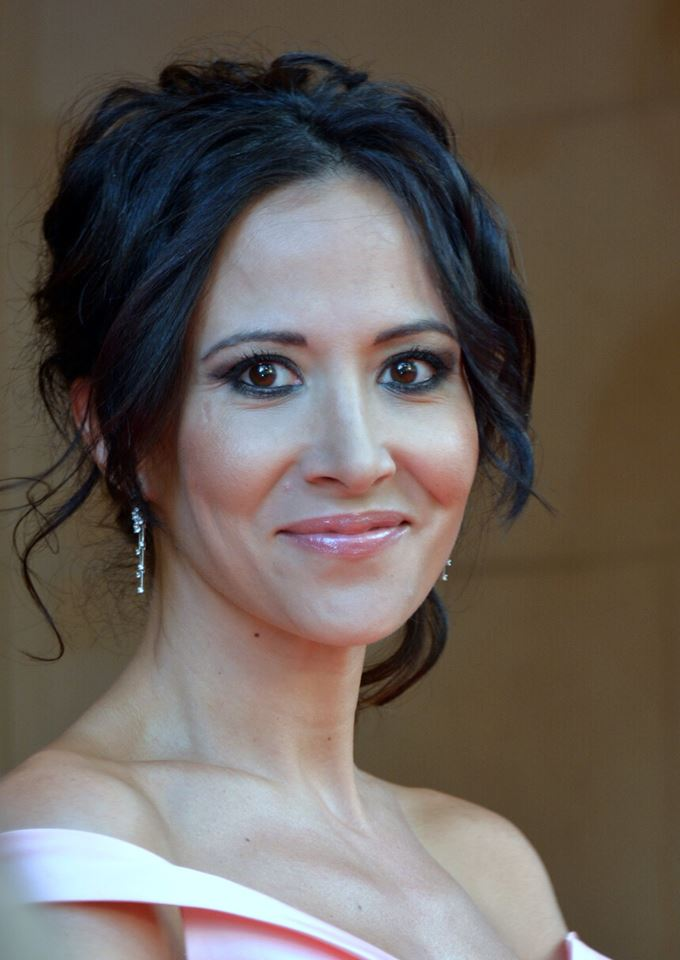
Fabienne Carat joue le rôle de Samia Nassri.

- Samia Nassri
Personnage apparaissant dans Plus belle la vie (saisons 1 — 18).
Interprète : Fabienne Carat.
Sœur cadette de Malik. Sa vie amoureuse sera marquée notamment par sa relation avec Lucas Marci, puis avec Fabien Rinato. Dans la quatrième saison, Samia abandonne ses études d'informatique pour intégrer une école de police. Travaillant au commissariat près du Mistral, elle deviendra l'épouse de Jean-Paul Boher, un collègue avec lequel elle aura une fille, Lucie, née dans la neuvième saison. Après sa rupture avec Jean-Paul, Samia démissionne de la police et devient professeure de self-défense aux Belles du Mistral, le salon de son amie Estelle Cantorel. Par la suite, elle se met en couple avec le député Hadrien Walter et se lance en politique à ses côtés, devenant en avril 2020 première adjointe à la mairie de Marseille. Samia se fiance avec Hadrien, mais elle finit par lui dire « non » à la mairie, après avoir pris conscience du fait qu'elle est toujours amoureuse de Jean-Paul. Peu après, elle part en Algérie pour enquêter sur Julien Barrault, un homme politique d'extrême droite, mais elle est finalement retrouvée morte dans un accident de voiture aux côtés de son frère, Malik. Elle réapparaît toutefois sous forme de fantôme devant Jean-Paul à la fin de la série.
- Élisabeth « Babeth » Nebout
Personnage apparaissant dans Plus belle la vie (saisons 8 — 18) et dans Plus belle la vie, encore plus belle (saison 1 — présent).
Interprète : Marie Réache.
Infirmière, ancienne épouse de Jean-François Leroux, avec lequel elle a eu deux filles, les jumelles Léa et Émilie. Elle s'est remariée avec Patrick Nebout, avec qui elle a eu un fils, Valentin. Elle s'installe à Marseille dans la huitième saison de Plus belle la vie, en raison d'une opportunité professionnelle. Son mari Patrick, sa fille Léa et son fils Valentin la suivent. Son autre fille, Émilie, les rejoint quelques mois plus tard. Par la suite, Babeth voit arriver à Marseille ses parents, Jocelyn et Yolande, qui se montrent particulièrement envahissants. Dans la dix-septième saison, elle tombe enceinte sans l'avoir voulu mais, le délai pour avorter étant passé, elle garde l'enfant, un garçon qui sera nommé Raphaël. Elle réapparaît ensuite dans Plus belle la vie, encore plus belle, où il est expliqué qu'elle a entretemps quitté l'hôpital Marseille-Est pour fonder, avec sa fille Léa et son confrère Gabriel Riva, un cabinet médical juste en face du nouveau « Mistral ».

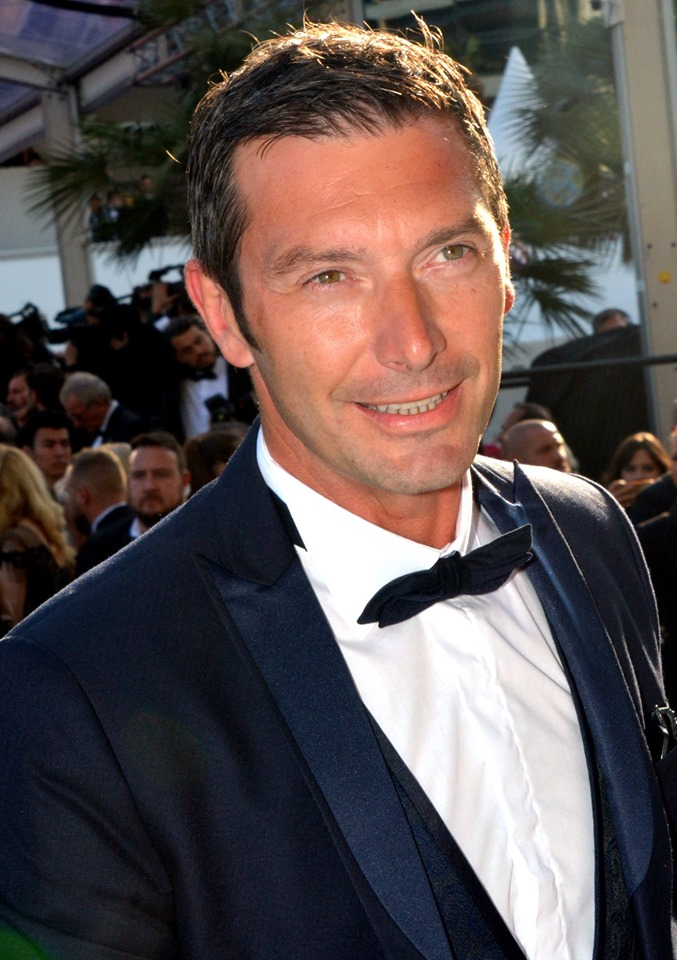
Franck Sémonin, premier interprète du rôle de Patrick Nebout.

- Patrick Nebout
Personnage apparaissant dans Plus belle la vie (saisons 8 — 18) et dans Plus belle la vie, encore plus belle (saison 1 — présent).
Interprète : Franck Sémonin (PBLV, saisons 8 — 9), puis Jérôme Bertin (PBLV, saisons 9 — 18 et PBLVEPB, saison 1 — présent).
Commandant, puis commissaire de police, second mari de Babeth, père de Valentin. Après avoir longtemps vécu à Paris, il demande sa mutation à Marseille, pour suivre sa femme. Dès lors, il travaille dans le même commissariat que Jean-François Leroux, l'ex-mari de Babeth, dont il devient le supérieur hiérarchique. Ayant été adopté, Patrick enquête sur ses origines dans la saison 9 de Plus belle la vie et découvre que sa mère a été assassinée. Dans la saison 10, il retrouve son véritable père, Daniel, un ancien braqueur, mais celui-ci meurt peu de temps après. Dans la saison 14, il se fait momentanément passer pour mort afin de coincer les frères Libérati, un clan de mafieux corses. Dans la saison 17, il est victime d'un viol et tombe sous la coupe d'un dangereux gourou, qui l'éloigne momentanément de sa famille et qui le pousse à tromper Babeth avec une autre femme. Il réapparaît ensuite avec Babeth dans Plus belle la vie, encore plus belle.
- Valentin Nebout
Personnage apparaissant dans Plus belle la vie (saisons 8 — 11 et 13).
Interprète : Louis Duneton (saisons 8 — 11), puis Valentin Baldi (saison 13).
Fils de Patrick et Babeth, demi-frère de Léa et Émilie Leroux. Lycéen, il accumule les échecs amoureux. Après avoir raté son baccalauréat, il part aux États-Unis pour un stage linguistique. Il trouve alors l'amour en la personne d'une lycéenne américaine, Lily-Rose, pour qui il décide de rester aux États-Unis et de passer son baccalauréat au lycée français de Los Angeles. Il revient momentanément au Mistral dans la saison 13 après sa rupture avec Lily-Rose. Il est entretemps devenu un fervent écologiste et adopte un mode de vie végan, au grand dam de ses parents. Par la suite, il déménage en Angleterre.
- Alexandra Neuville
Personnage apparaissant dans Plus belle la vie (saisons 12 et 13).
Interprète : Eléa Clair.
Prostituée de carrière. Elle sera d'une grande aide à Emma Rimez pendant la période où celle-ci va se prostituer.
- Sylvie Nollet
Personnage apparaissant dans Plus belle la vie (saisons 4 et 5).
Interprète : Marion Dumas.
Employée à la mairie de Marseille. Elle est en couple avec Virginie Mirbeau, jusqu'au jour où celle-ci la quitte pour Céline Frémont.
- Éric Norman
Personnage apparaissant dans Plus belle la vie (saisons 13 — 18) et dans Plus belle la vie, encore plus belle (saison 1 — présent).
Interprète : Régis Maynard.
Capitaine de la brigade anticriminalité venant du commissariat du Canet. Comme sa collègue Ariane, il rejoint le commissariat du Mistral au cours de la treizième saison de Plus belle la vie, après l'incendie de leur propre commissariat. Éric est en réalité homosexuel et exagère lourdement son attitude, notamment avec les femmes, pour cacher son orientation sexuelle. Il aura une courte aventure avec Thomas quand le couple de ce dernier sera en crise. Dans la quinzième saison, l'homosexualité d'Éric est révélée au grand jour par un rappeur homophobe appelé Shark, qui l'a surpris en train d'embrasser un homme dans la rue. Éric décide de quitter la police. Dans Plus belle la vie, encore plus belle, il est désormais agent de sécurité, et aide Luna Torres et Blanche Marci dans leur projet d'association au Pavillon des fleurs.
- Gary Novak
Personnage apparaissant dans Plus belle la vie (saison 12).
Interprète : Pierre-André Gilard.
Truand violent et dangereux, un des plus grands trafiquants de drogue sur Marseille. Il est en couple avec Vanessa Paolini, avec qui il a un fils, Jordan. Abdel Fedala devient son avocat et se retrouve impliqué à ses côtés dans des affaires de plus en plus illégales. Craignant pour la vie de Vanessa, la compagne de Gary, Abdel décide finalement d'envoyer ce dernier en prison. Derrière les barreaux, Gary va faire vivre un enfer à son co-détenu, Max Soucra, mais celui-ci, payé par Abdel, finira par le tuer.
- Jordan Novak
Personnage apparaissant dans Plus belle la vie (saisons 12 — 13).
Interprète : Loqmat-Tarik Amirat.
Fils de Vanessa Paolini et du truand Gary Novak. Après le décès de son père, il a du mal à accepter Abdel Fedala, le nouveau compagnon de Vanessa. Lorsqu'Abdel et sa mère se séparent, il suit cette dernière en Corse.

### O
- Anne Olivieri
Personnage apparaissant dans Plus belle la vie (saisons 13 — 15 et 18).
Interprète : Marie Daguerre.
Commissaire de police. Elle dirige le commissariat du Canet, jusqu'au jour où celui-ci est incendié ; elle s'installe alors avec son équipe au commissariat du Mistral, dont elle prend les rênes à la place de Patrick Nebout. Avec son frère, Stan Mercier, elle a eu une enfance difficile auprès d'un père violent. Depuis, Anne veut se racheter du calvaire que Stan a vécu et se sert de son métier de policier pour le protéger lorsqu'il a des problèmes avec la justice. Plus tard, elle parvient à séduire Patrick Nebout et devient momentanément sa maîtresse. Alors que Stan est hospitalisé après avoir été victime d'un incendie provoqué par Jocelyn, le beau-père de Patrick, Anne entreprend de se venger de la famille Nebout. Elle finit par se suicider avec son arme de service, sous les yeux de Patrick. Ensuite, celui-ci reprendra de nouveau la direction du commissariat après sa mort. Anne réapparaît ensuite devant Patrick sous la forme d'une hallucination (ou d'un fantôme ?) lors de la dix-huitième et dernière saison du feuilleton.
- Émir Osmanovitch
Personnage apparaissant dans Plus belle la vie (saisons 7 — 10).
Interprète : Clément Rouault.
Trafiquant de drogue. Sous les ordres du politicien corrompu Jean-Noël Latour, il fait un chantage à Rudy Torres, qui va être momentanément obligé de travailler pour lui. Il revient à la fin de la neuvième saison, où il cherche à faire passer de l'argent en Suisse, avec l'aide de Victoire Lissajoux, qui travaille alors dans la gestion de patrimoine. Il est finalement arrêté et emprisonné grâce à la lettre d'aveux de Victoire et au témoignage d'un de ses complices.

### P
- Adriana Paoletti
Personnage apparaissant dans Plus belle la vie (saisons 6 — 8, puis 10 et 12).
Interprète : Charlotte Boimare.
Infirmière. Avec l'aide de Guillaume Leserman, elle parvient à échapper à l'emprise de son mari violent, Xavier Provin. Adriana va alors vivre une histoire d'amour avec Guillaume et s'installe à son domicile en compagnie de sa fille, Alix. Atteinte d'un cancer du foie, elle épouse Guillaume peu avant de mourir. Dans la dixième saison, l'image d'Adriana (ou son fantôme ?) réapparaît devant Guillaume, alors que celui-ci croit être atteint d'une tumeur au cerveau. Elle réapparaît ensuite dans le dernier prime time de la douzième saison.
- Vanessa Paolini
Personnage apparaissant dans Plus belle la vie (saisons 12 — 13).
Interprète : Shemss Audat.
Compagne de Gary Novak, un truand marseillais avec qui elle a eu un fils, Jordan. Elle va tromper Gary avec son avocat, Abdel Fedala. Quand Novak découvre la vérité, il veut tuer Abdel, mais grâce à l'aide de son père, Abdel et Vanessa vont réussir à tuer Novak et vont pouvoir vivre leur histoire d'amour. Devenu à son tour un caïd du milieu marseillais, Abdel finit par tuer Doumé, le cousin de Vanessa, ce qui poussera cette dernière à le quitter pour s'installer en Corse.
- Roselyne Pérez
Personnage apparaissant dans Plus belle la vie (saisons 14 — 16).
Interprète : Morgane Bontemps.
Surveillante à la prison des Baumettes, écrivain d'heroic fantasy à ses heures perdues.
- Jacques Perrin
Personnage apparaissant dans Plus belle la vie (saisons 12 — 13).
Interprète : Jean-Pierre Cormarie.
Juge d'instruction, allié de Claire Mougin. Il accepte volontiers les pots-de-vin de la part d'Abdel Fedala et est adepte des parties fines. Il est finalement muté dans les DROM.
- Charles-Henri Picmal
Personnage apparaissant dans Plus belle la vie (saisons 1 — 2 et 7).
Interprète : Richard Guedj.
Politicien corrompu, adjoint au maire de Marseille, il est le patron de Céline Frémont et de Vincent Chaumette au début de la série. Dans la deuxième saison, il devient brièvement le compagnon de Mirta Torres, avant d'être emprisonné pour une affaire de meurtres. Lors de la septième saison, il s'évade, avant d'être tué accidentellement par Norbert, un malfrat à qui il devait de l'argent.
- Pauline Prieur
Personnage apparaissant dans Plus belle la vie (saisons 11 — 12).
Interprète : Lucie Rébéré.
Sœur de Stéphane Prieur. Elle se fait embaucher comme serveuse au bar du Mistral. D'un naturel enjoué et joyeux, elle est rapidement appréciée des clients et de son employeur. Elle est finalement assassinée par Thierry Delport, un copycat imitant les crimes du tueur en série surnommé « l’Enchanteur ».
- Stéphane Prieur
Personnage apparaissant dans Plus belle la vie (saisons 8 — 14).
Interprète : Stéphane Bierry.
Infirmier à l'hôpital Marseille-Est. Séducteur invétéré, il est divorcé et a une fille, Zoé. Il se lie d'amitié avec Benoît Cassagne, dont il deviendra le colocataire. Au début de la douzième saison, il est confronté à l’assassinat de sa sœur Pauline, dont il est très proche. À partir de la saison 13, Stéphane et Benoît vivent un ménage à trois avec Ève Tressere. Dans la quatorzième saison, Ève met un terme à leur couple libre. Quelques mois plus tard, Stéphane perd son poste d'infirmier à l'hôpital, à la suite de coupes budgétaires. Il retrouve un poste d'infirmier en EHPAD, loin de Marseille.
- Zoé Prieur
Personnage apparaissant dans Plus belle la vie (saisons 10 — 13).
Interprète : Marie Drion.
Fille de Stéphane et de son ex-femme, Magalie. Scolarisée au lycée Scotto, elle se lie d'amitié avec Thérèse et Baptiste Riva-Marci et Océane Mougin et vit une brève histoire d'amour avec Kevin Belesta. Dans la saison 13, Zoé obtient son baccalauréat, puis quitte définitivement le quartier du Mistral.
- Alix Provin
Personnage apparaissant dans Plus belle la vie (saisons 6 — 8).
Interprète : Lubna Gourion.
Fille d'Adriana Paoletti et de son premier mari, Xavier Provin. En pleine crise d'adolescence, elle est confrontée à l'incarcération de son père pour violences conjugales. Après le mariage de Guillaume Leserman avec Adriana et la mort de cette dernière, Guillaume devient le tuteur légal d'Alix. Quelques mois plus tard, Alix quitte le Mistral pour rejoindre sa grand-mère en Italie.
- Xavier Provin
Personnage apparaissant dans Plus belle la vie (saisons 6 et 8).
Interprète : Nicolas Devanne.
Premier mari d'Adriana Paoletti et père d'Alix Provin, il est ambulancier. Il est violent avec sa femme. Acceptant mal le fait que cette dernière se sépare de lui, il fait enlever sa fille pour tenter de la récupérer, ce qui lui vaut d'être envoyé en prison. Dans la huitième saison, Adriana, condamnée par un cancer, cherche à obtenir la libération conditionnelle de Xavier pour qu'il s'occupe d'Alix après sa mort. Finalement, voyant qu'Alix a peur de lui, elle change d'avis et épouse Guillaume Leserman, pour que celui-ci devienne le tuteur légal d'Alix.
- Catherine Pujol
Personnage apparaissant dans Plus belle la vie (saisons 8, 9 et 12 — 13).
Interprète : Stéphanie Daniel.
Ex-compagne de Karim Fedala et mère d'Abdel. Karim a violemment rejeté Catherine lorsqu'il a découvert qu'elle le trompait avec son frère, Hocine. Karim a donc élevé Abdel seul, tandis que Catherine est partie vivre à Paris, où elle travaille comme caissière. Dix-huit ans plus tard, Catherine revient à Marseille pour faire la connaissance d'Abdel et entame une liaison avec Léo Castelli. Elle manigance alors avec Hocine pour tuer Karim et récupérer son cercle de jeux. Catherine et Hocine sont finalement démasqués et emprisonnés. Dans la saison suivante, Catherine est condamnée à une longue peine de prison, mais elle s'évade et s'enfuit à l'étranger, avec l'aide de Karim et d'Abdel. À la fin de la saison 12, elle revient à Marseille afin de retrouver son fils Abdel, qui lui manquait terriblement. Entre-temps, Abdel est devenu le chef d'un gang marseillais, ce qui vaudra à Catherine d'être tuée par un gang rival.
- Charly Puyvalador
Personnage apparaissant dans Plus belle la vie (saisons 8 — 9).
Interprète : Denis Cherer.
Herboriste, il élève seul son fils Ulysse depuis la mort de son épouse. Il va vivre en couple pendant quelques mois avec Blanche Marci. Ils se séparent à la suite du deuxième prime time de la neuvième saison, Petits Arrangements avec l'amour. Blanche consacrera à leur relation un récit autobiographique intitulé Charly.
- Ulysse Puyvalador
Personnage apparaissant dans Plus belle la vie (saisons 8 — 9).
Interprète : Alexandre Bacon.
Fils de Charly Puyvalador, avec qui il s'installe au domicile de Blanche Marci au cours de la huitième saison. Dans la neuvième saison, n'arrivant pas à s'intégrer au lycée Vincent Scotto, il décide de partir dans un pensionnat à Rennes. Il revient brièvement quelques mois plus tard, lors du dernier prime time de la neuvième saison, Nuit blanche.

### R
- Étienne Régnier
Personnage apparaissant dans Plus belle la vie (saisons 9 — 11).
Interprète : Francis Boulogne.
Journaliste au Courrier du Littoral. Il devient le mari de Mélanie Rinato dans la onzième saison. Malgré des débuts idylliques, leur relation se dégrade et ils finissent par divorcer. Il est sous-entendu qu'Étienne avait en réalité un double visage et pouvait se montrer violent verbalement.
- Yvette Régnier
Personnage apparaissant dans Plus belle la vie (saisons 9 et 11).
Interprète : Alix Mahieux.
Mère d'Étienne Régnier.
- Rémi
Personnage apparaissant dans Plus belle la vie (saisons 15 — 16).
Interprète : Samuel Allain Abitbol.
Jeune homme porteur de la trisomie 21, originaire de Lille. Il est engagé comme serveur au Mistral dans le cadre d'un programme d'insertion pour personnes handicapées cognitives. Il apprécie beaucoup Barbara, qu'il trouve très jolie, contrairement à Sabrina qu'il trouve méchante et à Claire qu'il trouve « pas jolie ».
- Agnès Revel
Personnage apparaissant dans Plus belle la vie (saisons 4 — 6).
Interprète : Virginie Ledieu.
Journaliste, épouse (puis ex-épouse) de Benoît Cassagne, mère de Raphaël et Sybille Cassagne. Travaillant comme rédactrice en chef à la Dépêche marseillaise, elle choisit de reprendre sa carrière de grand reporter lorsqu'elle découvre la liaison de Benoît avec Ninon Chaumette. Agnès et Benoît divorcent quelque temps après. Dans la cinquième saison, il est révélé qu'Agnès a fait plus de quinze ans auparavant un don d'ovocyte dont a bénéficié une autre femme, Florence Deschamps, qui a ainsi pu donner naissance à un fils, Quentin. Dans la sixième saison, Agnès manigance pour éloigner Ninon de sa famille, ce qui lui vaut de s'attirer la haine de ses enfants. Rejetée par Raphaël, elle quitte le Mistral.

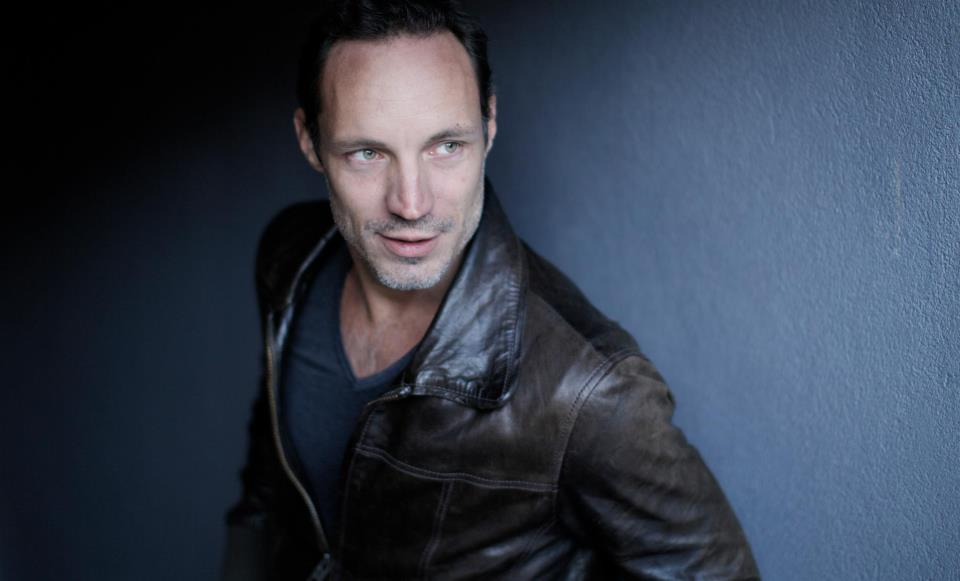
Grégory Questel joue le rôle de Xavier Revel.

- Xavier Revel
Personnage apparaissant dans Plus belle la vie (saisons 7 — 10, 14 et 16 — 18).
Interprète : Grégory Questel.
Frère d'Agnès Revel et oncle de Raphaël et Sybille Cassagne. Exerçant les fonctions de substitut du procureur, il deviendra le compagnon de Johanna Marci. Dans la huitième saison, Xavier et Johanna deviennent les héritiers de Lydie de la Perthuis, une vieille dame très riche qui leur a légué la moitié de sa fortune. Dans la dixième saison, Xavier et Johanna se marient et quittent Marseille (Xavier ayant accepté un poste à Épinal et Johanna ayant décidé de reprendre ses études à Paris). Dans la quatorzième saison, Xavier est  nommé procureur de la République de Marseille. Il prend la défense du nouveau mari de Blanche, Nicolas Berger, lorsque Johanna soupçonne ce dernier d'être « l’Enchanteur », un tueur en série. Cette erreur lui coûtera son mariage avec Johanna et son travail. Il retrouve néanmoins de hautes fonctions au parquet marseillais dans la saison 16. Par la suite, il va vivre une histoire d'amour contrariée avec Elsa Bailly, alors en délicatesse avec la justice.
- Sonia « Sunny » Ribeira
Personnage apparaissant dans Plus belle la vie (saisons 1 et 4).
Interprète : Marion Stamegna.
Jeune femme qui sort brièvement avec Rudy Torres, alors qu'ils consomment tous deux de l'ecstasy. Elle réapparaît ensuite au cours de la quatrième saison : désormais séropositive, elle est héroïnomane et se prostitue. Agathe Robin, elle-même ancienne prostituée, va l'héberger et va l'aider à sortir de la prostitution. Sunny va vivre une histoire d'amour avec Thibaud Josselin, le médecin de quartier. Le couple finira par quitter Marseille pour s'installer à Saint-Jean-de-Luz.
- Claire Richet
Personnage apparaissant dans Plus belle la vie (saisons 14 — 18).
Interprète : Annie Grégorio.
Serveuse au bar du Mistral. Adepte du tout naturel et du fait maison, elle a un caractère bien trempé et a souvent des relations difficiles avec sa collègue, Sabrina. Dans la dix-septième saison, Claire se met en couple avec Léo Castelli.
- Camille Rimez
Personnage apparaissant dans Plus belle la vie (saisons 17 — 18).
Interprète : Lisa Cipriani.
Fille d'Alice Ruiz et petite sœur d'Emma. Camille a disparu pendant plus de dix ans, pendant lesquels elle était retenue prisonnière par son ravisseur, Jacob. Ayant finalement réussi à s'évader, Camille est victime du syndrome de Stockholm et voit Jacob comme son père et protecteur suprême. Les chemins de Camille et Jacob vont de nouveau se croiser et ils vont devenir complices. C'est à la demande de Camille que Jacob éliminera sa mère abusive, Alice.

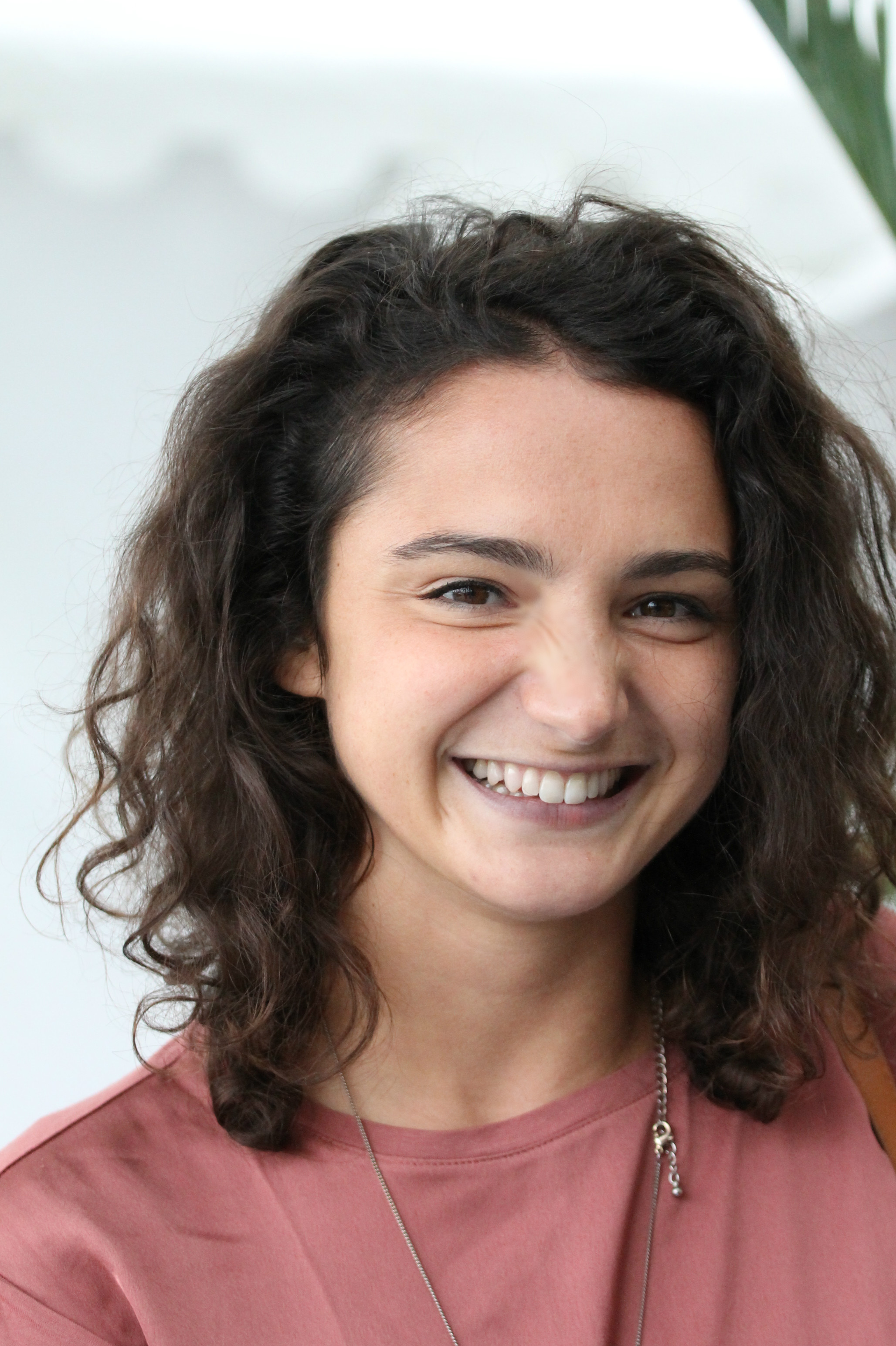
Pauline Bression joue le rôle d'Emma Rimez.

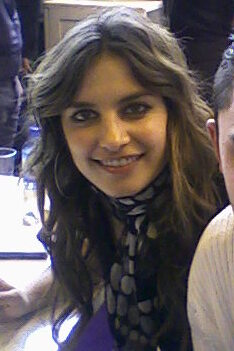
Lætitia Milot joue le rôle de Mélanie Rinato.

- Emma Rimez
Personnage apparaissant dans Plus belle la vie (saisons 11 — 18) et dans Plus belle la vie, encore plus belle (saisons 1 et 2).
Interprète : Pauline Bression.
Fille rebelle d'Alice Ruiz et sœur aînée de Camille. Son père, Sébastien, a été incarcéré après que sa mère l'a (faussement) accusé de violences conjugales. Peu après son arrivée au Mistral, Emma devient la petite amie de Baptiste Riva-Marci. Encore lycéenne, elle tombe enceinte. Les deux adolescents décident de garder le bébé, prénommé Mathis, qui naît en septembre 2017. Après avoir obtenu son baccalauréat, Emma décroche un emploi dans l'entreprise Green Tech. Après avoir vécu une brève histoire avec César Cordonnier, elle finit par se marier avec Baptiste en juin 2019.
- Fabien Rinato
Personnage apparaissant dans Plus belle la vie (saisons 3 — 4, 7 — 8 et 11).
Interprète : Julien Bravo.
Demi-frère de Mélanie Rinato, il est séropositif. Il se destine à une carrière de footballeur, avant de travailler dans les relations publiques. Il aura pour petites amies successives Samia Nassri, Ninon Chaumette et Sybille Cassagne. Il revient exceptionnellement dans la saison 11 pour le mariage de sa sœur avec Étienne Régnier.
- Jean Rinato
Personnage apparaissant dans Plus belle la vie (saisons 8 et 9).
Interprète : Jean-Pierre Becker.
Oncle de Mélanie et Fabien Rinato, capitaine dans l'agence de croisières If Évasion.
- Mélanie Rinato
Personnage apparaissant dans Plus belle la vie (saisons 1 — 14).
Interprète : Lætitia Milot.
Longtemps serveuse au bar du Mistral, elle devient organisatrice de mariages au cours de la quatorzième saison. Elle se marie elle-même trois fois au cours de la série : d'abord avec Anthony Laroque, un homme intéressé principalement par son héritage, puis avec Bruno Basini, un gangster homosexuel qui part finalement en cavale, puis avec Étienne Régnier, un journaliste dont elle finira par divorcer. Sa vie amoureuse sera également marquée par sa relation avec Malik Nassri ou avec Benoît Cassagne. Lors de la quatorzième saison, elle tombe enceinte d'un père inconnu. Elle part ensuite effectuer un BTS dans le tourisme à Aix-en-Provence.
- Régis Rinato
Personnage apparaissant dans Plus belle la vie (saisons 2, 7 et 11).
Interprète : Jacques Bouanich.
Père de Mélanie. Après la mort de son épouse Sandrine, il a refait sa vie avec une autre femme, avec laquelle il a eu plusieurs fils, dont Fabien. Il n'apparaît que de façon ponctuelle à l'écran, notamment lors du mariage de Mélanie avec Étienne Régnier.
- Gabriel Riva, époux Marci
Personnage apparaissant dans Plus belle la vie (saisons 7 — 18) et dans Plus belle la vie, encore plus belle (saison 1 — présent).
Interprète : Joakim Latzko.
Médecin. Dans Plus belle la vie, il travaille comme chef de service au CHU de l'hôpital Marseille-Est. Il vit en couple avec un homme, Jérôme Hédiard, avec qui il a adopté un fils, Paul, jusqu'au jour où il quitte Jérôme pour Thomas Marci. Gabriel et Thomas se marient dans la neuvième saison. Ensemble, ils adopteront deux enfants, Baptiste et Thérèse. Dans la quinzième saison, Gabriel avoue son homosexualité à ses parents, qui vivent à La Réunion et le croyaient jusqu'alors en couple avec une femme. Il réapparaît ensuite dans Plus belle la vie, encore plus belle : ayant quitté l'hôpital Marseille-Est, il travaille désormais en libéral dans un cabinet médical, proche de l'ancienne place du Mistral.
- Baptiste Riva-Marci, né Marlet [N 14]
Personnage apparaissant dans Plus belle la vie (saisons 10 — 18) et dans Plus belle la vie, encore plus belle (saisons 1 et 2).
Interprète : Bryan Trésor.
Frère de Thérèse. Orphelin, il se fait adopter avec sa sœur par Thomas Marci et son époux Gabriel. Au départ agressif et renfermé, il finit par accepter peu à peu ses parents adoptifs. Baptiste devient le petit ami d'Emma Rimez, avant d'avoir une brève liaison avec Céline Frémont, malgré leur différence d'âge. À la fin de la treizième saison de Plus belle la vie, Baptiste et Emma, de nouveau en couple, deviennent les parents d'un petit garçon prénommé Mathis. Dans la quatorzième saison, Baptiste fait la connaissance de son père biologique, Alpha Sidibé, qui s'avère être un homme douteux. Les retrouvailles seront de courte durée, Alpha étant bientôt abattu par un homme à qui il devait de l'argent. Au cours de la quinzième saison, Baptiste finit par se marier avec Emma en juin 2019.
- Mathis Riva-Marci
Personnage apparaissant dans Plus belle la vie (saisons 13 — 18) et dans Plus belle la vie, encore plus belle (saisons 1 et 2).
Interprètes : Adrien et Mathis Garabedian (dans Plus belle la vie), puis Marley Rabarin (dans Plus belle la vie, encore plus belle).
Fils d'Emma Rimez et de Baptiste. Sa naissance a lieu le 26 septembre 2017 dans le prime time intitulé Naissances.
- Thérèse Riva-Marci, née Marlet
Personnage apparaissant dans Plus belle la vie (saisons 10 — 15).
Interprète : Tia Diagne (saisons 10 — 11), puis Manon Bresch (saisons 11 — 15), puis Léa Kerel (saison 15).
Sœur de Baptiste, avec qui elle se fait adopter par Thomas et Gabriel. Elle va vivre une histoire d'amour avec César Cordonnier, l'ennemi juré de Baptiste. Dans la saison 13, elle obtient son baccalauréat. Dans la saison 15, elle part pour Londres, avant de revenir au Mistral pour aider son frère Baptiste quand celui-ci est accusé de maltraitance envers son fils, Mathis.
- Agathe Robin
Personnage apparaissant dans Plus belle la vie (saisons 2 — 6, puis 8 et 18).
Interprète : Valérie Baurens.
Ancienne prostituée, elle deviendra la compagne de Léo Castelli. Travaillant un temps comme employée à l'hôtel Select, Agathe en devient ensuite la copropriétaire (et, de fait, la gérante aux côtés de Mirta Torres). Dans la quatrième saison, elle renoue avec son fils de 16 ans, Maxime, qu'elle avait laissé à la DDASS à l'époque où elle se prostituait. Dans la sixième saison, alors que Maxime est mêlé à une affaire criminelle, Agathe l'aide à fuir la police, puis elle s'installe avec lui à l'étranger, laissant Léo seul. Elle revient au Mistral à deux reprises au cours de la huitième saison, d'abord à l'occasion de ses retrouvailles avec Léo – qu’elle convainc de s’installer avec elle en Argentine –, puis lors d'un épisode spécial réunissant plusieurs anciens personnages du feuilleton. Elle ne réapparaît ensuite que dans la dix-huitième et dernière saison : il est expliqué qu'après sa rupture avec Léo, Agathe a replongé dans la prostitution et qu'elle a été emprisonnée pour avoir tué son proxénète (en réalité, elle a agi en état de légitime défense). Elle profite d'un transfert de détenus pour s'évader et va de nouveau croiser la route de Léo, lequel a entretemps refait sa vie avec Claire Richet.
- Maxime Robin
Personnage apparaissant dans Plus belle la vie (saisons 4 — 6).
Interprète : Julien Gaspar-Oliveri.
Fils d'Agathe et de son premier proxénète, Francis Grangier. Il s'installe auprès d'Agathe, à l'hôtel Select, au cours de la quatrième saison. Analphabète, il va apprendre à lire avec l'aide de sa petite amie, Sonia Escudier, tout en suivant un apprentissage en plomberie. Il va également faire la connaissance de son père, Francis, peu avant la mort de celui-ci. Par amour pour Sonia, Maxime se laisse entraîner dans un soi-disant groupuscule révolutionnaire et sombre dans la criminalité. Recherché par la police, il part en cavale, avec l'aide de sa mère. Dans la huitième saison, il est expliqué que Maxime s'est installé avec Agathe en Argentine, où il a créé sa propre entreprise de plomberie.
- Claude Rochat
Personnage apparaissant dans Plus belle la vie (saisons 9 — 18).
Interprète : Charles Schneider.
Proviseur du lycée Vincent Scotto. Bien que plutôt sérieux dans son travail, il est naïf et facilement manipulable. Oncle de César Cordonnier, il a également un fils, Cyril, qui a été tué quelques années auparavant par son ex-petite amie, Béatrice. Il est le propriétaire d'un appartement dans lequel plusieurs personnages (notamment Nathan, Coralie et Barbara) vont vivre en colocation au fil des différentes saisons. Côté amour, après une histoire avec la proviseure du lycée Ravel, Claude Rochat se met en couple et se pacse avec Malika, une jeune femme charmante aux premiers abords, qui est en réalité une dangereuse perverse narcissique.
- Magalie Roger
Personnage apparaissant dans Plus belle la vie (saisons 10 et 11).
Interprète : Dorothée Brière Meritte.
Ex-femme de Stéphane Prieur et mère de Zoé.
- Zoé Romane
Personnage apparaissant dans Plus belle la vie, encore plus belle (saison 1 — présent).
Interprète : Manon Chevallier.
Fille d'Ariane Hersant. Elle est née sous X le 15 mars 2008.
- Élise Rousseau
Personnage apparaissant dans Plus belle la vie (saisons 3 et 4).
Interprète : Marion Durand.
Lycéenne avec laquelle Nathan Leserman collabore pour le commerce de DVD gravés illégalement. Des ennuis pour les deux adolescents s'ensuivront. Nathan et Élise auront ensuite une brève relation. Plus tard, Élise se lie d'amitié avec Renaud Sardi. Elle se fait inviter avec lui à la soirée organisée par Estelle Cantorel, soirée qui tournera au cauchemar (prime time de la quatrième saison).
- Alice Ruiz
Personnage apparaissant dans Plus belle la vie (saisons 11, 13, 15 et 17).
Interprète : Mélanie Guth.
Mère castratrice d'Emma et Camille Rimez. Son premier mari, Sébastien, a été emprisonné après qu'Alice l'a faussement accusé de violences conjugales, pour se venger de ses infidélités. Depuis, Alice s'est remariée avec Franck Ruiz, avec lequel elle décide de s'installer au Mistral. Elle est alors embauchée au lycée Scotto comme secrétaire de Claude Rochat, mais elle est momentanément internée en psychiatrie après avoir injustement accusé Franck et Blanche de violences volontaires. Une fois sortie de l'hôpital psychiatrique, elle demande le divorce à Franck et repart sur Nice, mais sa fille Emma décide de rester auprès de Franck. Alice revient ensuite à plusieurs reprises à Marseille, notamment lorsqu'Emma tombe enceinte, la première cherchant vainement à convaincre la seconde d'avorter. Dans la saison 17, Alice voit réapparaître Camille, sa fille cadette disparue dix ans plus tôt, et souhaite obtenir sa garde. Lorsqu'elle l'obtient, Camille ordonne à son ancien ravisseur, Jacob, de la tuer en raison des maltraitances qu'elle a subies.

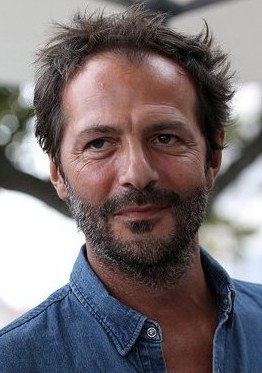
Jean-Charles Chagachbanian joue le rôle de Franck Ruiz.

- Franck Ruiz
Personnage apparaissant dans Plus belle la vie (saisons 3 — 6 et 11 — 18).
Interprète : Jean-Charles Chagachbanian.
Ancien membre d'un gang marseillais, les M-13, il est désormais électricien. Il va vivre une histoire d'amour avec Blanche Marci, avec qui il aura un fils, Noé. Dans la sixième saison, il avoue à Blanche qu'il travaille depuis une vingtaine d'années pour les services secrets, afin que la justice ferme les yeux sur un meurtre qu'il a commis pour le compte des M-13. Leur couple ne survivra pas à cette histoire et Franck, après une dernière mission pour la DGSE, quitte Marseille. Il se marie avec une autre femme, Alice, mais se réinstalle à Marseille dans la onzième saison, avec son épouse et sa belle-fille, Emma. Après sa rupture avec Alice, il va avoir des relations avec d'autres femmes, notamment Céline Frémont. Il finit par demander à Blanche, son ex-compagne, de venir faire une colocation avec lui pour se rapprocher de son fils, Noé.
- Noé Ruiz
Personnage apparaissant dans Plus belle la vie (saisons 4 — 18).
Interprètes : Ange, Noah, Sacha et Téo Heredia, remplacés ensuite par Baptiste et Johan Krempff, puis par Eliot De Faria, puis par Florian Lesieur.
Fils de Blanche Marci et Franck Ruiz, demi-frère de Lucas et Johanna Marci. Sa naissance a lieu dans la quatrième saison, lors des épisodes diffusés en première partie de soirée le 18 décembre 2007. Après la séparation entre Franck et Blanche, c'est cette dernière qui en a la garde. Dans la saison 17, Noé intègre le lycée Vincent Scotto, les auteurs choisissant de faire grandir le personnage de plusieurs années. Il se mettra par la suite en couple avec Lola Corcel et s'investira à ses côtés dans le militantisme écologiste.

### S

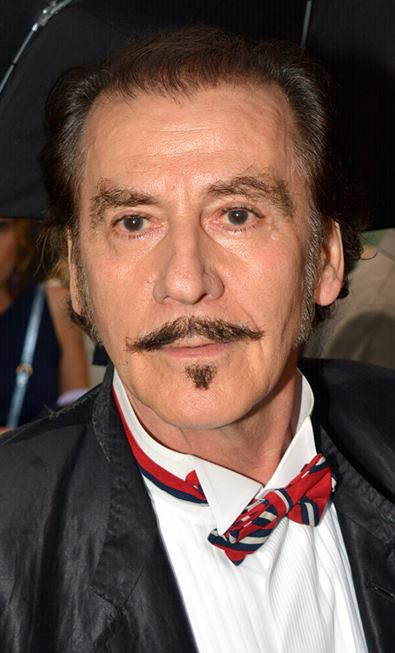
Jean-Marie Galey joue le rôle de Jocelyn Sandré.

- Jocelyn Sandré
Personnage apparaissant dans Plus belle la vie (saisons 11 — 18).
Interprète : Jean-Marie Galey.
Père de Babeth Nebout. Il réside aux États-Unis avec son épouse Yolande, jusqu'au jour où ils se font expulser pour un problème administratif. Jocelyn et Yolande s'installent alors à Marseille, auprès de Babeth et de son mari Patrick. Babas cool hauts en couleur, refusant de travailler et amateurs de drogues, Jocelyn et Yolande se montrent particulièrement envahissants. Jocelyn est par ailleurs bisexuel. Dans la saison 14, il vit une histoire extra-conjugale avec une femme, Sylvie, qui est finalement assassinée ; à la suite de cela, il est diagnostiqué comme atteint de la maladie d'Alzheimer. Il se suicide dans la dix-septième saison, après une dernière lune de miel avec Yolande, sa maladie étant à un stade très avancé. Quelques mois plus tard, il réapparaît sous forme de fantôme à Yolande alors que celle-ci tente d'aider Alain, son amour de jeunesse.
- Yolande Sandré
Personnage apparaissant dans Plus belle la vie (saisons 11 — 18) et dans Plus belle la vie, encore plus belle (saison 1 — présent).
Interprète : Élisabeth Commelin.
Épouse de Jocelyn et mère de Babeth Nebout. Elle a un don de guérisseuse. Sa fille se montre froide envers elle, jalouse de la voir donner plus d'amour aux autres qu'à elle-même. Dans la saison 14 de Plus belle la vie, alors que son mari Jocelyn est suspecté du meurtre de sa maîtresse, elle découvre, en lisant le petit carnet qu'il tenait, qu'il est atteint de la maladie d'Alzheimer. Elle décide alors de se battre avec lui contre la maladie. Quelques mois plus tard, elle aura elle-même quelques pépins de santé, au point de devoir se faire installer un pacemaker. Dans la dix-septième saison, son mari Jocelyn se suicide mais il s'arrange pour que Yolande, qui voulait partir avec lui, reste en vie. Dans le dernier épisode, Yolande décide d'épouser son amie Mirta Torres, afin de ne plus être une charge pour sa famille. Yolande et Mirta réapparaissent ensuite dans Plus belle la vie, encore plus belle ; contraintes de quitter le Mistral après que plusieurs bâtiments s'y sont effondrés, les deux femmes vivent désormais dans une résidence où elles exercent la fonction de concierge (avec plus ou moins de bonne volonté, dans le cas de Yolande).
- Djawad Sangha
Personnage apparaissant dans Plus belle la vie (saisons 5 — 14 et 18) et dans Plus belle la vie, encore plus belle (saison 1 — présent).
Interprète : David Baiot.
Jeune homme originaire de la cité des Quatre Soleils, dans la banlieue parisienne. Issu d'une famille nombreuse, il a notamment un frère aîné, Sébastien, avocat, avec lequel il a des relations difficiles, ainsi qu'un frère cadet, Élie. Il deviendra le compagnon d'Estelle Cantorel. Toutefois, leur relation n'est pas toujours facile, d'autant que Djawad n'hésite pas à franchir les limites de la légalité pour gagner sa vie. Il va ouvrir une salle de fitness au sein du salon de beauté d'Estelle, avant de devenir chauffeur de VTC. Après sa rupture avec Estelle, il devient l'amant de Samia Nassri, ce qui entraînera la rupture de cette dernière avec Jean-Paul Boher. Finalement, il se sépare rapidement de Samia et quitte le Mistral pour la Suisse. Emprisonné pour une affaire de trafic de drogue, il profite d'un transfert de détenus pour s'évader, au cours de la dix-huitième et dernière saison de Plus belle la vie. Il va alors, à plusieurs reprises, croiser la route d'Estelle, dont il est toujours amoureux.
- Élie Sangha
Personnage apparaissant dans Plus belle la vie (saison 10).
Interprète : Kalvin Wilson, remplacé ensuite par Yann Tshibola.
Demi-frère de Djawad Sangha. Alors que Djawad s'apprête à partir pour quelque temps à Paris, Élie le convainc de lui confier la gestion de sa salle de sport pendant son absence. Durant tout son séjour au Mistral, Élie tentera plusieurs coups pour attirer plus de clients au salon, au grand dam de Wendy et Boris.
- Sébastien Sangha
Personnage apparaissant dans Plus belle la vie (saisons 5 — 6).
Interprète : Adama Niane.
Frère aîné de Djawad Sangha, avec lequel il entretient des relations difficiles. Il exerce le métier d'avocat. Il travaillera pendant quelques mois dans le cabinet de Phénicie. Il cache que trois ans auparavant, il a percuté une moto en conduisant en état d'ivresse. Il décidera d'avouer la vérité à la victime, qui vit dans un fauteuil roulant.
- Renaud Sardi
Personnage apparaissant dans Plus belle la vie (saisons 2 et 4).
Interprète : Guillaume Romain.
Informaticien, ami de Samia Nassri. Ce jeune homme mal dans sa peau provoquera indirectement la rupture entre Samia et Lucas Marci. Dans la quatrième saison, il tombe fou amoureux de Ninon Chaumette, mais ce n'est pas réciproque. Se sentant rejeté par les amis de Ninon, il va chercher à se venger lors de la soirée organisée par Estelle Cantorel (prime time de la saison 4), soirée lors de laquelle il va tenter de tuer Ninon, Rudy et Estelle et où il va également faire une victime collatérale, Alain Jacquet. Renaud sera finalement arrêté et emprisonné.
- Julio Secotti
Personnage apparaissant dans Plus belle la vie (saisons 11 — 13).
Interprète : Samuel Charle.
Fonctionnaire de police, il devient le petit ami d'Élise Carmin, qui se sert de lui pour voler de la drogue. Après avoir perdu son emploi et passé quatre mois en prison à cause de cette affaire, il se retrouve à la rue, avant d'être embauché par Djawad Sangha dans sa salle de sport. Il vivra une brève histoire d'amour avec une jeune femme, Genna, mais celle-ci est avec lui principalement parce qu'elle ressent une fascination malsaine pour l'histoire d'Élise Carmin. Par la suite, il devient durant quelques semaines le collègue de Jérôme Belesta dans un supermarché. Dans la treizième saison, après que Djawad a fermé sa salle de sport et après avoir assisté à l'enterrement de Wendy Lesage (tuée par « l’Enchanteur »), il quitte définitivement le quartier du Mistral.
- Pascal Senghor
Personnage apparaissant dans Plus belle la vie (saisons 13 — 14).
Interprète : Rudy Mayoute.
Juge d'instruction. Il travaille en étroite collaboration avec le commissariat du Mistral, contrairement à Claire Mougin. Il est marié et a une fille.
- Cécilia Signac
Personnage apparaissant dans Plus belle la vie (saisons 13 et 14).
Interprète : Marie Bouvet.
Femme d'affaires, dirigeant avec son époux Marc une entreprise qui lance des gammes de produits alimentaires branchés. Elle et son mari cachent qu'ils sont en fait séparés, car ils pensent que cela pourrait nuire à l'image de leur marque. Les Signac vont chercher à racheter le site d'informations Massilia News, avant de se raviser. Dans la saison 14, Cécilia entame une relation avec Vincent Chaumette, mais elle est assassinée peu après par Nicolas Berger, alias « l’Enchanteur ».
- Betty Solano
Personnage apparaissant dans Plus belle la vie (saison 18) et dans Plus belle la vie, encore plus belle (saison 1).
Interprète : Horya Benabet.
Cousine de Jules Langlois. Dans Plus belle la vie, Betty est élève au lycée Vincent Scotto. Elle devient la petite amie de Kilian Corcel, qui l'épouse dans le dernier épisode. Dans Plus belle la vie, encore plus belle, Betty tente de reconquérir Kilian, dont elle est désormais séparée.
- Alexandre et Jérémie Soubeyrand
Personnages apparaissant dans Plus belle la vie (saisons 17 — 18).
Interprète : Léo Romain.
Frères jumeaux. Alexandre est un ami d'enfance de Fanny Lorène. Ils se sont perdus de vue, jusqu'au jour où Fanny fait naufrage sur une île isolée, sur laquelle Alexandre vit avec plusieurs membres de sa famille. Fanny et Alexandre vont alors vivre une histoire d'amour. Plus tard, Jérémie va suivre Fanny et les autres naufragés au Mistral et joue de sa ressemblance physique avec Alexandre pour se faire passer pour lui.
- Claire Souchal
Personnage apparaissant dans Plus belle la vie (saisons 7 — 8).
Interprète : Valérie Vogt.
Directrice d’une agence immobilière. Elle deviendra la patronne de Johanna Marci, avant que celle-ci ne crée sa propre agence. Elle va vivre une histoire d'amour avec Léo Castelli.
- Milan Stern, alias Arthur Simonin
Personnage apparaissant dans Plus belle la vie (saisons 16 et 17).
Interprète : Quentin Augier.
Chirurgien tchèque. Il a été radié de l'ordre dans son pays et est responsable d'un trafic d'organes. Il est coupable de l'assassinat de Renaud Bailly, le frère d'Elsa, qui avait découvert ce trafic. Alors que Milan est incarcéré, Abdel Fedala va faire pression sur la préfète, qui a eu recours aux services du chirurgien, pour qu'elle le libère afin qu'il puisse effectuer une greffe de foie sur Alison Valle. Il est de retour dans la saison suivante pour témoigner contre Elsa à son procès.

### T
- Morgane Tanguy
Personnage apparaissant dans Plus belle la vie, encore plus belle (saison 1 — présent).
Interprète : Jade Pradin.
Petite-nièce de Jocelyn et Yolande Sandré. Elle s'installe à la résidence Massalia, et travaille comme brigadière au commissariat. Elle entame une relation avec Jules Langlois.
- Michel Tautavel
Personnage apparaissant dans Plus belle la vie (saisons 3 et 12).
Interprète : Franck Gourlat.
Médecin, ancien ami de Guillaume Leserman, qui était en internat à Bordeaux en même temps que lui. Guillaume l'autorise à venir ponctuellement le remplacer dans son cabinet médical. Toutefois, leur collaboration ne dure pas, Michel étant plus attaché à la rentabilité économique qu'au bien-être de ses patients. Guillaume le croise de nouveau lors du premier prime time de la douzième saison, dans un hôtel niçois.

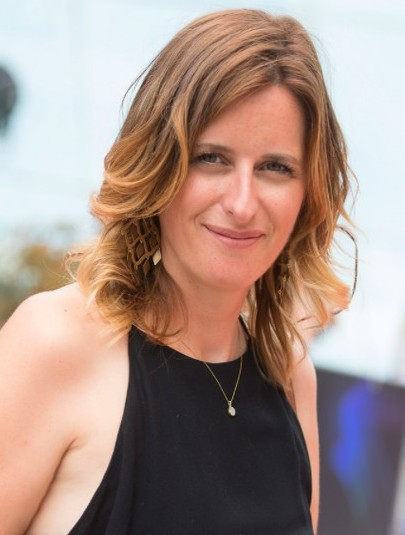
Anne Décis joue le rôle de Luna Torres.

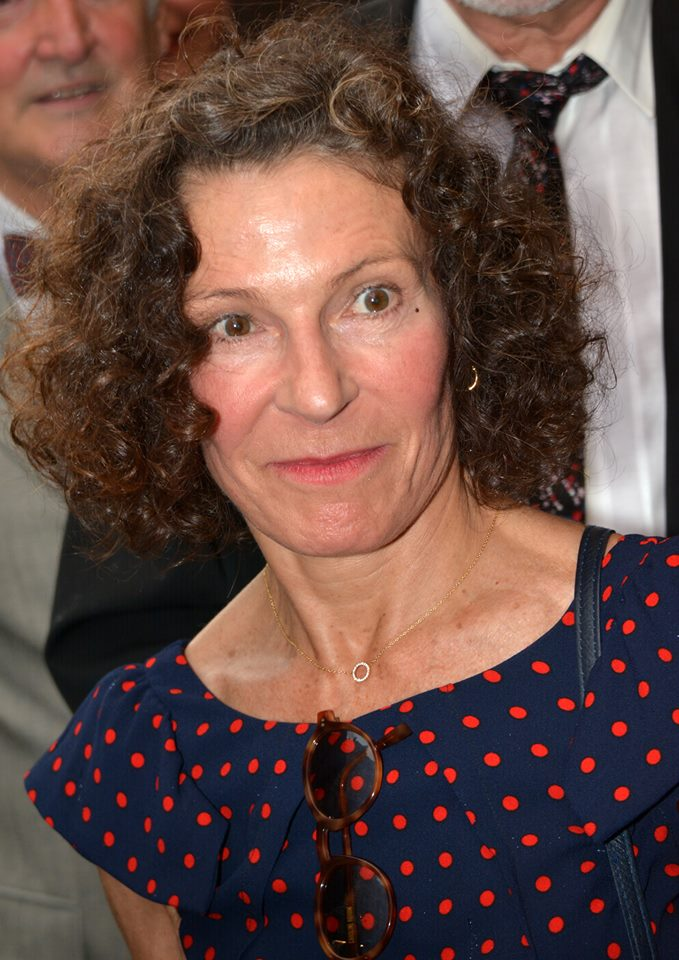
Sylvie Flepp joue le rôle de Mirta Torres.

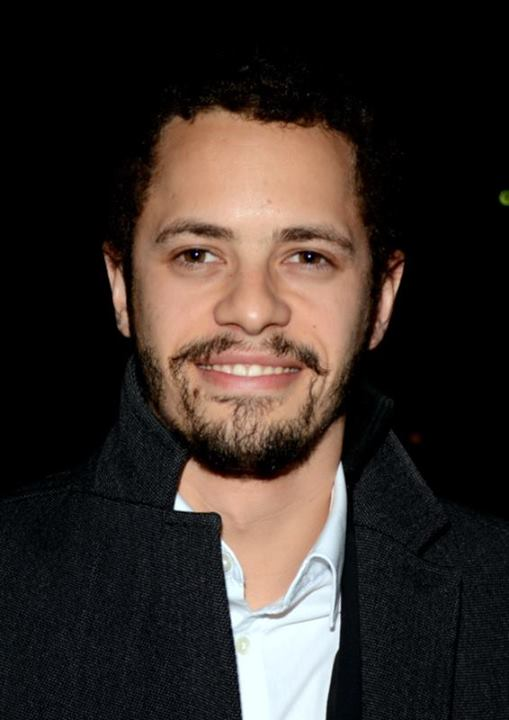
Ambroise Michel joue le rôle de Rudy Torres.

- Luna Torres
Personnage apparaissant dans Plus belle la vie (saisons 1 — 18) et dans Plus belle la vie, encore plus belle (saison 1 — présent).
Interprète : Anne Décis.
Fille de Mirta et de son premier mari, Manuel. Ancienne toxicomane, elle a un fils, Rudy, né de sa liaison avec un dealer, Damien Mara. Dans la première saison de Plus belle la vie, elle revient au Mistral après de longues années d'absence (pendant lesquelles elle s'est consacrée au métier d'actrice) et se fait engager comme vendeuse dans la boutique de son amie Charlotte Le Bihac. Elle va vivre en couple avec Guillaume Leserman, le médecin de quartier, avant d'épouser Vadim Cazals, un cardiologue. Après l'assassinat de Vadim, elle se met en couple avec Sacha Malkavian, avec qui elle gère une boutique de vente en ligne, puis plus tard avec Andrès Galeano, un équithérapeute qui s'avèrera être un trafiquant de drogue. Devenue gérante de l'hôtel Céleste, sur la place du Mistral, elle se met en couple avec Bastien Castel, son nouvel associé, dans la dernière saison du feuilleton. Lors du dernier épisode, Luna voit réapparaître son ancien compagnon, Guillaume Leserman ; toujours amoureuse de lui, elle décide de faire un ménage à trois avec lui et Bastien. Cette situation ne dure pas, puisqu'au début de Plus belle la vie, encore plus belle, Luna est de nouveau célibataire. Son hôtel s'étant entretemps effondré, elle a dû changer d'orientation professionnelle et travaille désormais à la création d'une association, en partenariat avec son amie Blanche Marci.
- Mirta Torres
Personnage apparaissant dans Plus belle la vie (saisons 1 — 18) et dans Plus belle la vie, encore plus belle (saison 1 — présent).
Interprète : Sylvie Flepp.
Mère de Luna. Cette fervente catholique a fui son Espagne natale et son mari violent, Manuel, alors qu'elle était enceinte, pour s'installer à Marseille. C'est là qu'elle a donné naissance à sa fille, Luna. Dans Plus belle la vie, Mirta est propriétaire et gérante de l'hôtel Select, sur la place du Mistral. Elle épouse en secondes noces Roland Marci au début de la cinquième saison. Dans la onzième saison, elle est confrontée à l'incendie du Select. Remis à neuf, l'hôtel est rebaptisé « Le Céleste » et Mirta en confie la gérance à Luna. Après sa séparation d'avec Roland, puis la mort de ce dernier, Mirta épouse dans l'ultime épisode du feuilleton son amie Yolande Sandré, afin d'aider celle-ci à subvenir à ses besoins. Mirta et Yolande réapparaissent ensuite dans Plus belle la vie, encore plus belle : contraintes de quitter le Mistral après l'effondrement de leur hôtel, elles vivent désormais dans une résidence pour étudiants et jeunes actifs, où elles exercent la fonction de concierge.
- Rudy Torres
Personnage apparaissant dans Plus belle la vie (saisons 1 — 10 et 18).
Interprète : Ambroise Michel.
Fils de Luna Torres (né de sa liaison avec Damien Mara) et petit-fils de Mirta Torres, qui l'a élevé. Il deviendra le petit ami de Johanna Marci et de Ninon Chaumette, entre autres. Après avoir obtenu son baccalauréat, il s'oriente vers des études de médecine. Il va vivre en couple pendant quelques années avec Estelle Cantorel, une patiente rencontrée lors d'un stage dans un hôpital, avant de renouer avec Ninon. Dans la neuvième saison, Rudy et Ninon s'installent à Paris, alors qu'ils s'apprêtent à avoir un enfant. Dès lors, ils n'apparaissent plus que de manière ponctuelle à l'écran, tout d'abord dans le prime time de la dixième saison (Une vie en Nord), mettant en scène leur installation dans le Nord avec leur jeune fils, Martin, puis dans un prime time de la dix-huitième et dernière saison (Retrouvailles), dans lequel ils reviennent à Marseille pour une réunion des anciens élèves de leur lycée. Rudy réapparaît enfin, sans Ninon, dans l'ultime prime time de la série (Sept Mariages pour un enterrement), dans lequel il assiste au mariage de sa grand-mère Mirta avec Yolande Sandré.
- Armande Tressere
Personnage apparaissant dans Plus belle la vie (saisons 7 et 8).
Interprète : Niseema Theillaud.
Mère d’Ève Tressere, avec qui elle est propriétaire du local de l'ancienne poissonnerie située sur la place du Mistral, ainsi que de l'appartement au-dessus. Les relations entre la mère et la fille sont difficiles.
- Ève Tressere
Personnage apparaissant dans Plus belle la vie (saisons 7 — 8 et 13 — 14).
Interprète : Charlie Nune (saisons 7 — 8), puis Charley Fouquet (saisons 13 — 14).
Esthéticienne. Elle ouvre un salon de beauté au Mistral au cours de la septième saison, dans le local de l'ancienne boutique de vêtements. Elle y engage Estelle Cantorel comme employée et se lie d'amitié avec elle. Toutefois, Ève ne tarde pas à se faire des ennemies au Mistral, en raison notamment de sa sexualité libérée. Elle accepte de faire un mariage blanc avec son ami Benoît Cassagne (bien qu'il vive alors en couple avec Mélanie Rinato), pour l'aider à rembourser ses dettes. Elle finit toutefois par se prendre au jeu et tombe amoureuse de Benoît. Dépitée de constater que Benoît ne veut pas quitter Mélanie pour elle, Ève quitte le Mistral. De retour au Mistral dans la treizième saison, Ève retrouve Benoît et entame une relation de sexfriend avec lui, mais aussi avec Stéphane Prieur. Dans la saison 14, elle met un terme à sa relation avec Benoît et Stéphane, et part vivre aux États-Unis, pour donner des cours de danse.
- Nirina Tsiranana
Personnage apparaissant dans Plus belle la vie (saisons 2 — 4).
Interprète : Linda Bouhenni.
Petite amie de Nathan Leserman, qu'elle finira toutefois par quitter pour un autre garçon qu'elle a rencontré à Madagascar.
- Amandine Turpin
Personnage apparaissant dans Plus belle la vie (saisons 10 — 11 et 18).
Interprète : Ana Ka.
Élève de terminale L au lycée Vincent Scotto. Élève brillante, elle subit les moqueries de ses camarades en raison de son obésité et est également en proie à des problèmes de dépression. Elle va avoir une brève relation avec Valentin Nebout. Elle réapparaît lors du deuxième prime time de la dernière saison (Retrouvailles), à l'occasion d'une réunion d'anciens élèves du lycée Scotto.

### V
- Madeleine Valensi
Personnage apparaissant dans Plus belle la vie (saisons 7 — 8).
Interprète : Françoise Contré.
Psychologue d'Ève Tressere, puis d'autres personnages du feuilleton.
- Jean-Jacques Valère
Personnage apparaissant dans Plus belle la vie (saisons 8, 10 et 12).
Interprète : Dominique Ratonnat.
Procureur de la République. Il apparait épisodiquement dans le cadre de différentes affaires criminelles.
- Alison Valle
Personnage apparaissant dans Plus belle la vie (saisons 12 — 18).
Interprète : Myra Tyliann
Sœur aînée de Mila. Formant un tandem de voleuses avec son amie Aïcha, elle croise le chemin de Sacha Malkavian, qui décide d'écrire un article sur elles. Alison est finalement arrêtée et enfermée dans un centre pour jeunes délinquants. Dans la treizième saison, Sacha reprend contact avec elle et lui trouve un stage au bar du Mistral. Elle vit une histoire d'amour avec Abdel Fedala. Au cours de la dix-huitième saison, Alison se sépare d'Abdel, qu'elle quitte pour un autre homme, et par la même occasion quitte définitivement le quartier du Mistral.
- Jennifer Valle
Personnage apparaissant dans Plus belle la vie (saisons 14 — 17).
Interprète : Sahra Daugreilh.
Mère d'Alison et Mila. N'apparaissant que sporadiquement à l'écran, elle fait des séjours réguliers à l'hôpital pour des cas d'alcoolisme sévères.
- Mila Valle
Personnage apparaissant dans Plus belle la vie (saisons 14 — 17).
Interprète : Malika Alaoui, remplacée dans la saison 17 par Laura Farrugia pour quelques épisodes.
Sœur cadette d'Alison. Vincent Chaumette et Jeanne Carmin, qui voulaient adopter un enfant avant d'être découragés par les difficultés de procédure, choisissent de devenir parrain et marraine d'un enfant en difficulté, en l'occurrence Mila. Elle va vivre une histoire d'amour avec Valère Malonda, un élève de son lycée. Dans la saison 16, elle s'installe à la colocation avec Nathan, Sabrina, Estelle et Francesco et est bientôt rejointe par Mouss. Au cours de la dix-septième saison, Mila se met en couple avec Mouss.
- Marc Vernet, de son vrai nom Sébastien Pradès
Personnage apparaissant dans Plus belle la vie (saisons 2 et 4).
Interprète : Jérôme Marc.
Peintre. Ayant purgé une peine de prison pour l'assassinat de sa femme Sylvie, il vient au Mistral pour retrouver le véritable coupable. Il va vivre une histoire d'amour avec Ninon Chaumette. Après avoir réussi à envoyer Charles-Henri Picmal derrière les barreaux, Marc part en Australie avec Ninon, mais leur histoire ne dure pas. Il revient brièvement dans la quatrième saison, Estelle Cantorel ayant cru bon de l'inviter à Marseille pour faire plaisir à Ninon.
- Romain Vidal
Personnage apparaissant dans Plus belle la vie (saisons 17 — 18).
Interprète : Simon Ehrlacher.
Médecin. Après avoir appris qu'il est atteint de la maladie de Huntington, il décide de changer radicalement de vie : il quitte sa femme et s'installe au Mistral. Il tombe amoureux de Fanny Lorène, mais ce n'est pas réciproque. Un naufrage sur une île lui permettra finalement de se rapprocher de Fanny.
- Greg Vinci
Personnage apparaissant dans Plus belle la vie (saisons 12, 14 et 15).
Interprète : Martin Barlan.
Jeune policier, filleul de Patrick Nebout. Patrick travaillait avec son père, qui s'est fait tuer lors d'une intervention une quinzaine d'années auparavant. Après avoir travaillé à la Brigade de répression du banditisme à Paris, Greg est muté à Marseille, où il va vivre une histoire d'amour avec Eugénie Grangé. Il s'avère être un ripou à la solde de Gary Novak, un truand qui lui avait précédemment sauvé la vie. Greg est finalement démasqué et tente de partir en cavale avec Eugénie, mais il se fait tirer dessus par Patrick. Il survit et est incarcéré. Il réapparaît ponctuellement dans les saisons suivantes, notamment dans la saison 15, lorsque Patrick est à son tour incarcéré aux Baumettes et devient son compagnon de cellule.

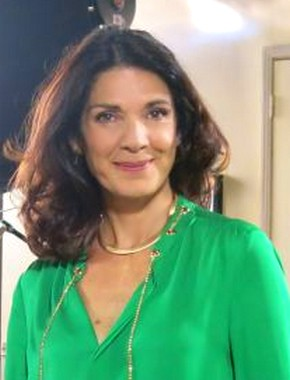
Anne Canovas joue le rôle d'Anémone Vitreuil.

- Anémone Vitreuil
Personnage apparaissant dans Plus belle la vie (saisons 6 — 7, puis 9 — 18).
Interprète : Anne Canovas.
Riche veuve à la personnalité sulfureuse, elle est la mère de Jeanne Carmin et la grand-mère d'Élise Carmin. Dans la sixième saison, elle aide Rudy Torres à obtenir un stage important, grâce à ses relations haut placées ; en échange, Rudy accepte de lui servir de gigolo, bien qu'il vive alors en couple avec Estelle Cantorel. Estelle quitte Rudy quand elle découvre la vérité. Par la suite, Vitreuil réapparaît ponctuellement à l'écran, notamment pour faire des affaires douteuses avec Vincent Chaumette, puis avec Charles Frémont, devenant ainsi progressivement l'un des principaux méchants du feuilleton. Patronne du site d'informations Massilia News, elle en perdra momentanément le contrôle au profit d'Arnaud Mougin.

### W
- Hadrien Walter
Personnage apparaissant dans Plus belle la vie (saisons 15 — 17).
Interprète : Guillaume Delorme.
Député de la circonscription englobant le quartier du Mistral. Il vient à la rencontre de Samia Nassri, car il est très intéressé par l'application qu'elle a créée pour lutter contre les agressions sexuelles. Ils entament alors une histoire d'amour. Quand le maire d'arrondissement Lougane annonce à Hadrien qu'il se représentera, malgré la promesse qu'il lui avait faite de lui laisser sa place, Samia propose à Hadrien de se présenter contre Lougane aux élections. Il échoue finalement à être élu aux municipales, mais Samia sera nommée première adjointe. Après les élections, Samia et Hadrien préparent leur mariage dont la date est fixée au 31 décembre 2020, tout comme celui de Jean-Paul Boher avec Irina Kovaleff. Le jour J, Samia dira cependant « non » à Hadrien à la mairie, étant toujours amoureuse de Jean-Paul, son ex-mari. Hadrien sera fou de rage et quittera Samia avec pertes et fracas.